# Biserica de lemn din Pruneni

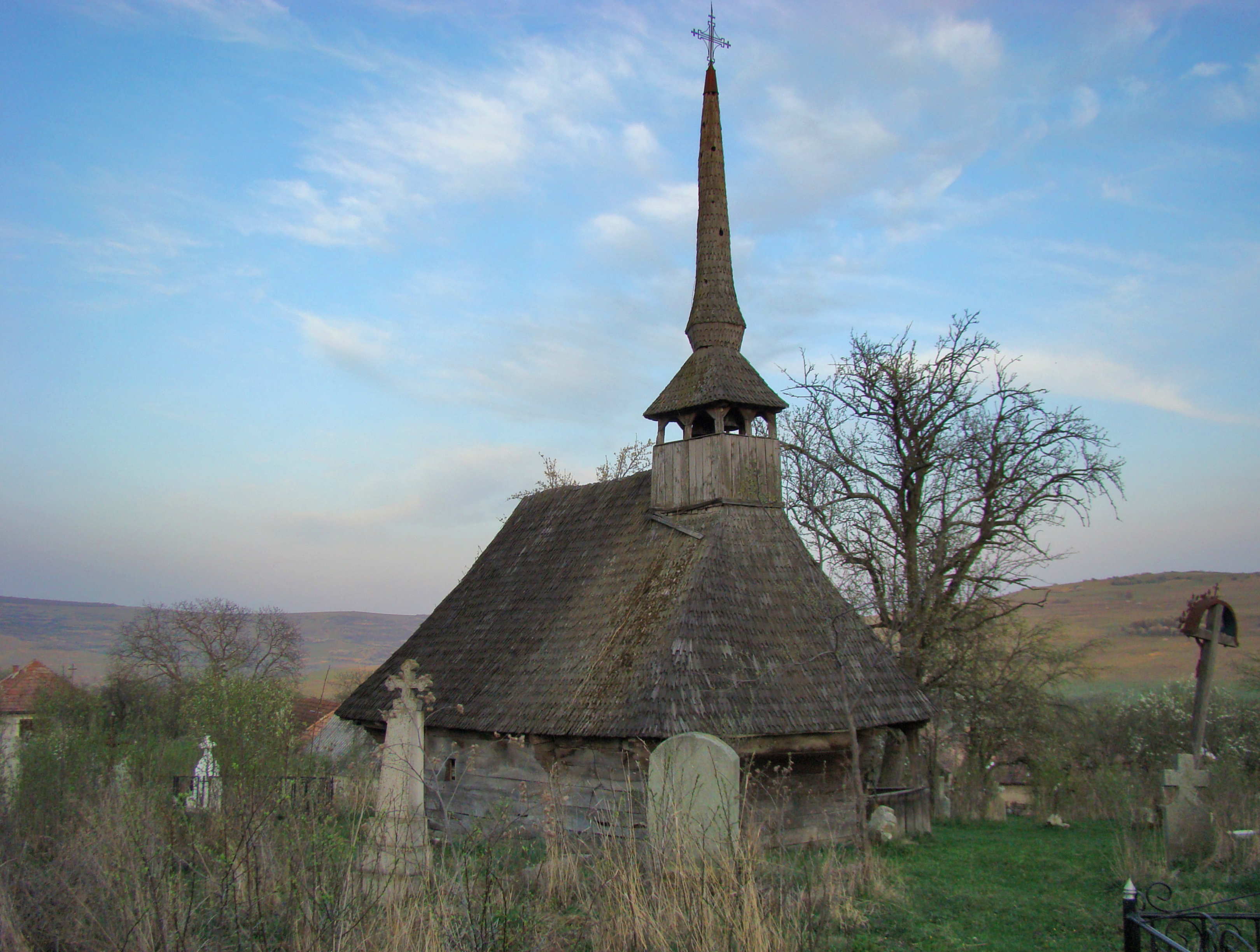
Biserica de lemn „Înălțarea Sfintei Cruci” din Pruneni, comuna Aluniș, județul Cluj, foto: aprilie 2009.

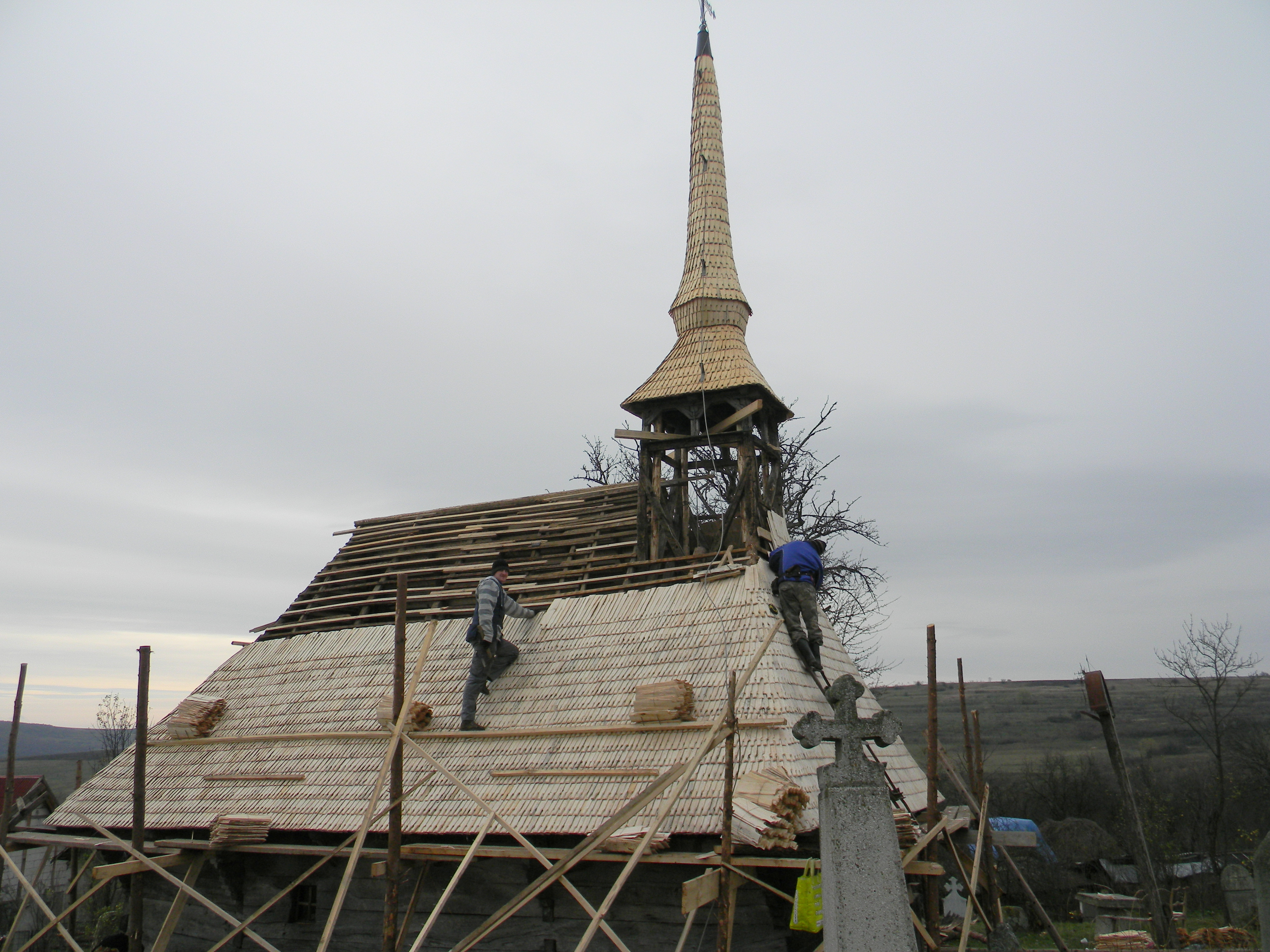
Repararea acoperișului bisericuței de lemn din Pruneni, foto. noiembrie 2013.

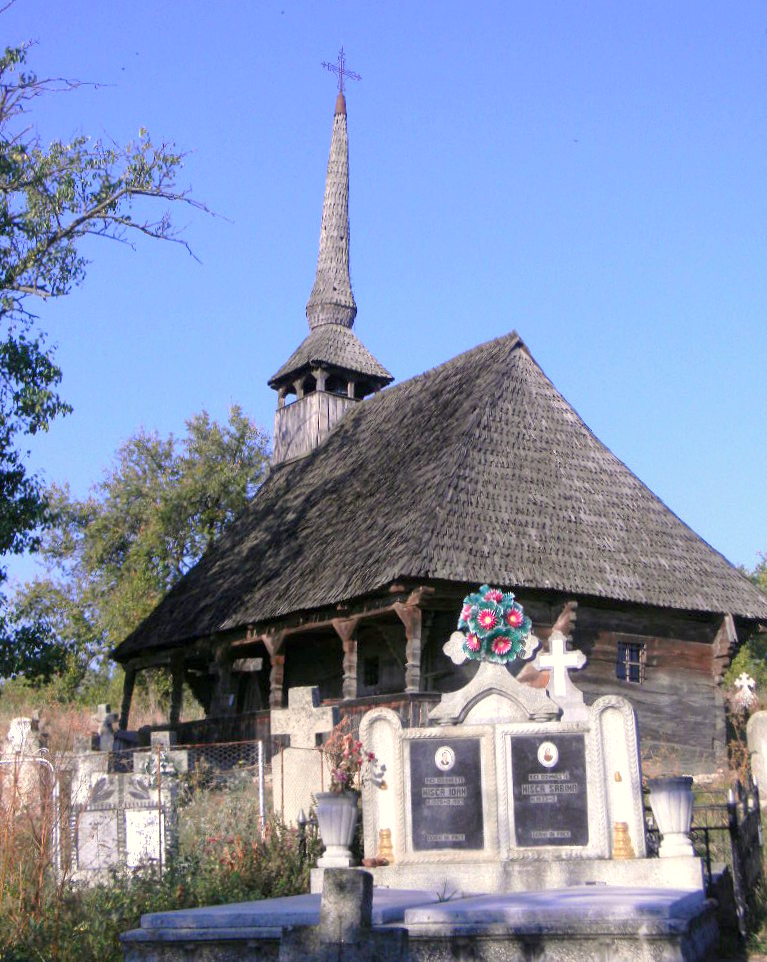
Biserica de lemn „Înălțarea Sfintei Cruci” din Pruneni, comuna Aluniș, județul Cluj, foto: septembrie 2011.

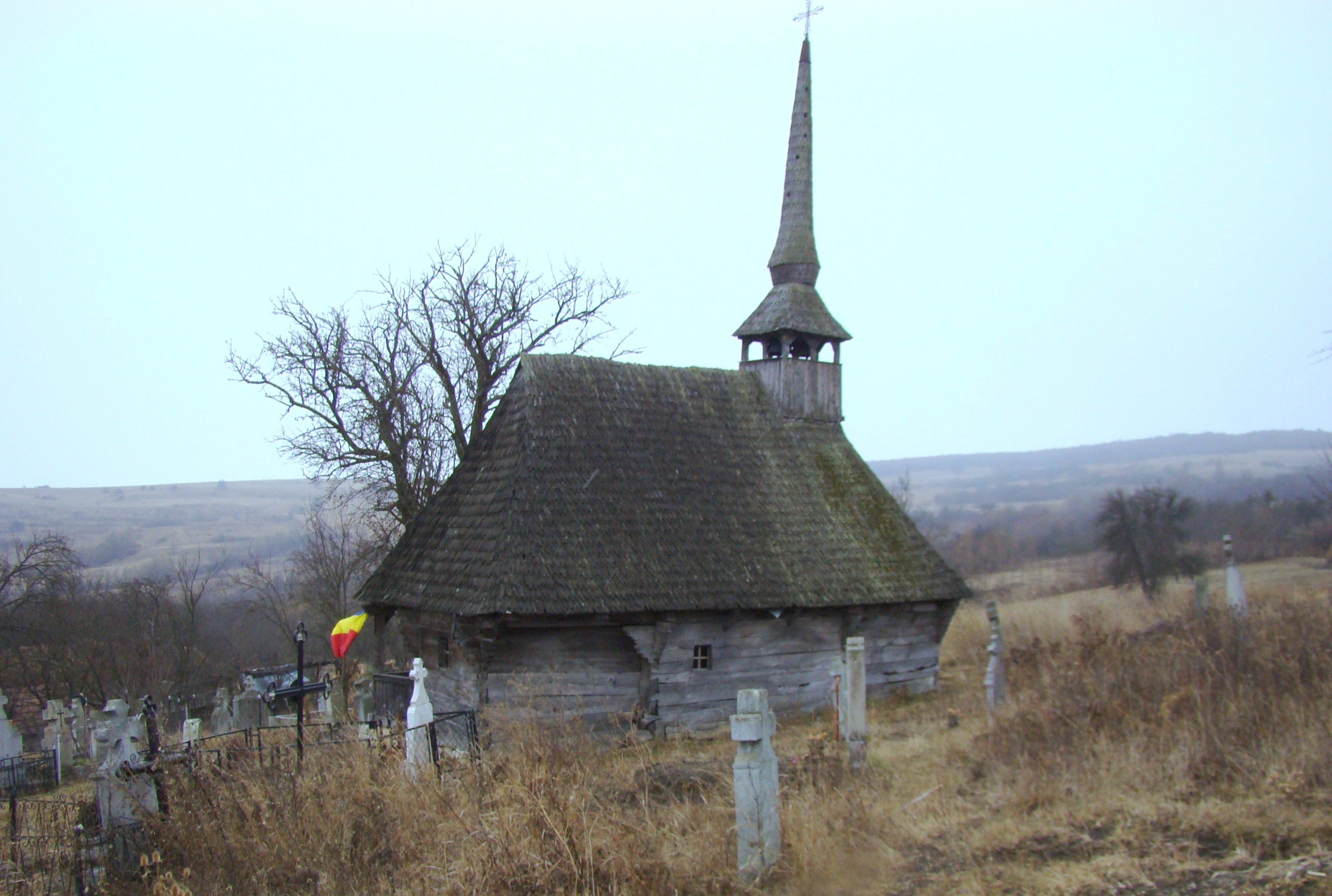
Biserica de lemn „Înălțarea Sfintei Cruci” din Pruneni, comuna Aluniș, județul Cluj, foto: decembrie 2011.

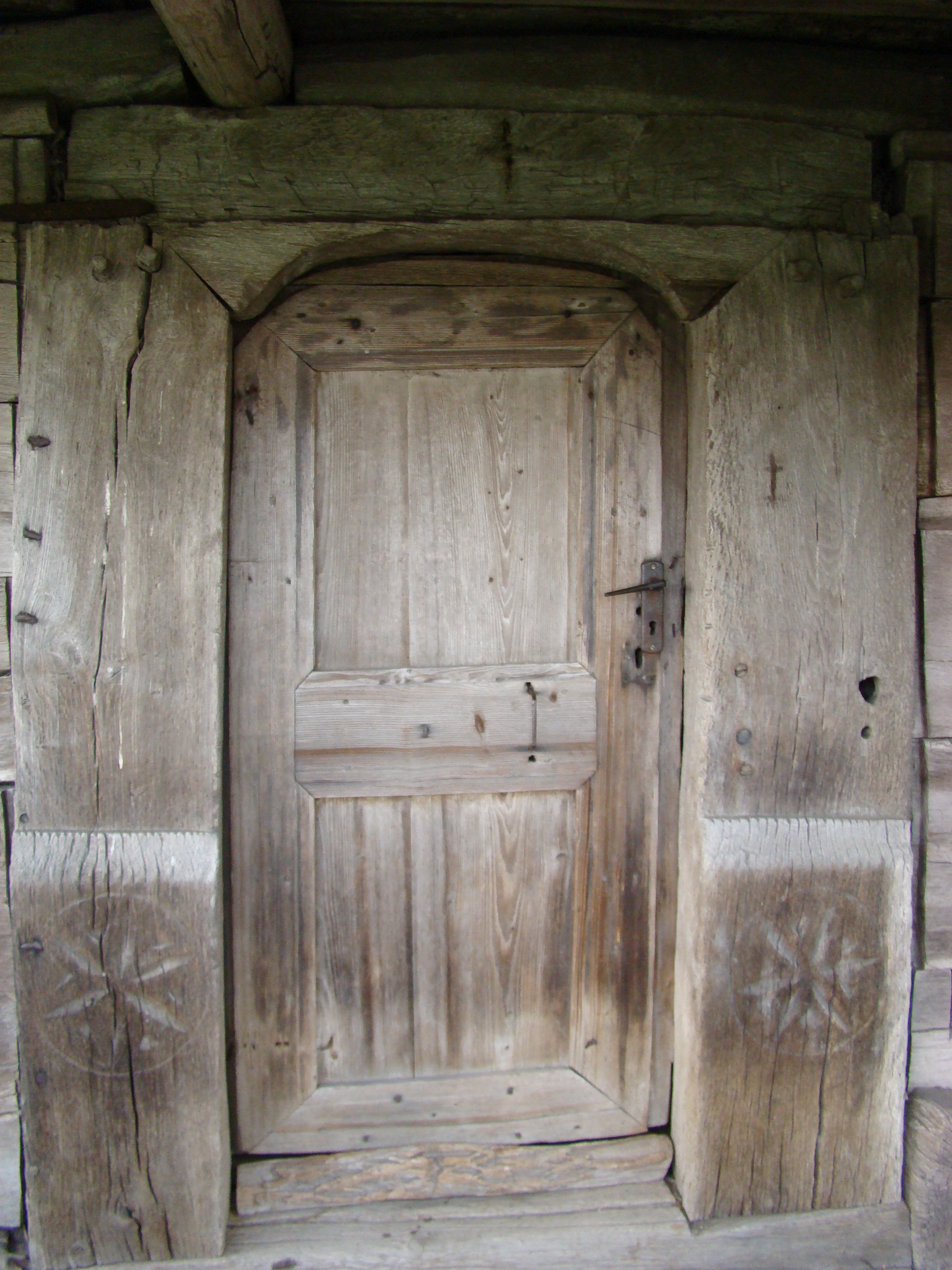
Biserica de lemn din Pruneni - portalul, 2009

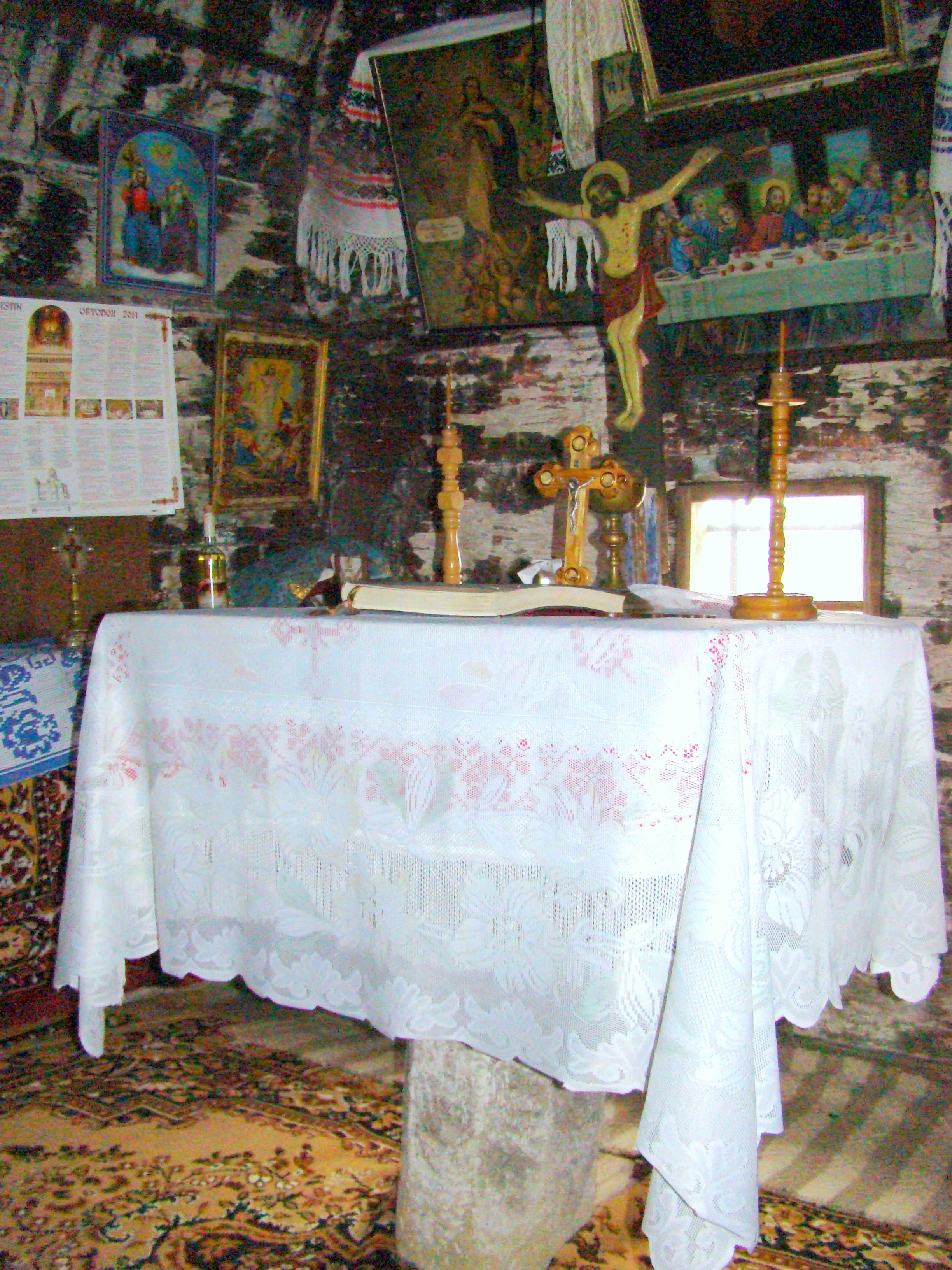
În altar

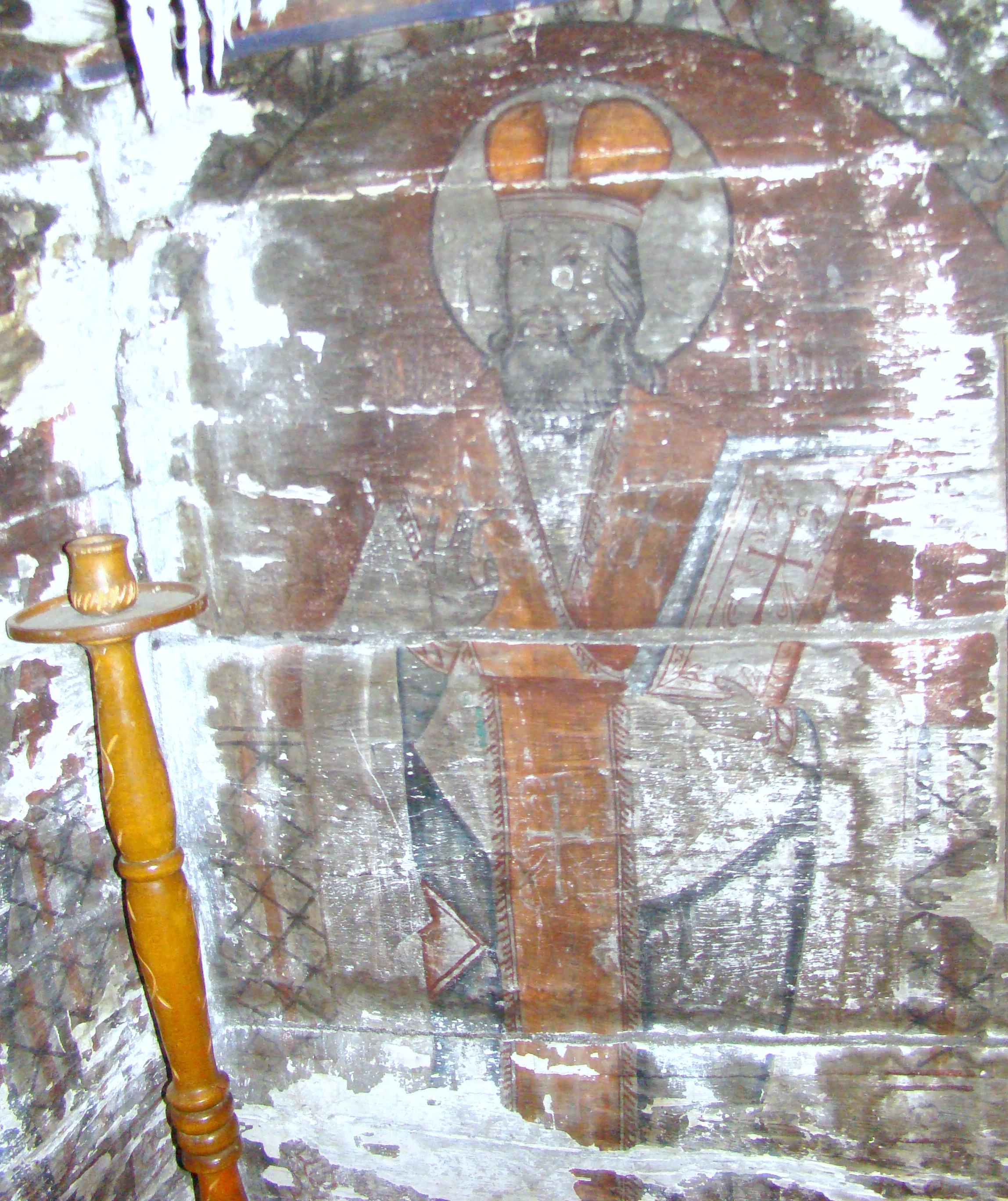
Pictura altarului: Sfinții Ierarhi

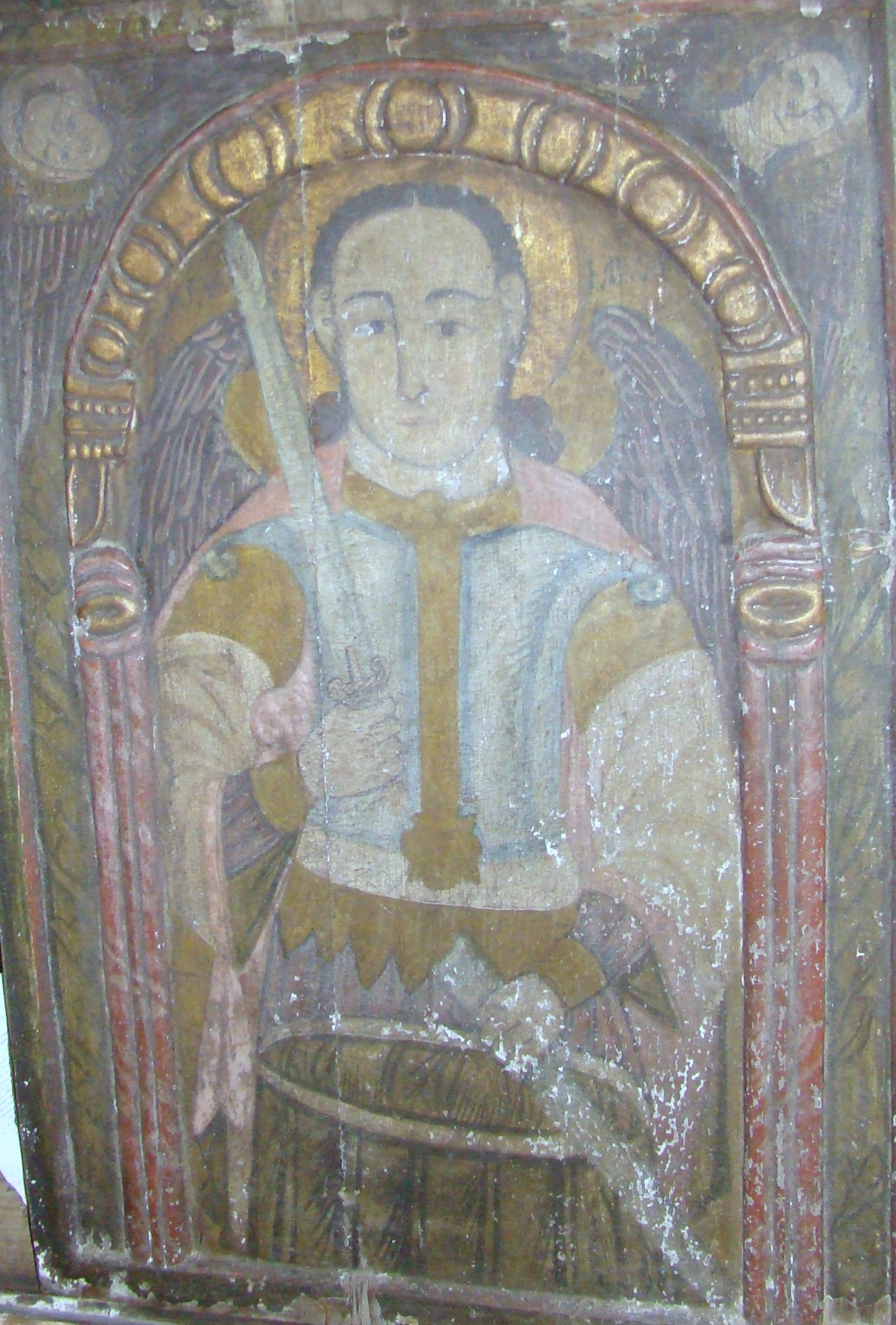
Arhanghelul Mihail

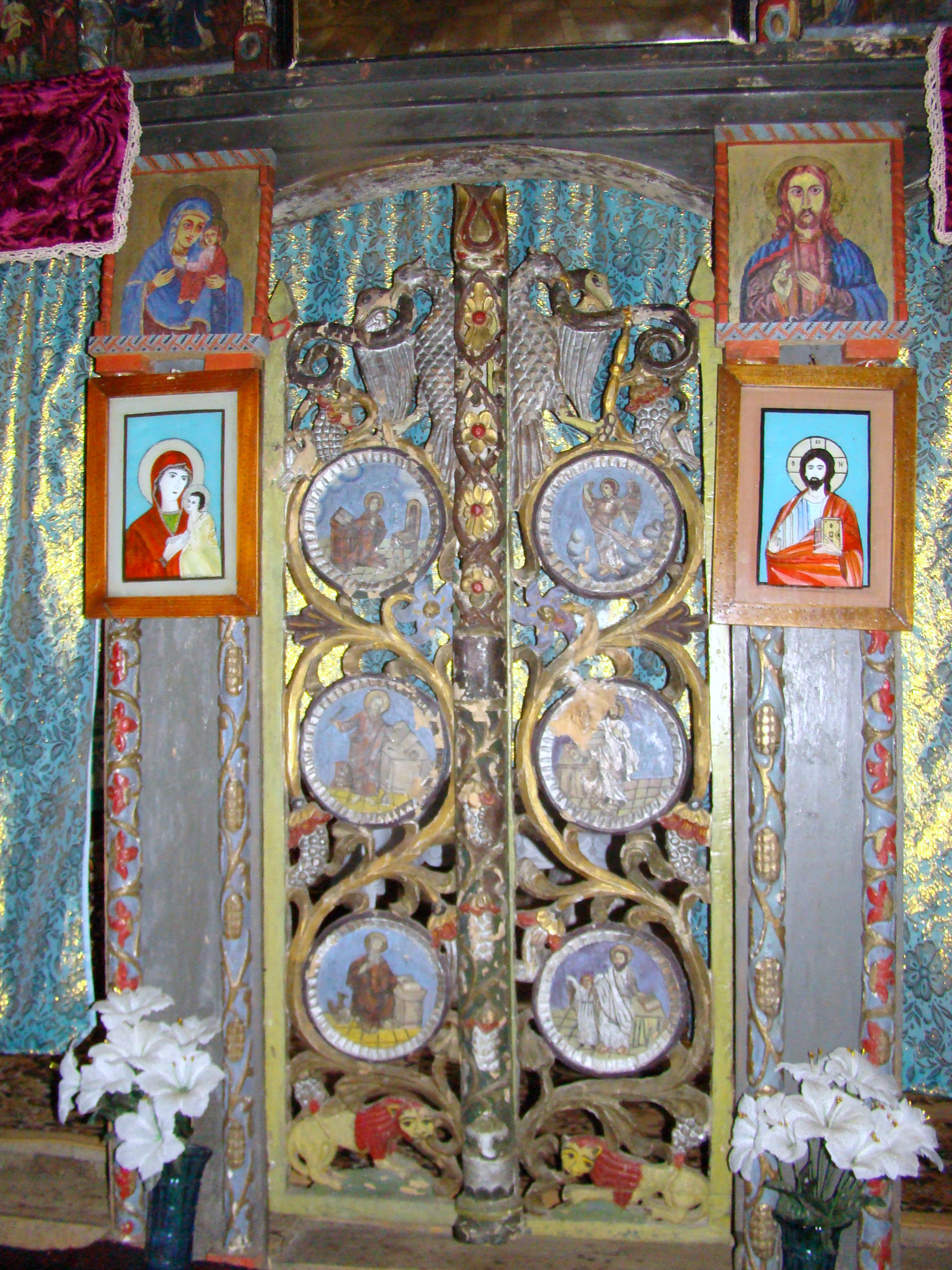
Ușile împărătești

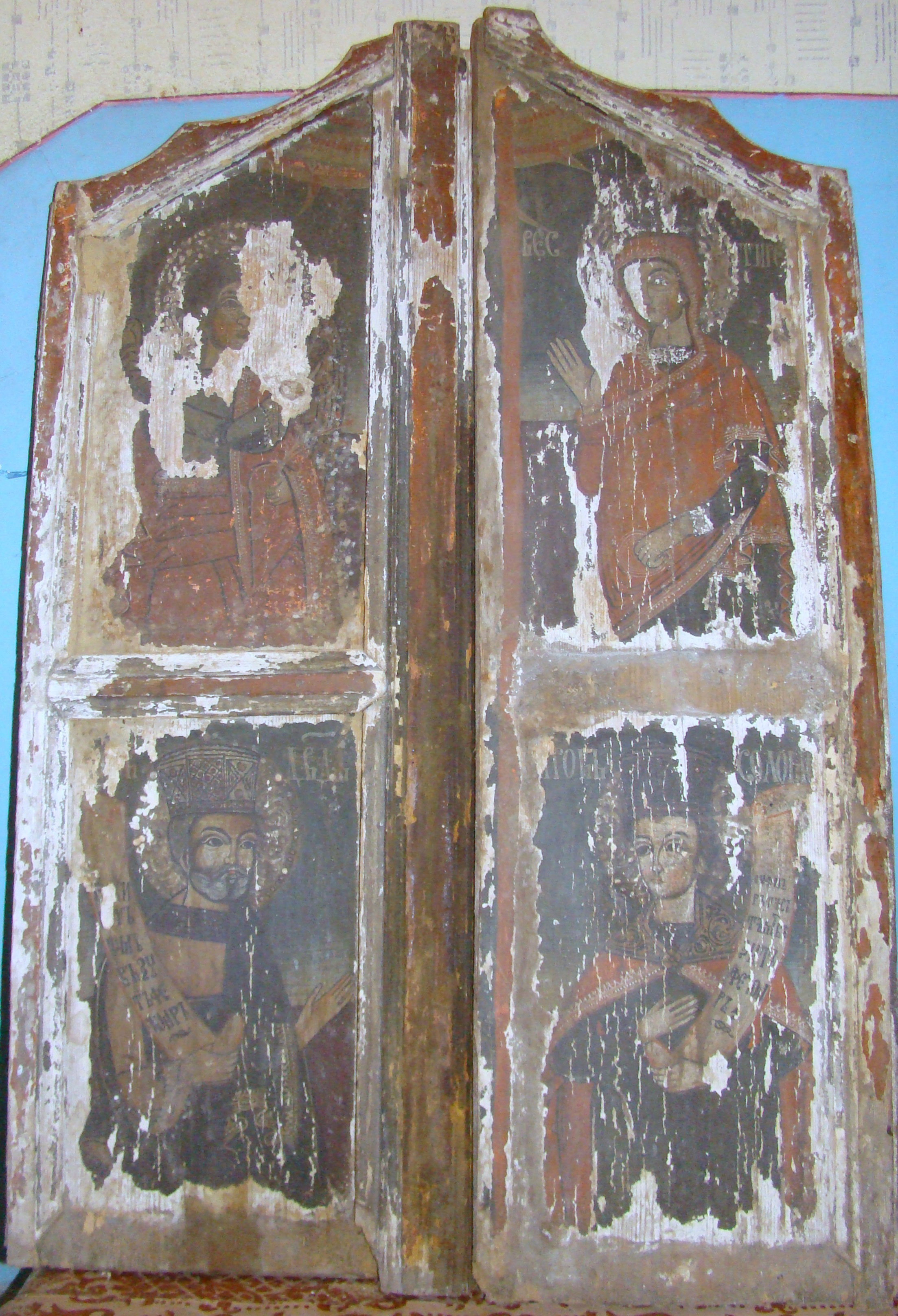
Alt rând de uși împărătești vechi aflate la casa parohială din Aluniș

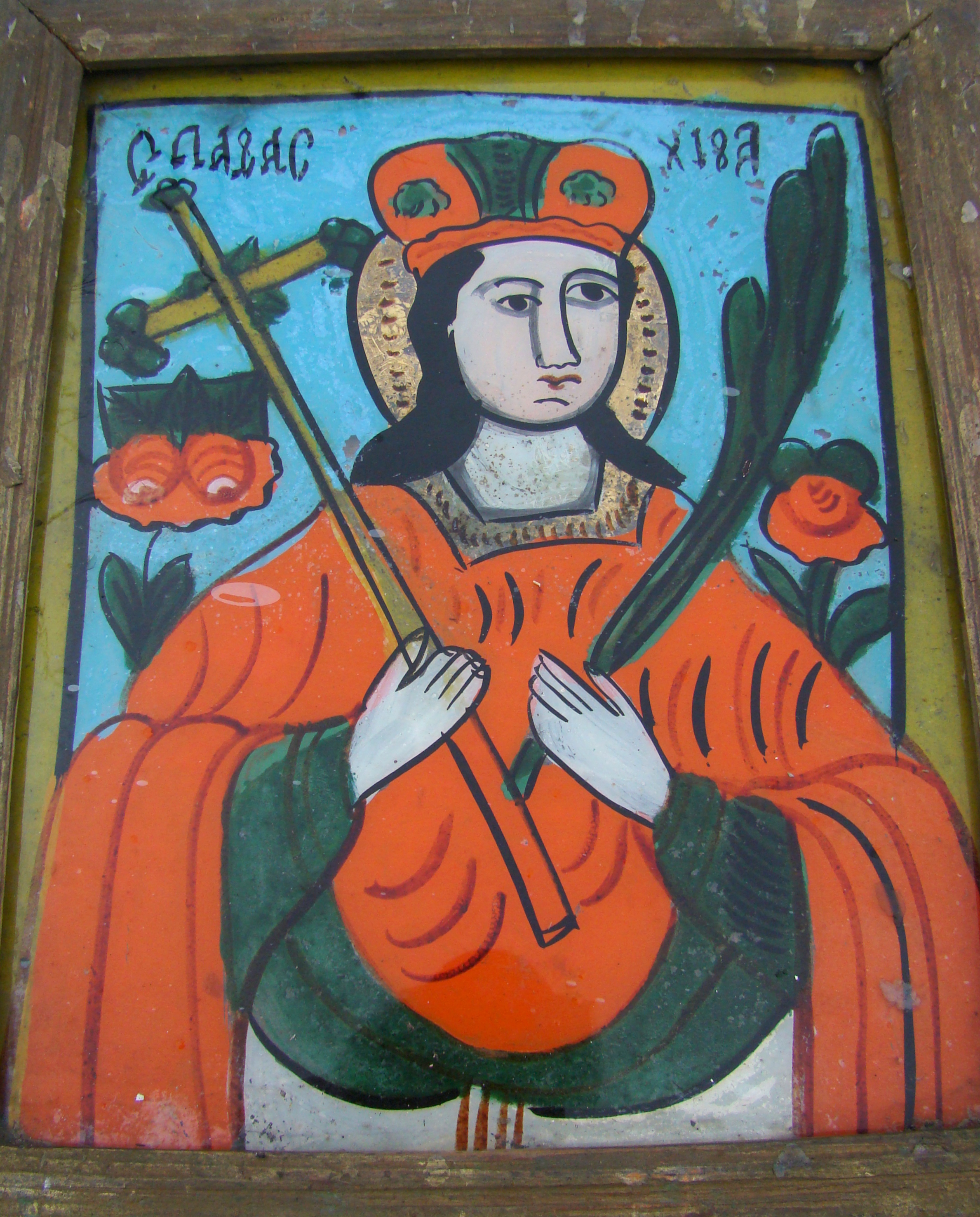
Cuvioasa Paraschiva

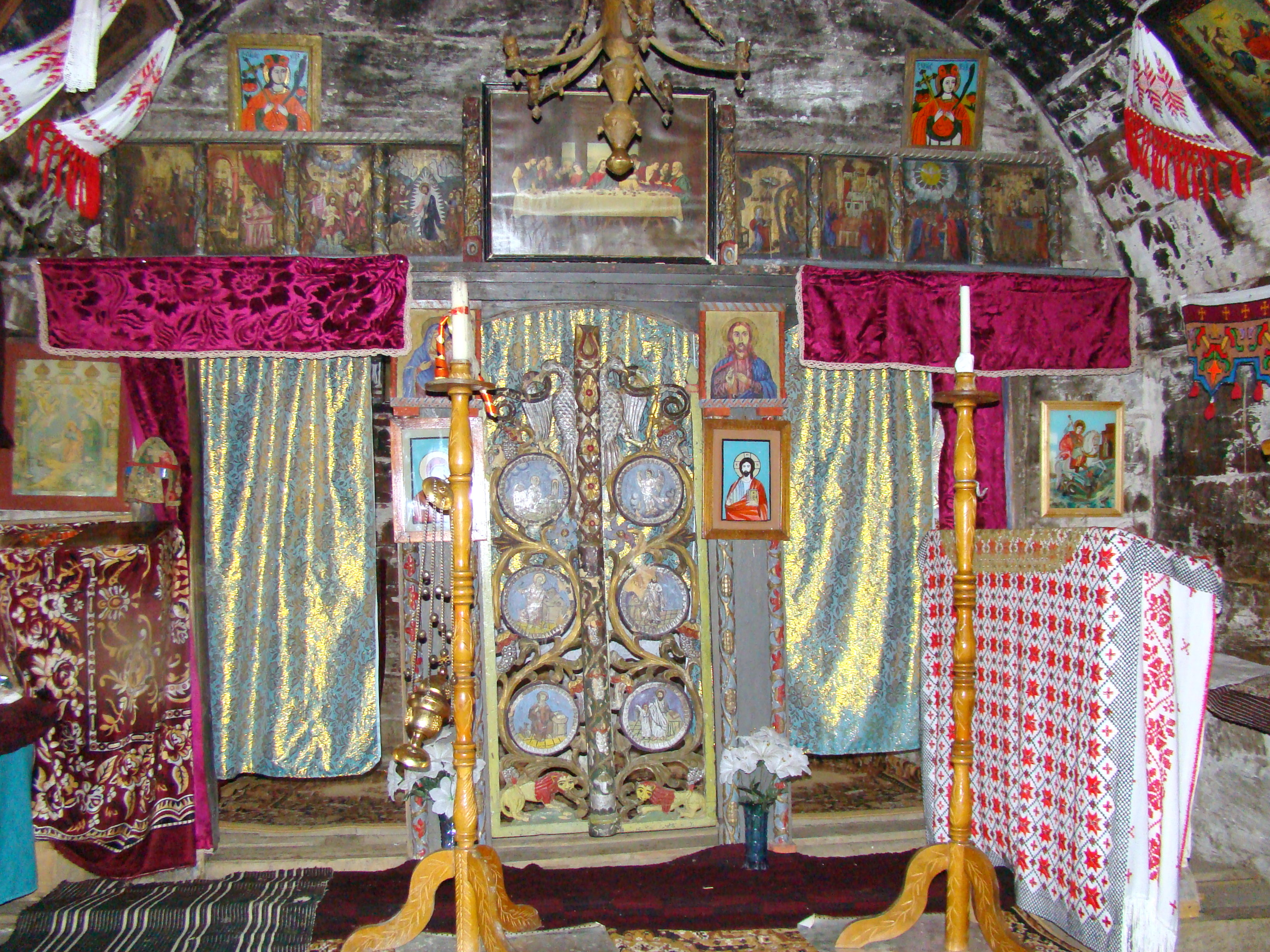
Interiorul navei

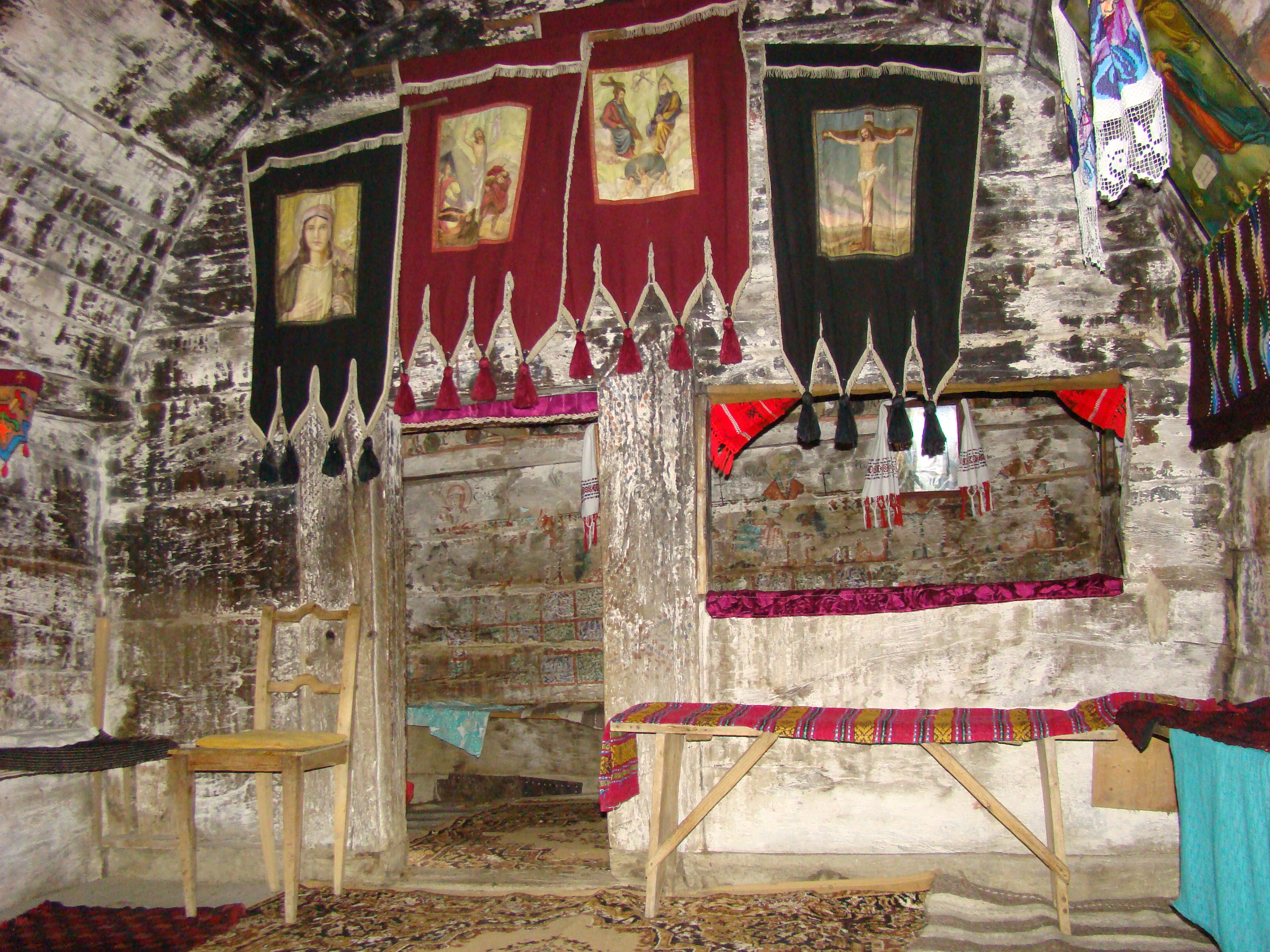
Nava spre ieșire

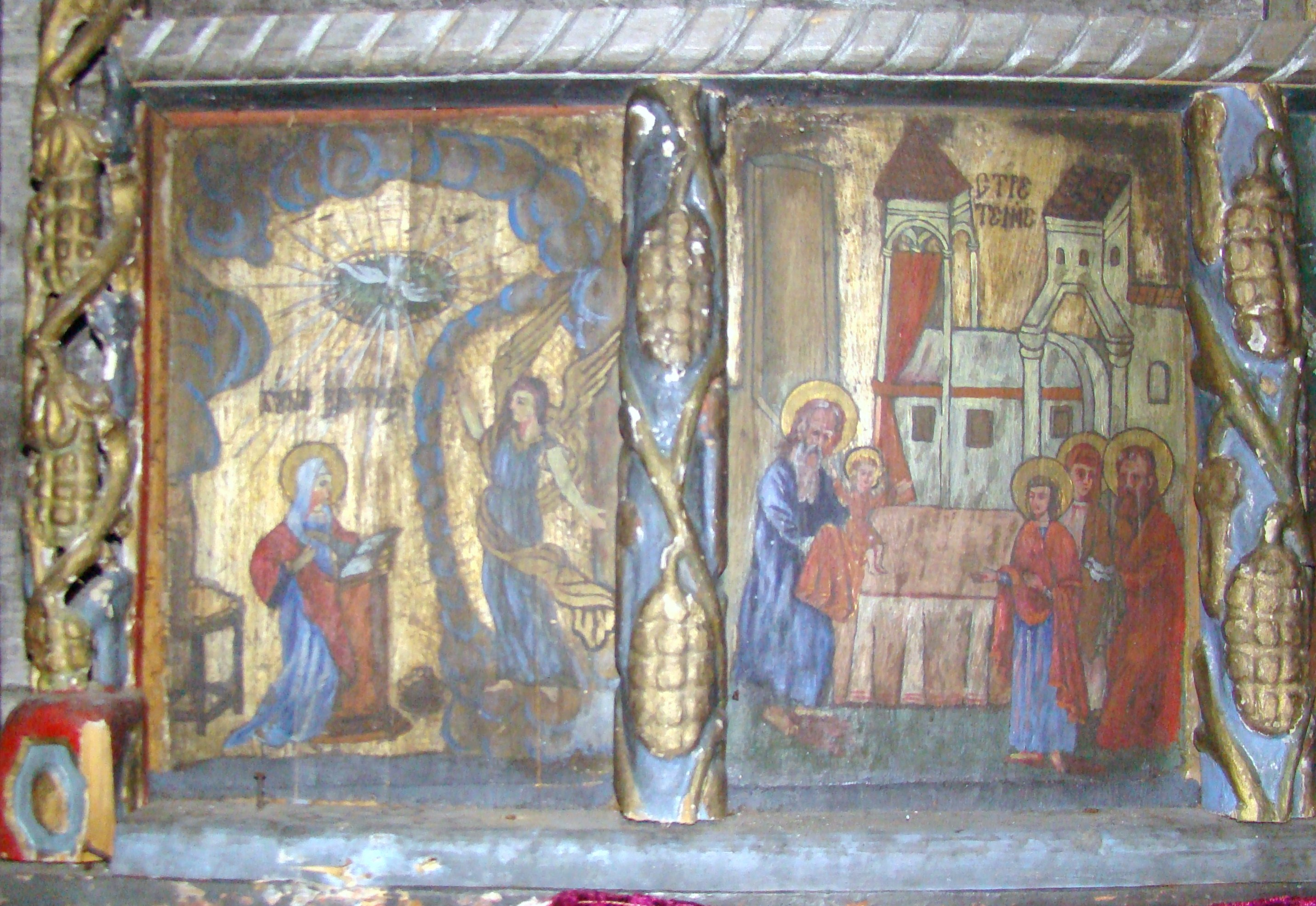
Miniaturile pictate în registrul inferior al iconostasului

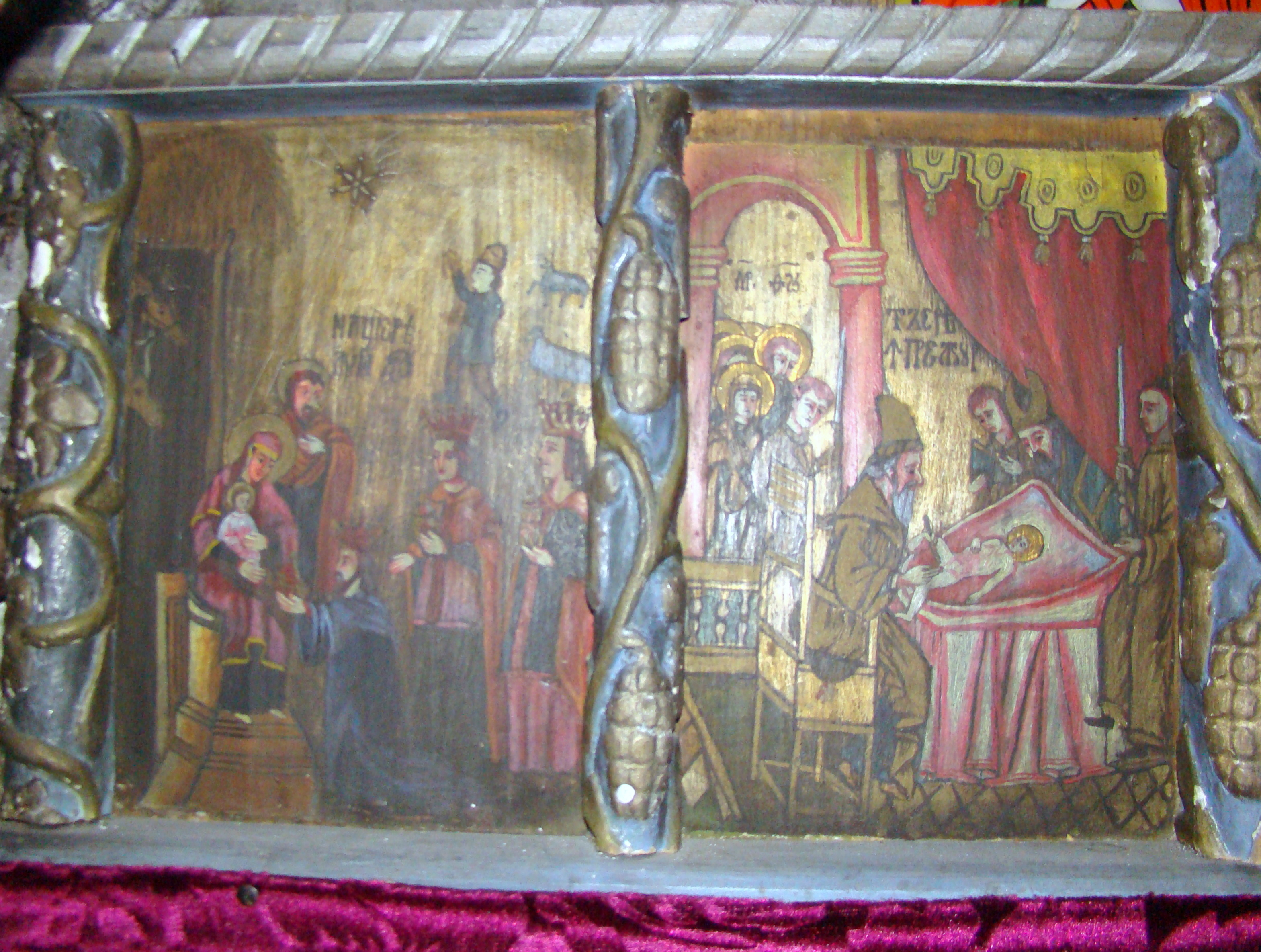
Miniaturile pictate în registrul inferior al iconostasului

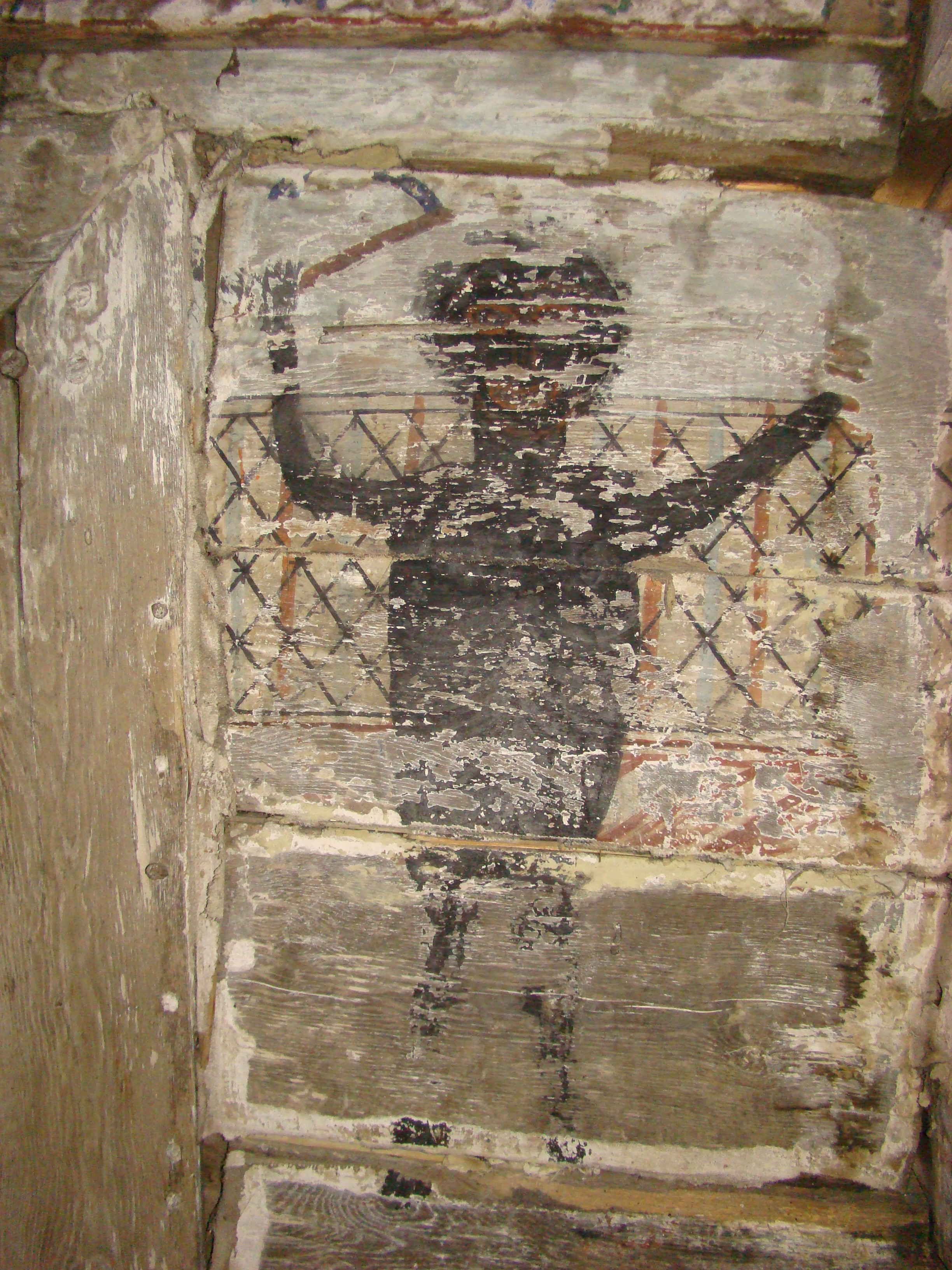
Moartea personificată în pronaosul bisericii din Pruneni

Biserica de lemn din Pruneni, comuna Aluniș, județul Cluj, datează din secolul XVIII. Are hramul „Înălțarea Sfintei Cruci”. Biserica se află pe noua listă a monumentelor istorice sub codul LMI:  CJ-II-m-B-07740.

## Istoric și trăsături
Biserica de lemn „Înălțarea Sfintei Cruci” a fost construită în a doua jumătate a secolului al XVIII-lea, în partea de nord-vest a satului, tradiția orală spunând că a fost construită de către familiile Roman, Pop și Mureșan. Are un plan de formă dreptunghiulară, cu pronaos, naos și altar trapezoidal decroșat. Pereții sunt din bârne de stejar aduse din pădurea Goarța, ce se întindea odinioară în apropierea satului. Sistemul de construcție este cel al cununilor orizontale, care la cele patru colțuri depășesc marginile pereților, formând un fel de aripi, împodobite cu cioplituri. Pridvorul lipit laturii de sud, are șase stâlpi, fiecare dintre ei e delimitat prin brățări sau profile treptate. Usciorii intrării deschisă în peretele sudic al pronaosului, au fost decorați doar în partea inferioară cu câte o rozetă. Turnul-clopotniță, ridicat deasupra pronaosului, este înzestrat cu foișor, deschis prin arcade semicirculare și încoronat cu un coif tronconic. 
În interior pronaosul e tăvănit, iar naosul și altarul trapezoidal sunt acoperite cu bolți semicilindrice. Pereții bisericii au fost în întregime pictați, dar din scenele zugrăvite odinioară, puține mai pot fi deslușite. În pronaos sunt reprezentate sfinte mucenițe și Pilda fecioarelor, iar în naos sunt portrete de mucenici și elemente decorative. La iconostas, în registrul de jos, se remarcă ușile împărătești, încadrate într-un frumos chenar și împodobite cu un veșmânt decorativ, alcătuit din variate motive florale, sculptate și colorate. Canaturile cuprind șase medalioane pictate cu chipurile evangheliștilor și Buna Vestire. Vrejuri fitomorfe și motive florale circumscriu ramele medalioanelor. Doi lei, reprezentați schematic, și două pajuri cu șerpi în cioc, completează decorul acestor uși. Iconostasul prezintă un număr de 8 scene pictate în primul registru, deasupra intrării în altar, încadrate de colonete sculptate. În absida altarului, din picturile de altădată, se mai poate distinge doar Sfântul Nicolae. 
Printr-un proces verbal din 1981, s-au predat Arhiepiscopiei din Cluj câteva obiecte de cult vechi: un Strașnic de la Blaj din 1817, Apostol de secol XVIII, Evanghelie de la Blaj-1776, Cazanie de secol XVIII, Octoih de secol XVIII, Ceaslov de secol XVIII. În patrimoniul bisericii se păstrează 2 icoane de Nicula.
Starea de conservare: Ultima restaurare a avut loc în anii 1979-1980, inițiată de către preotul satului. Cu această ocazie s-a înlocuit șindrila. Pe latura de nord, fundația începe să se afunde. Prin eforturile preotului paroh Boroș Ioan a fost întocmit proiectul și s-a obținut finanțarea pentru refacerea acoperișului și șarpantei.

## Imagini din exterior

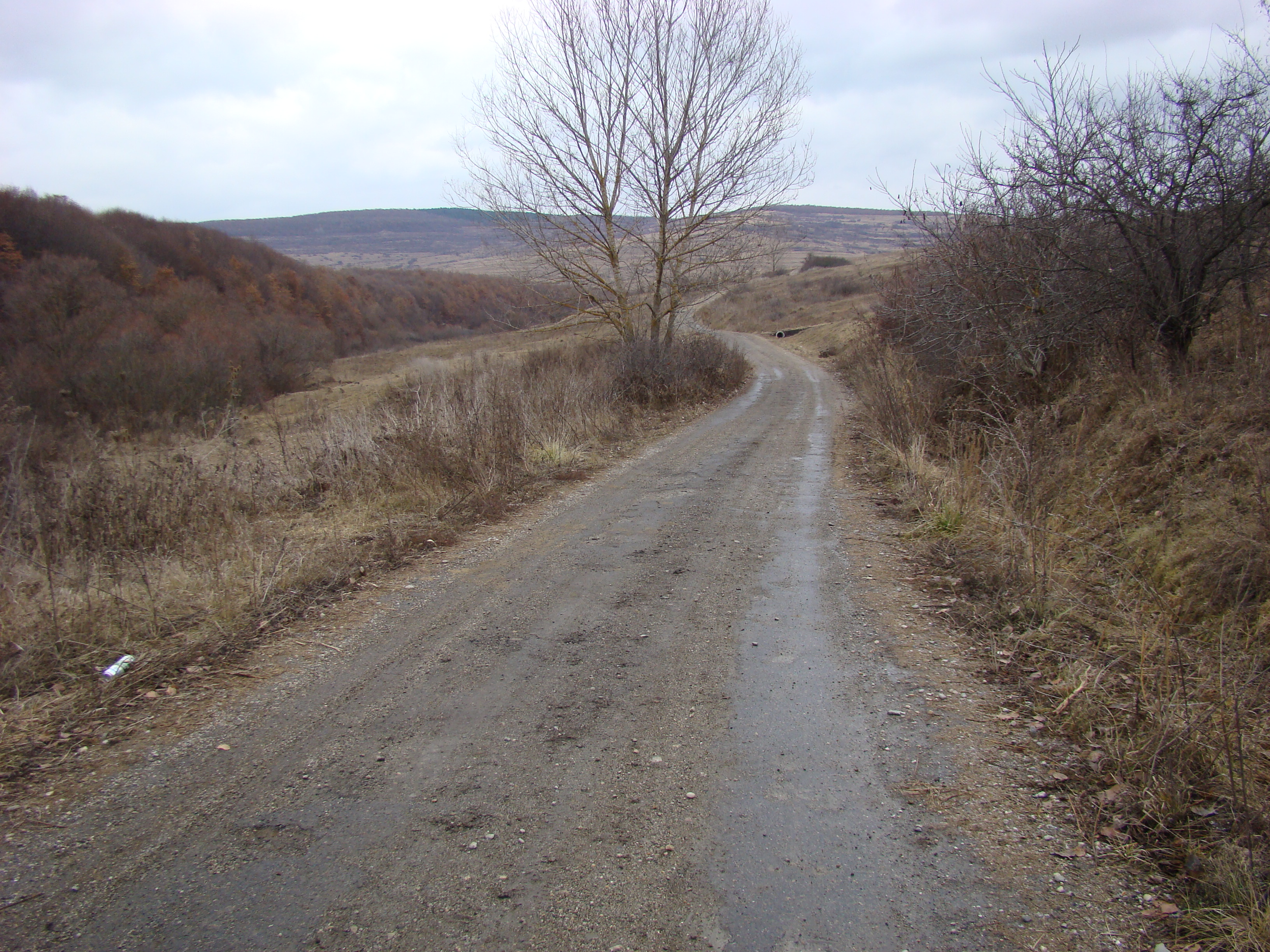
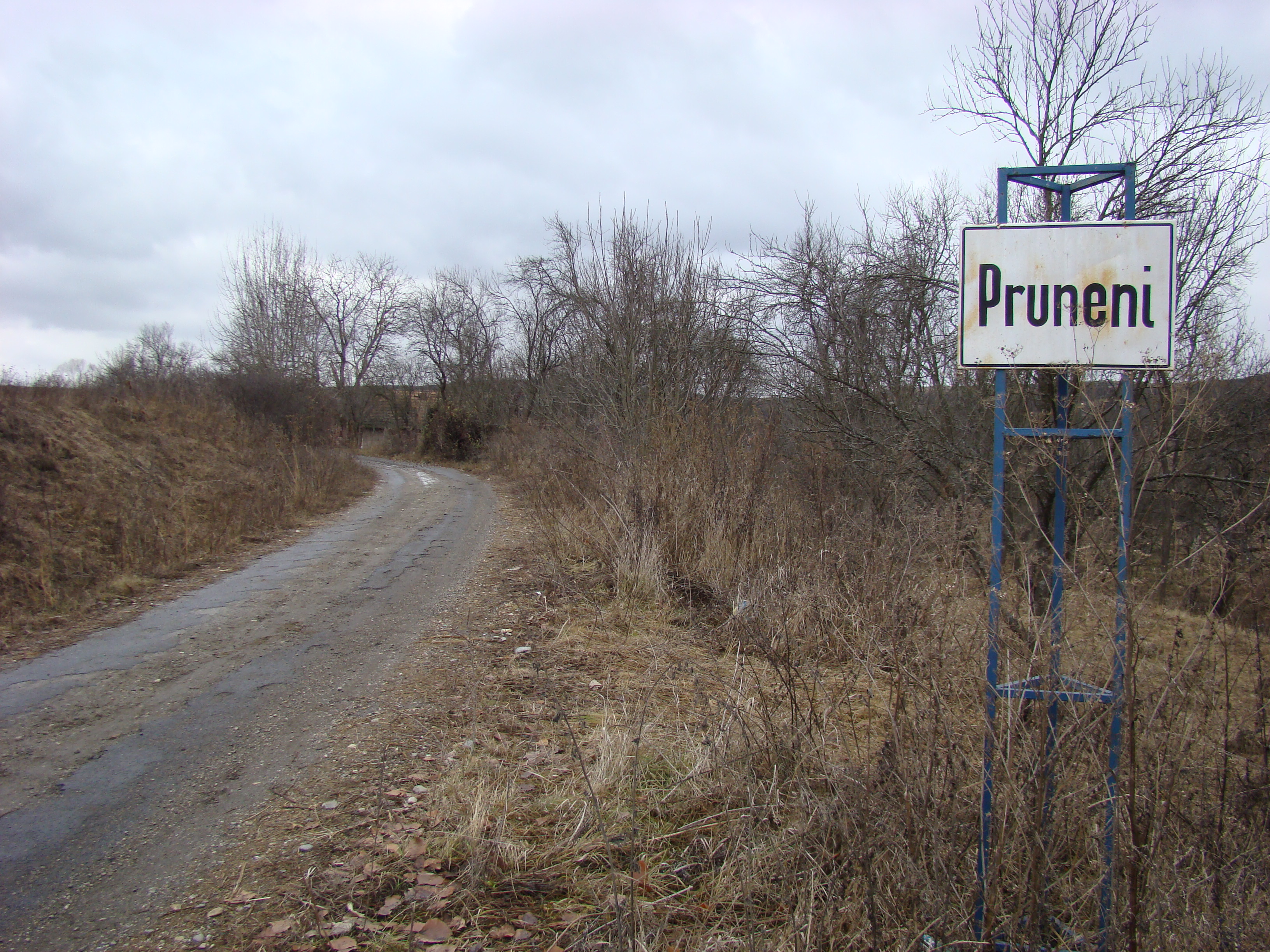
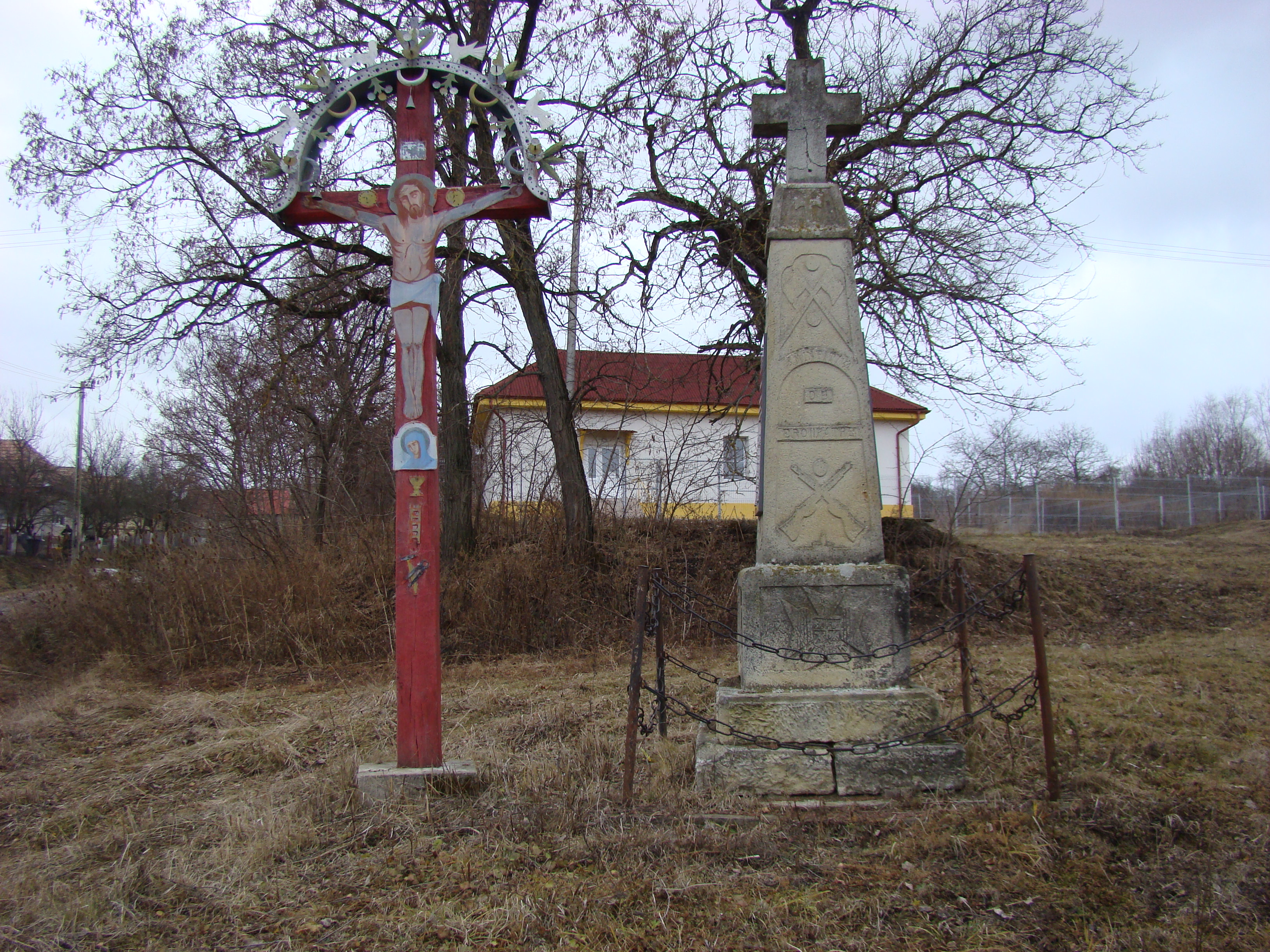
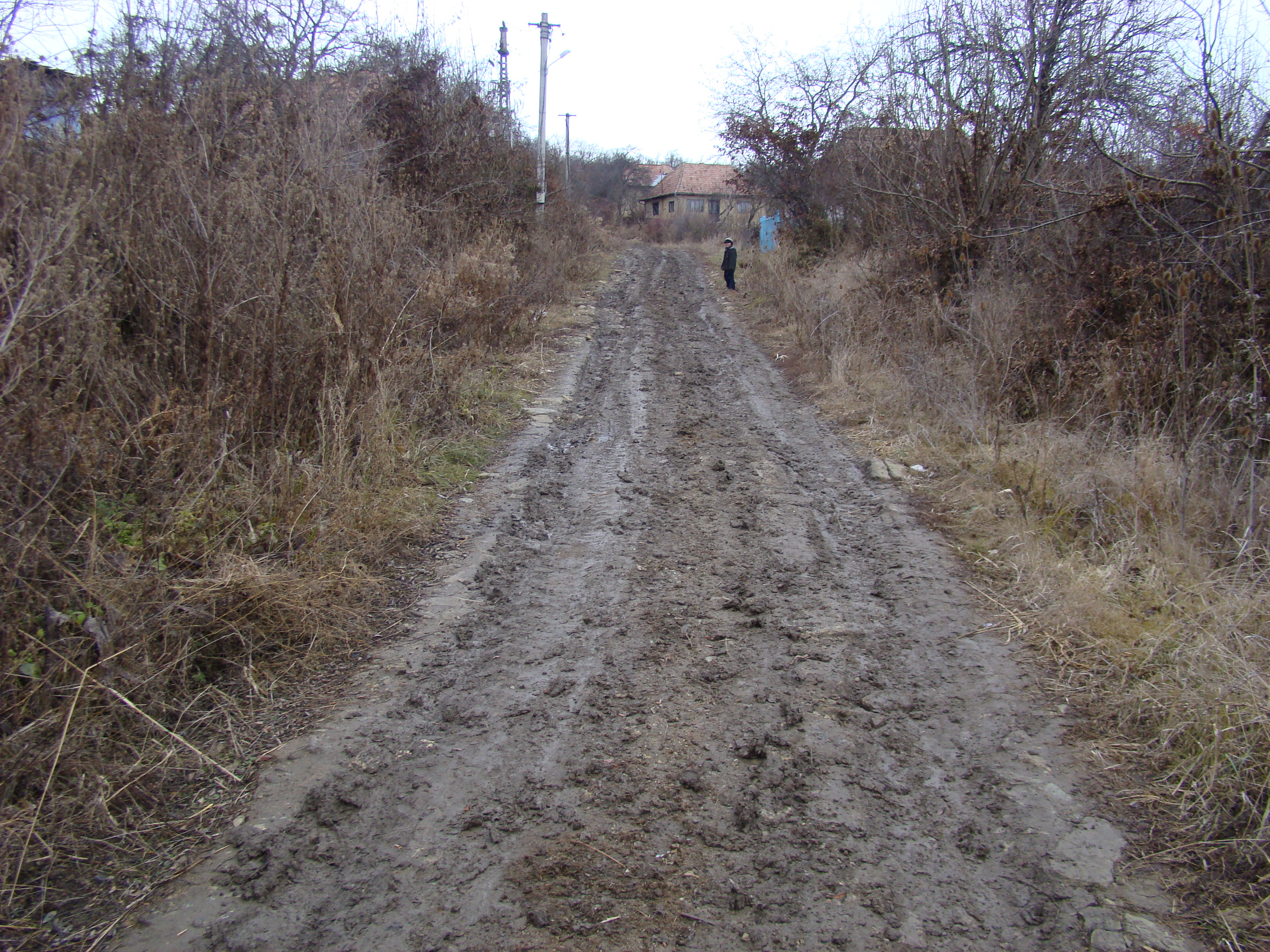
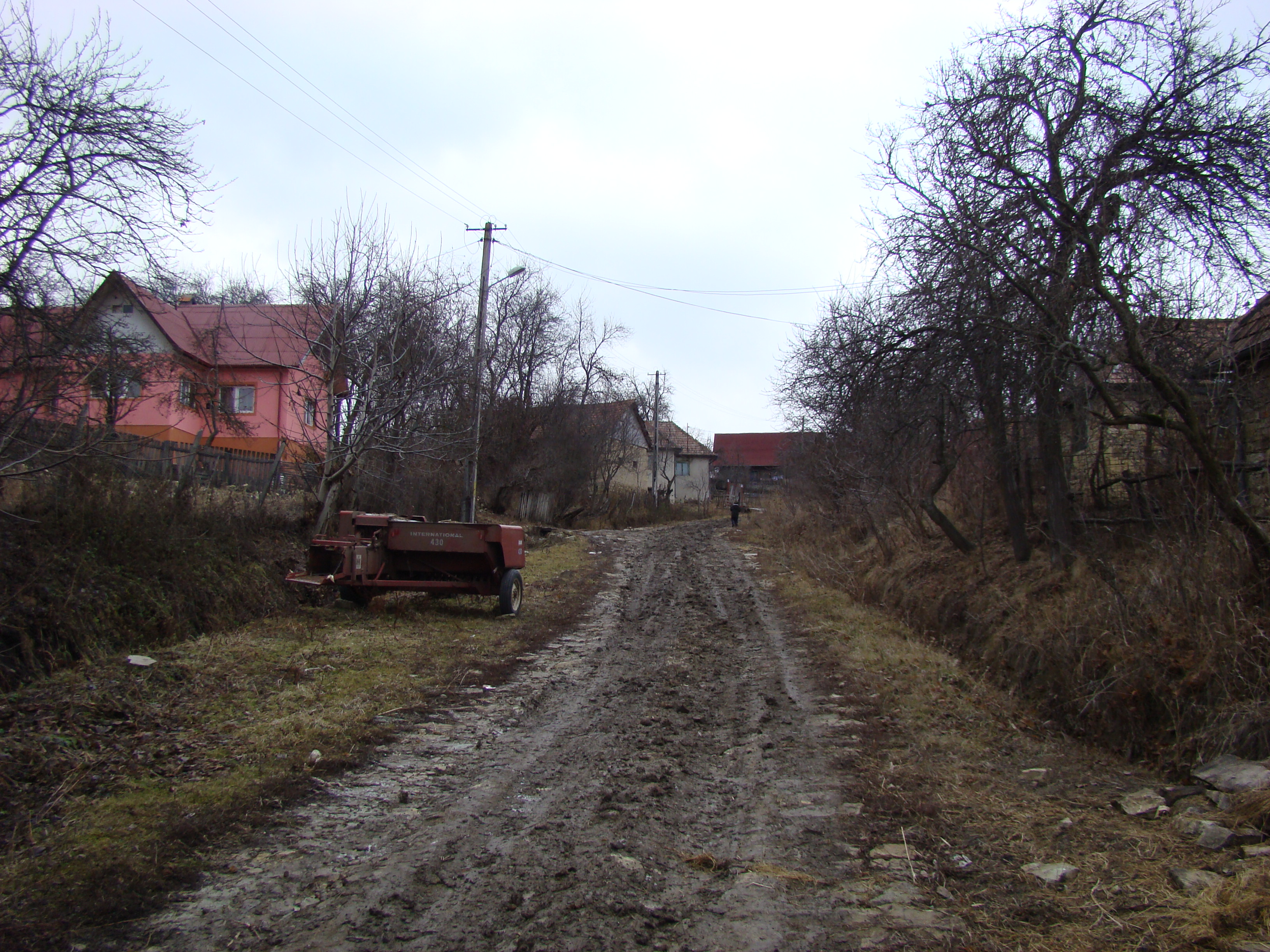
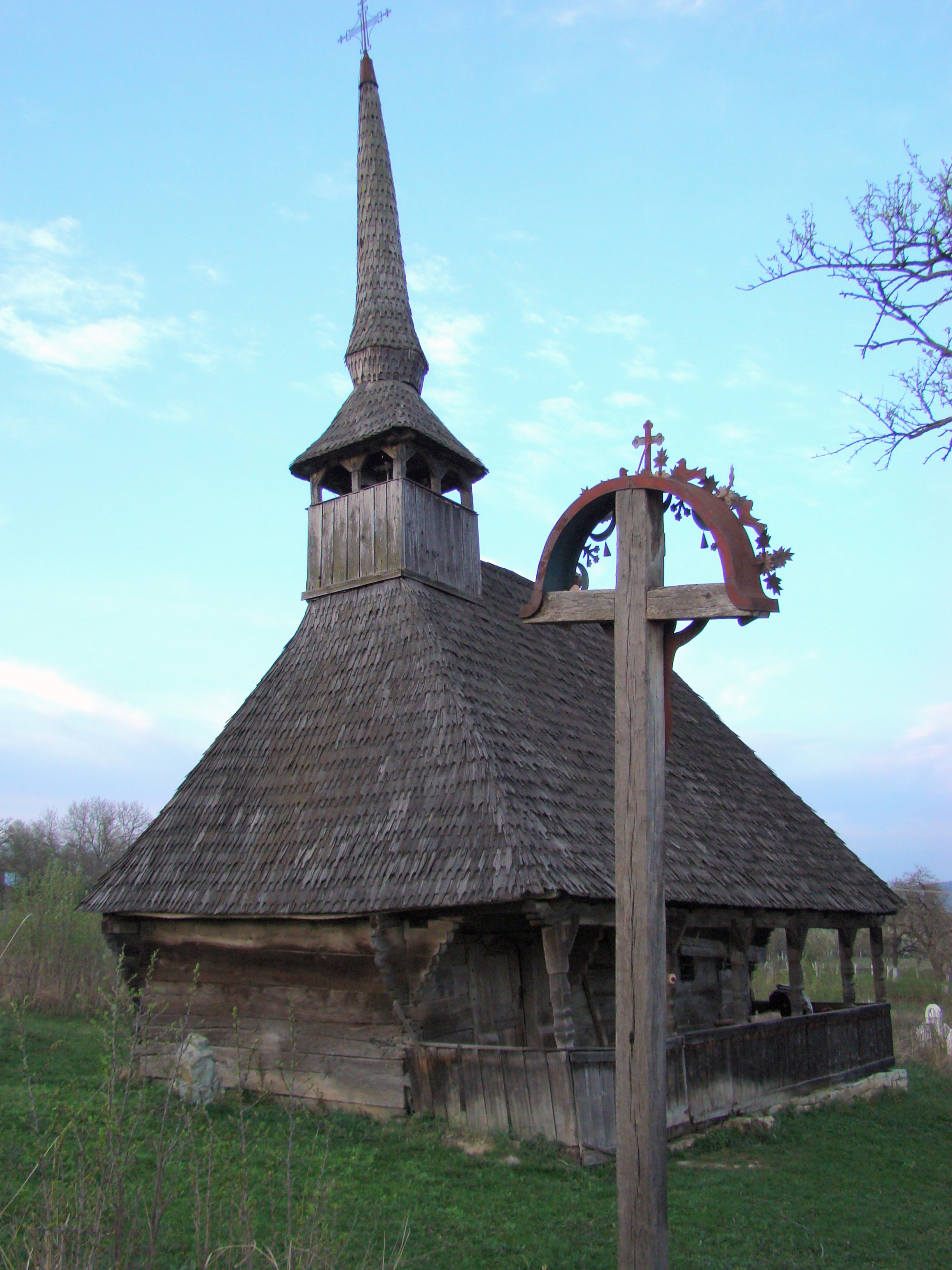
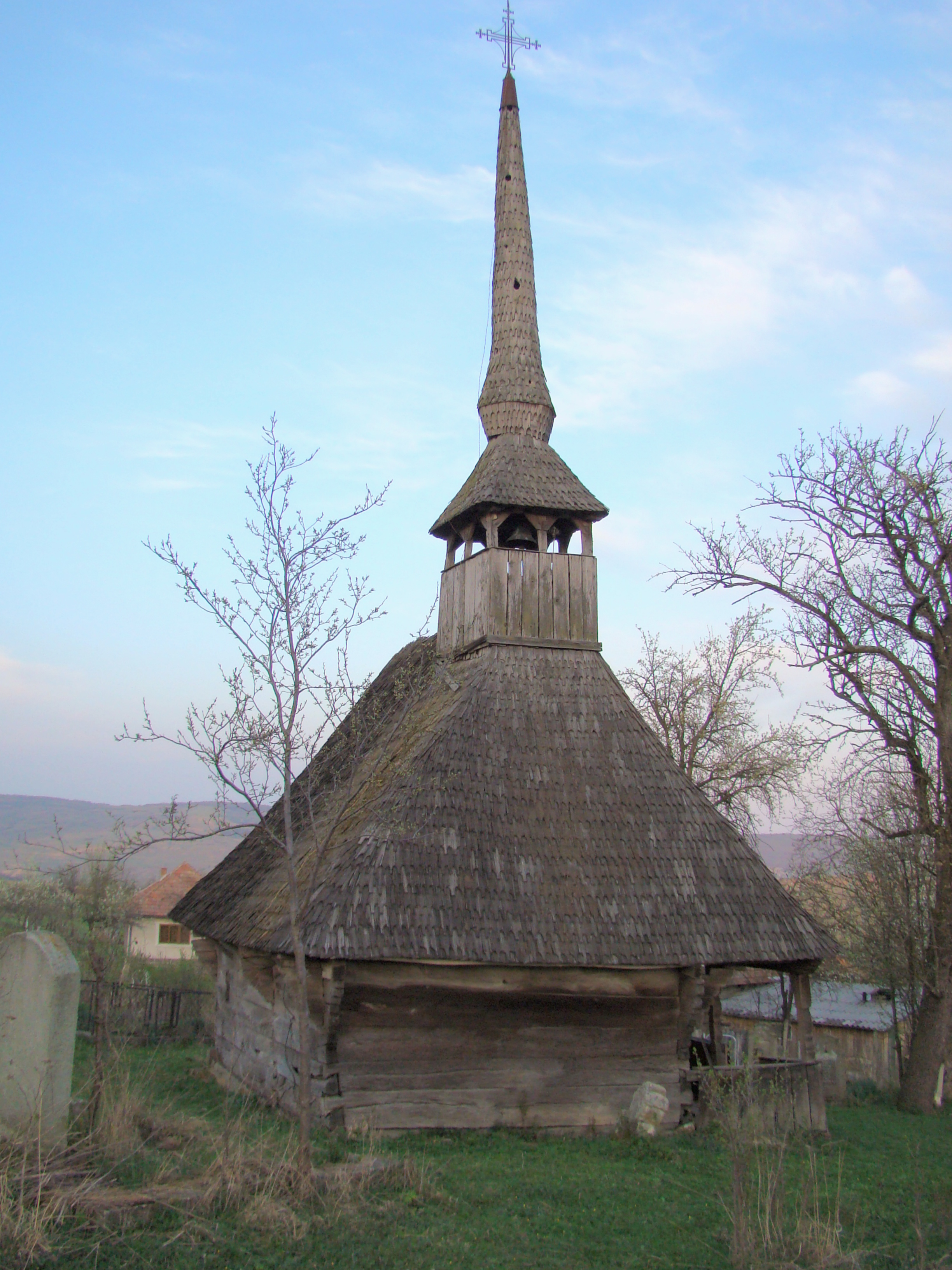
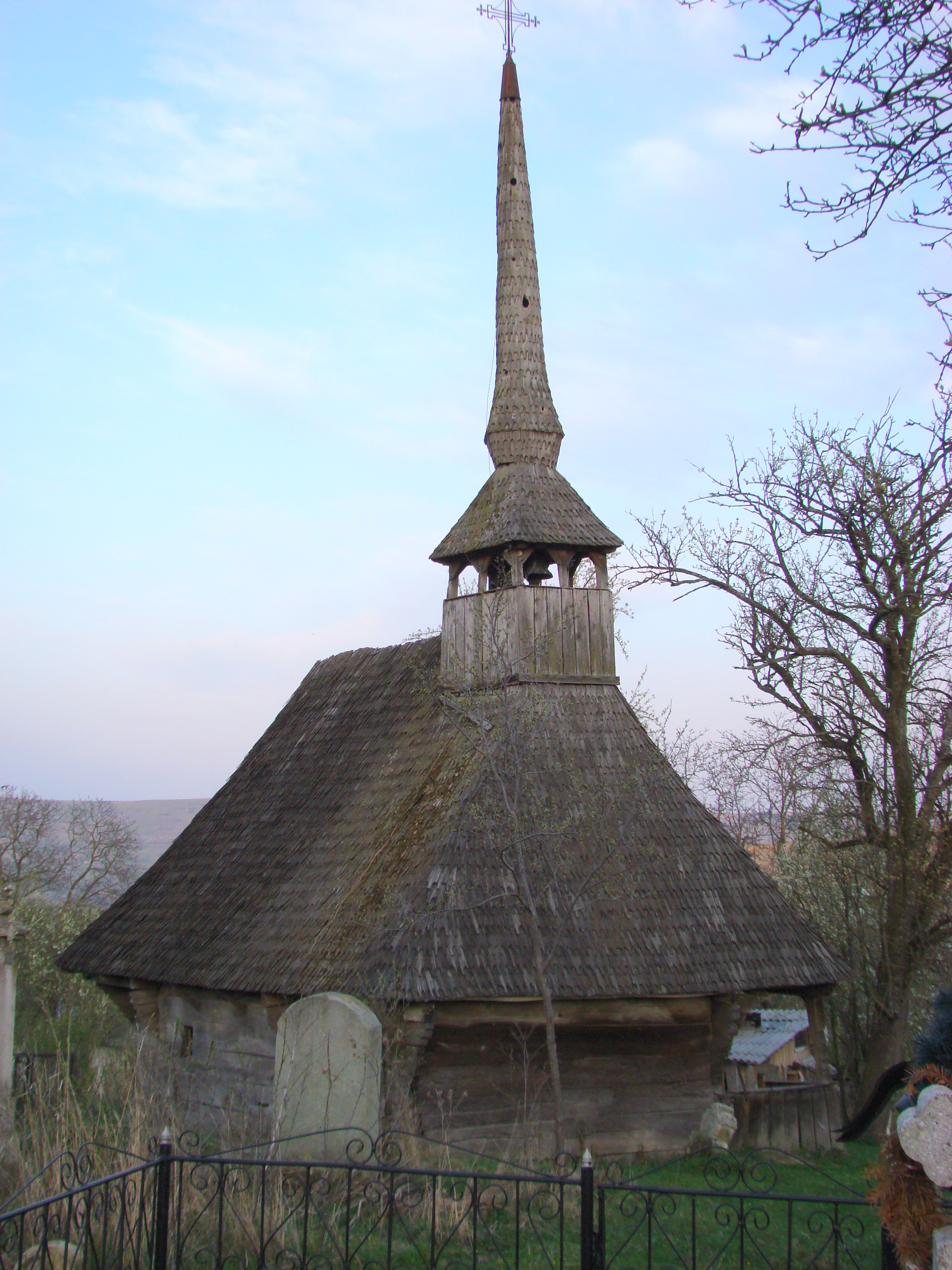
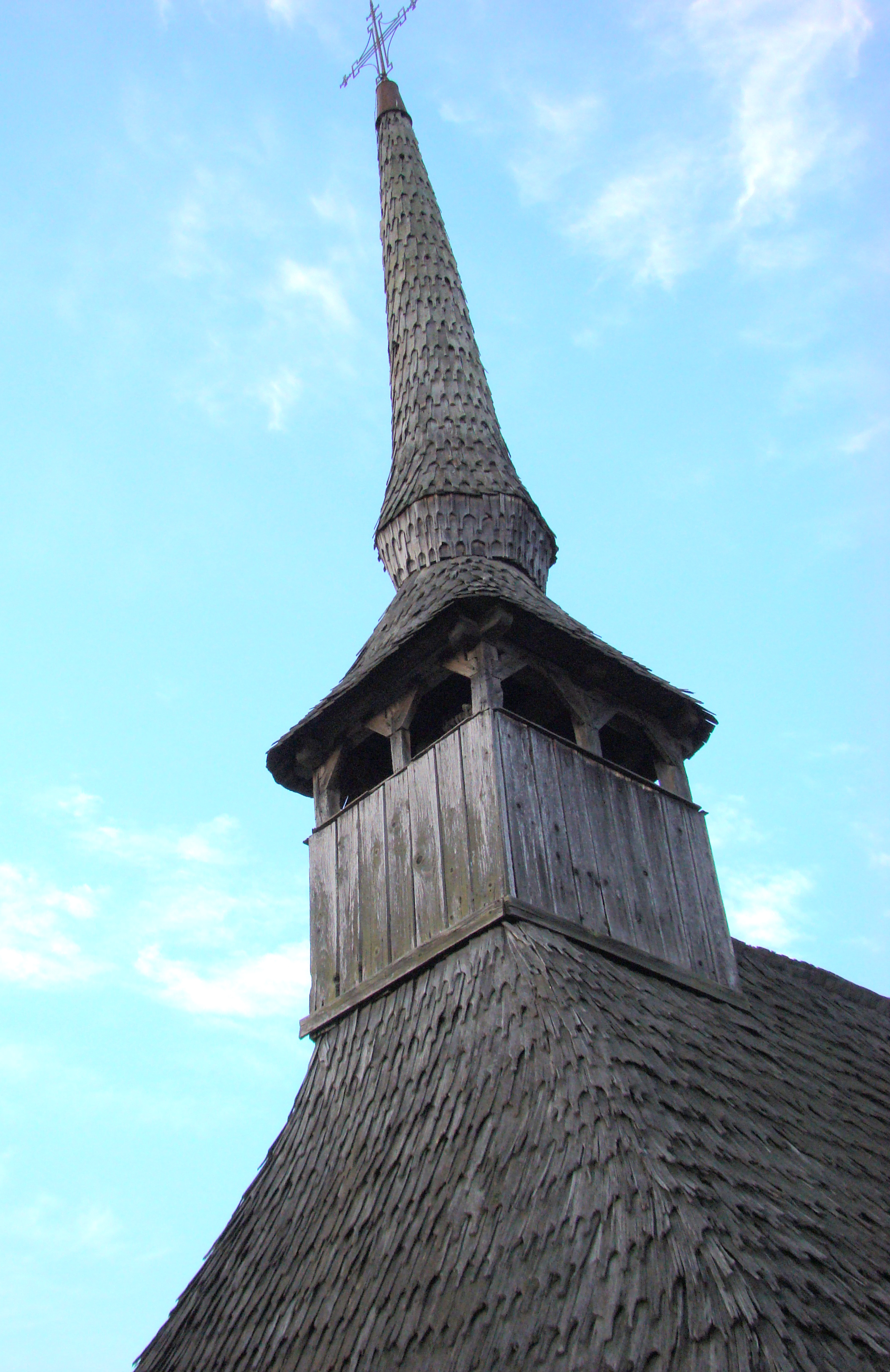
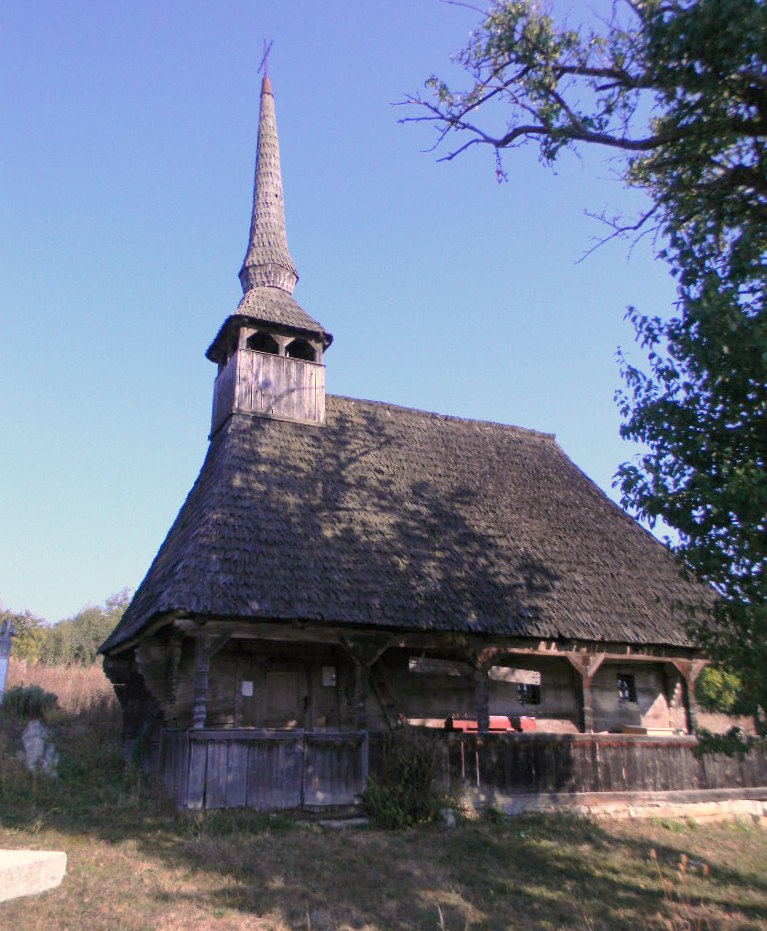
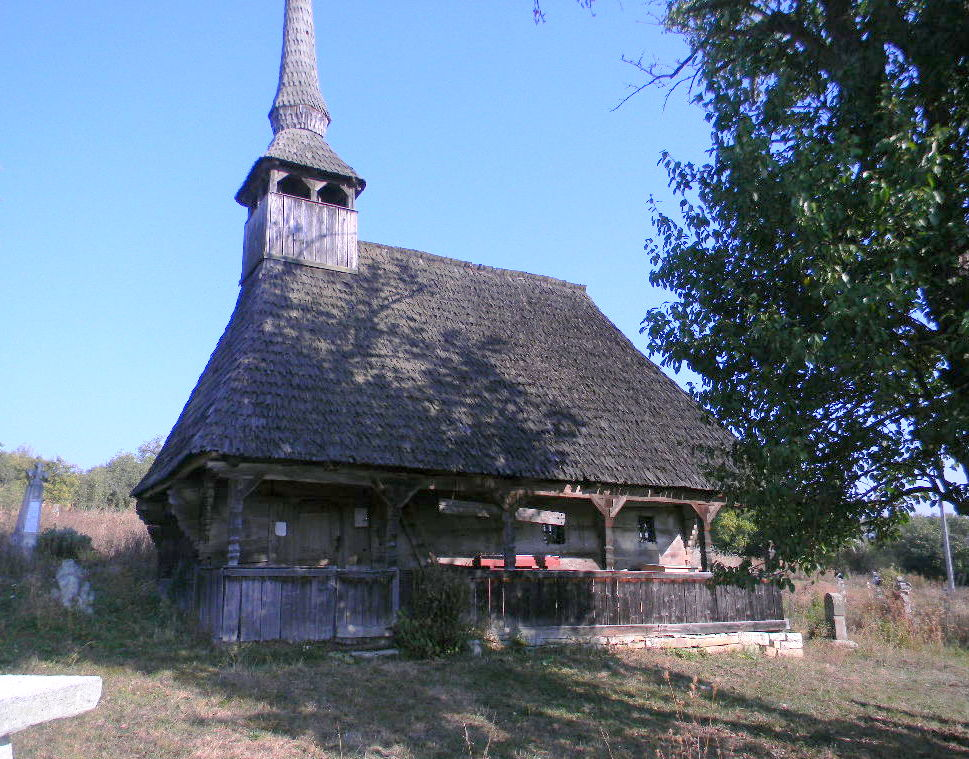
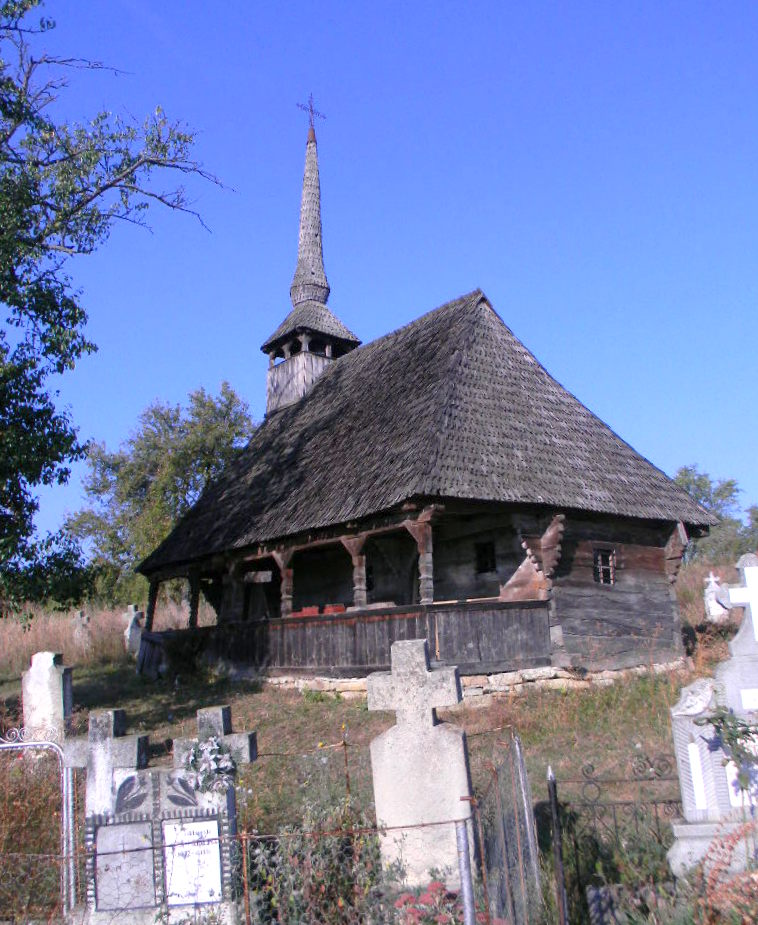
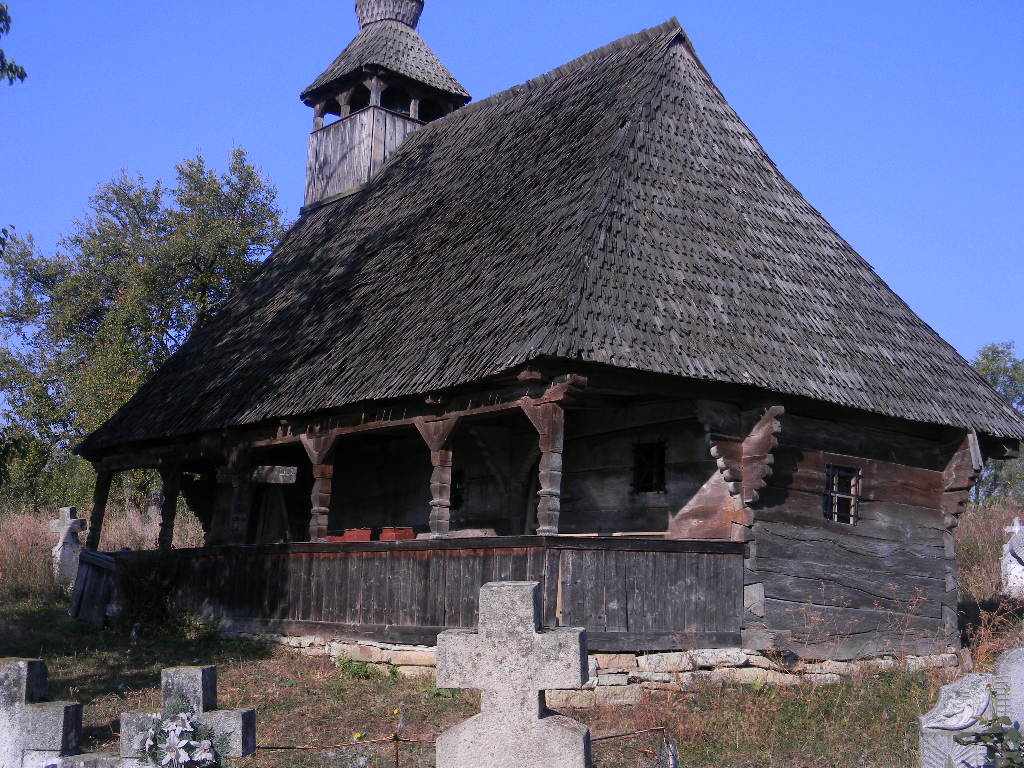
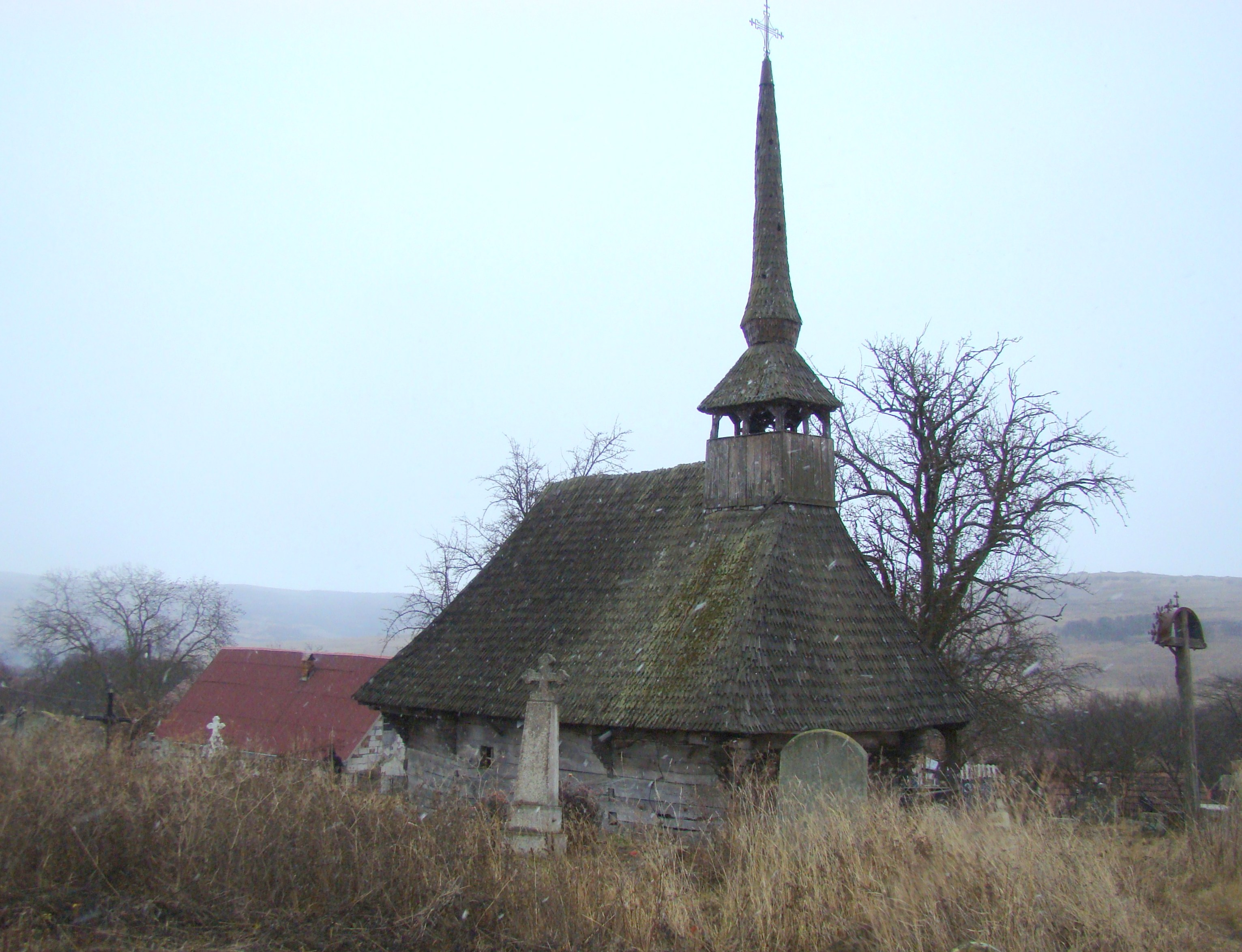
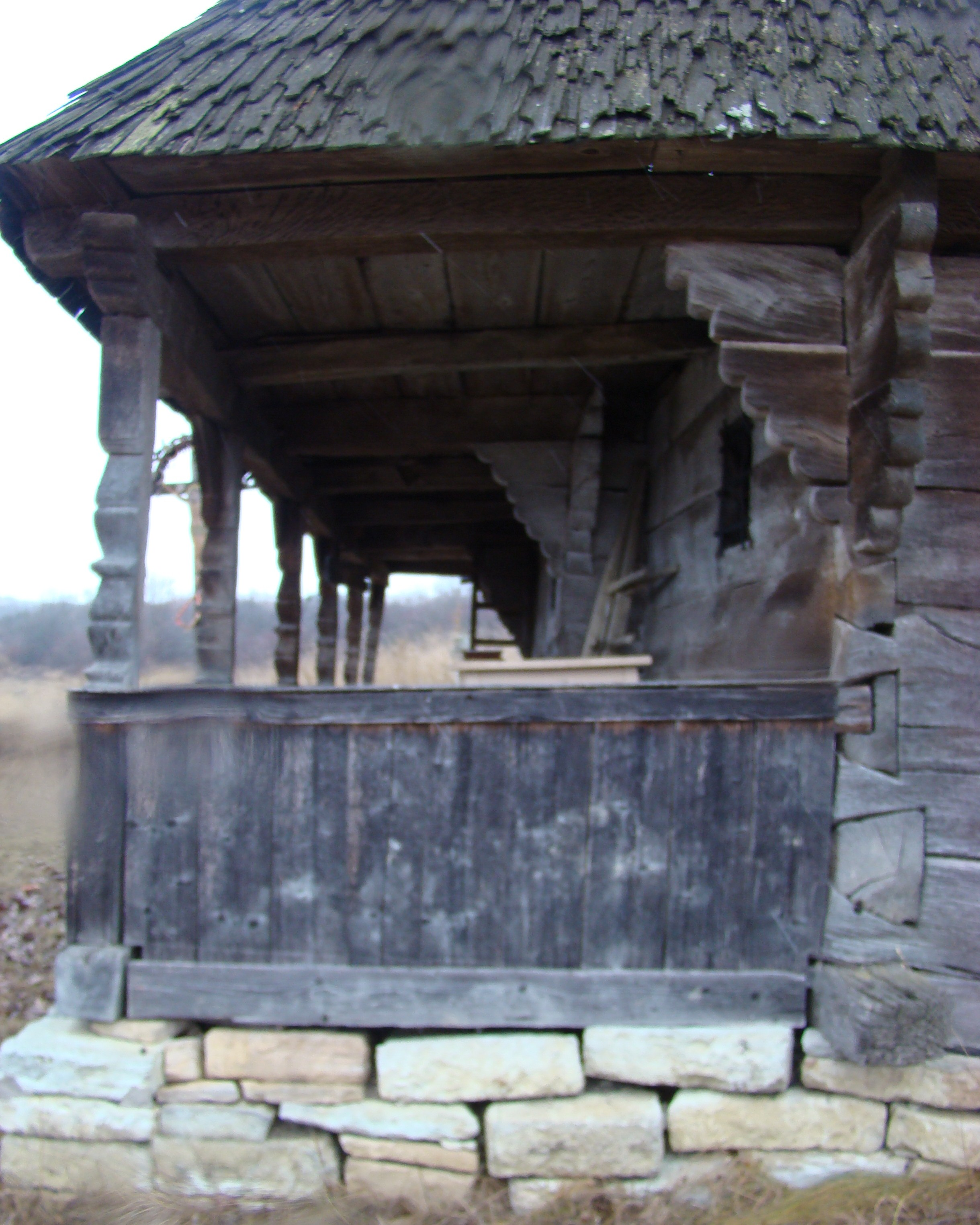
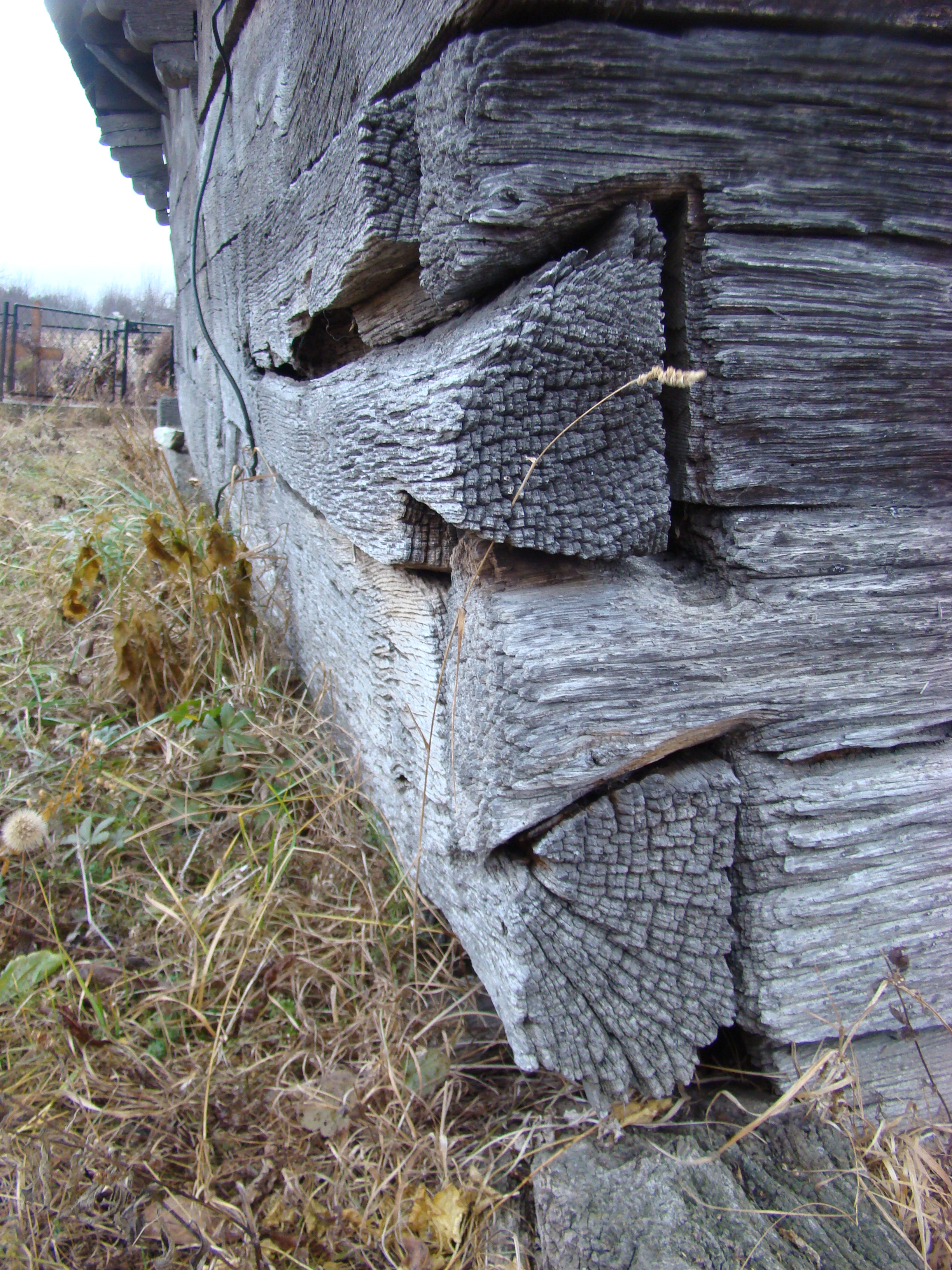
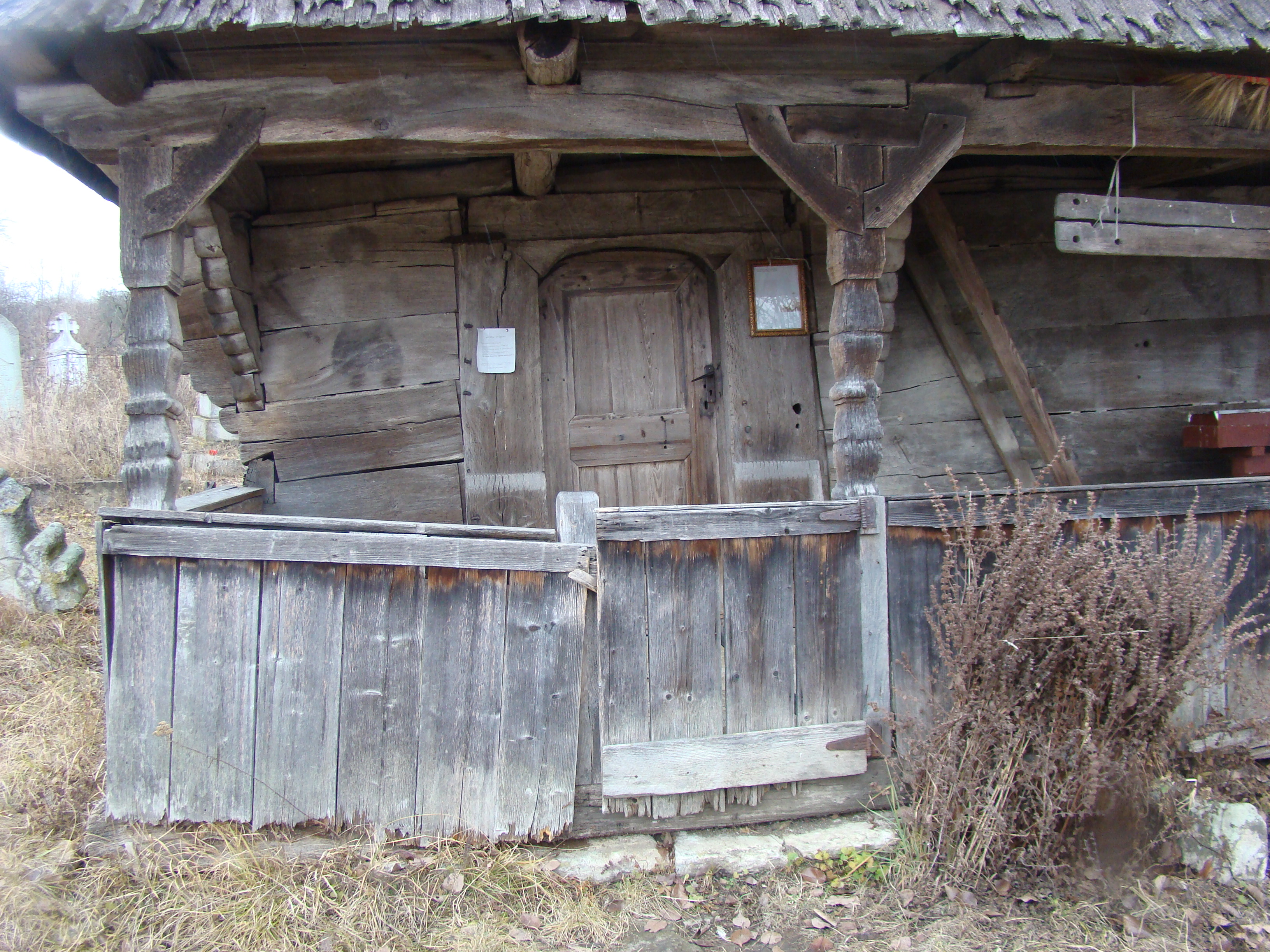
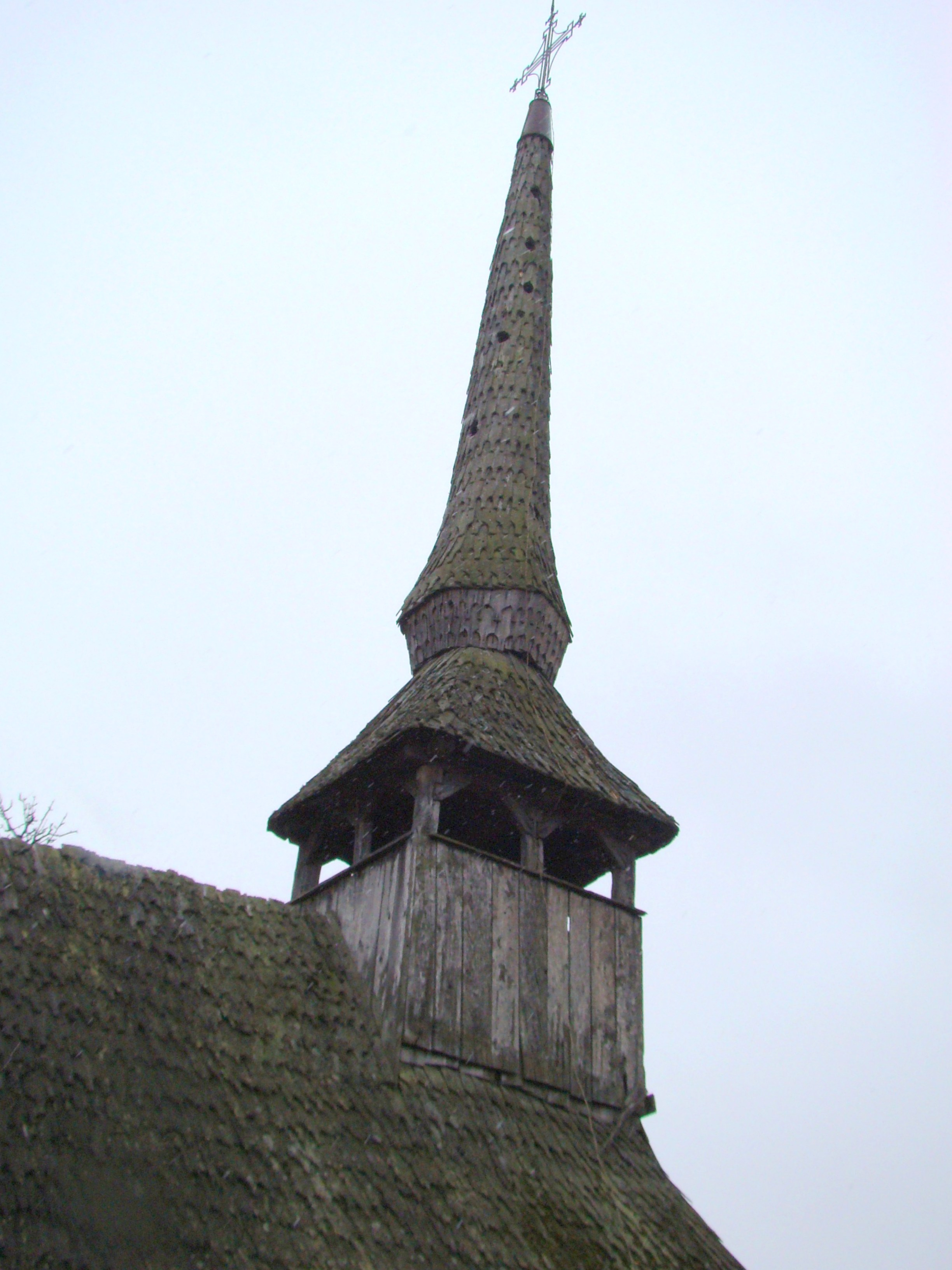
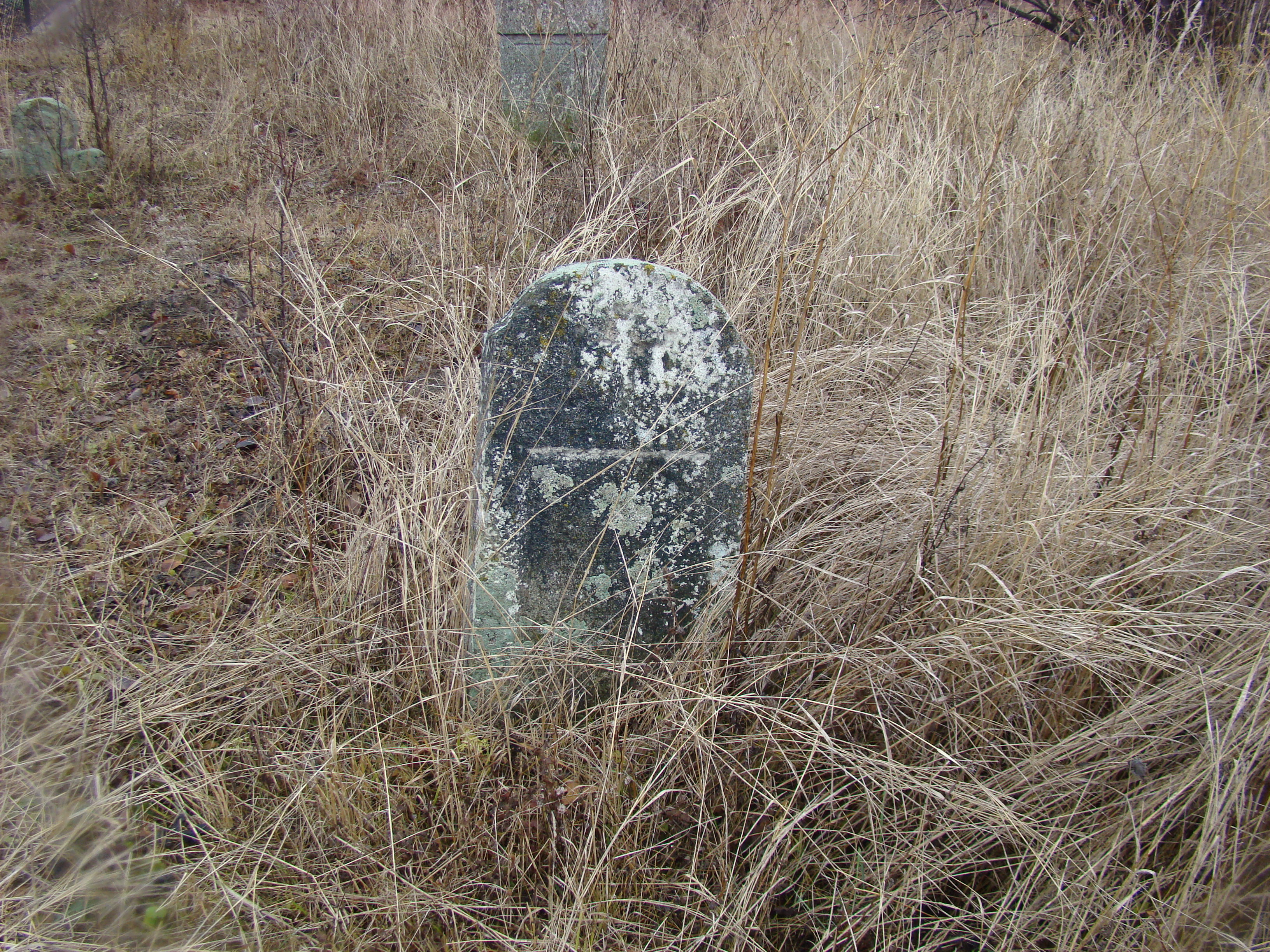
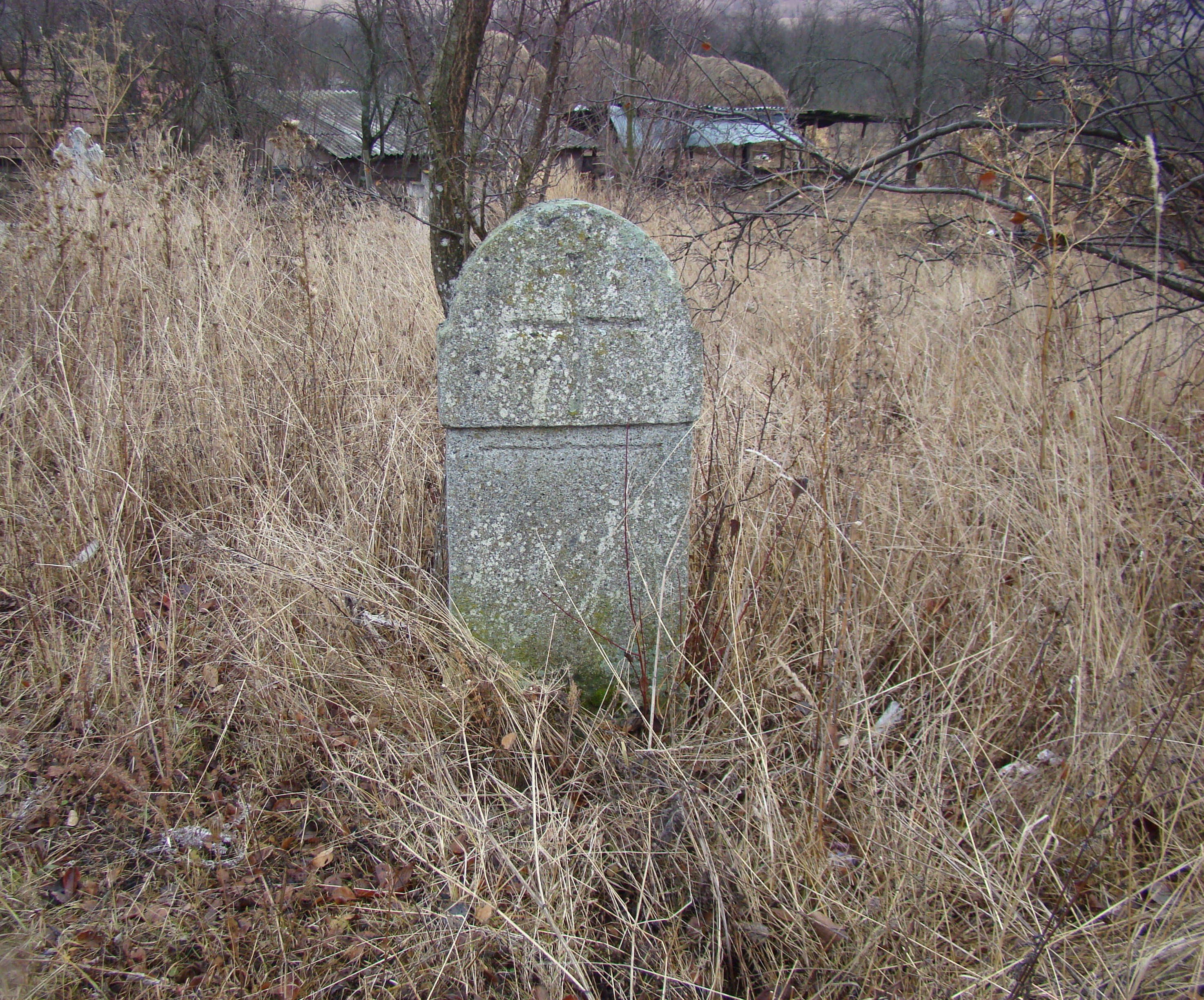
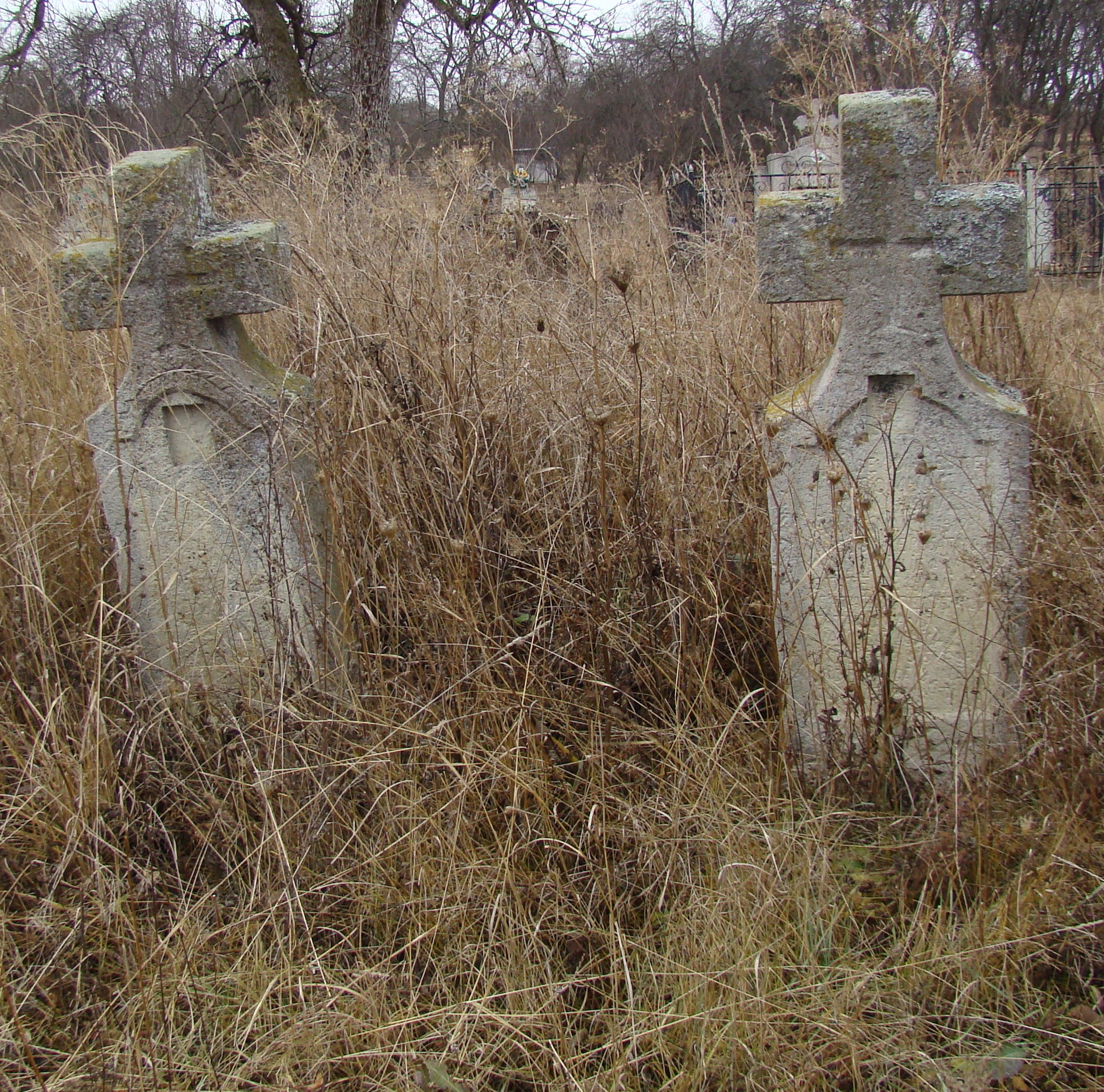
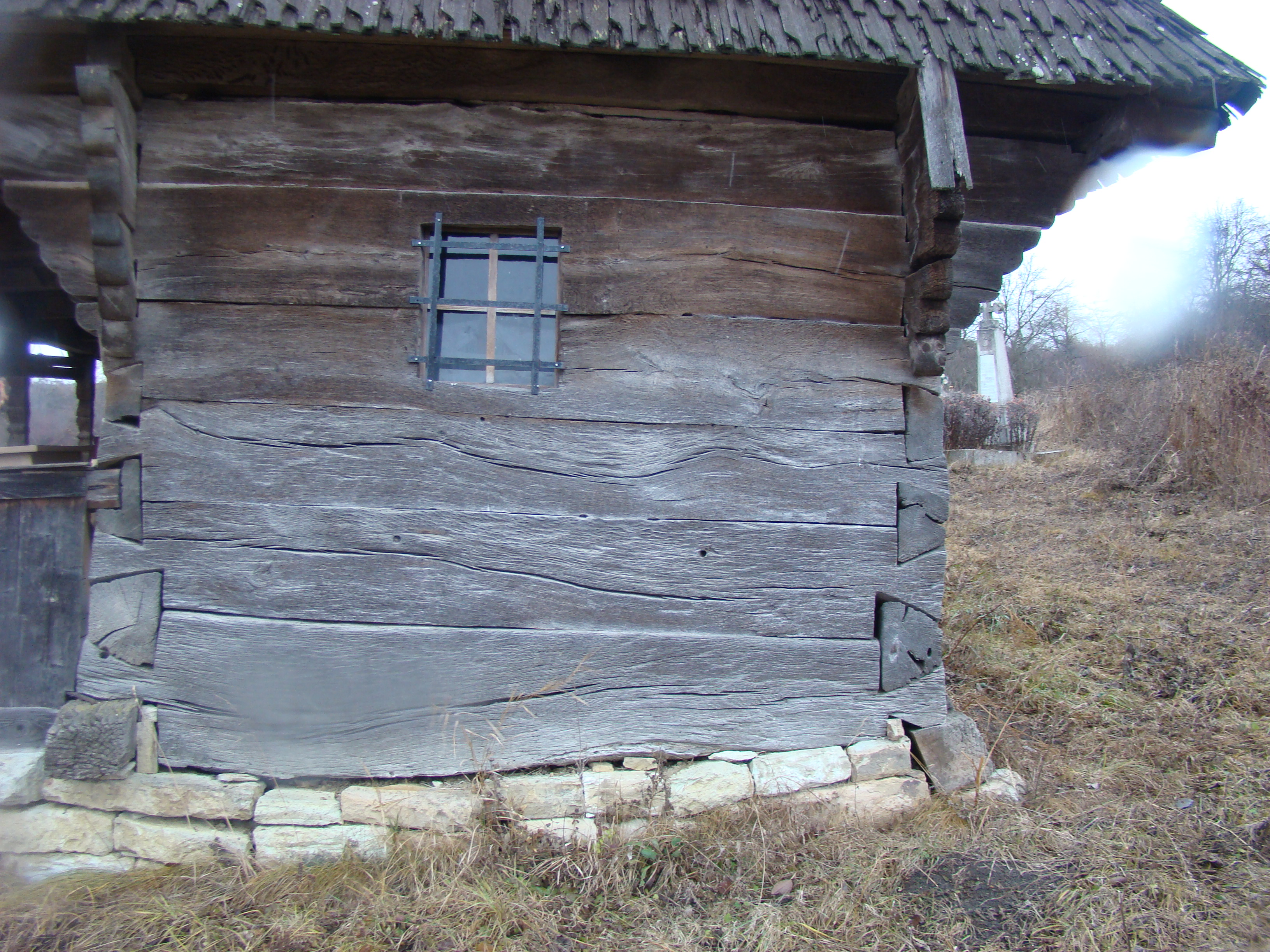
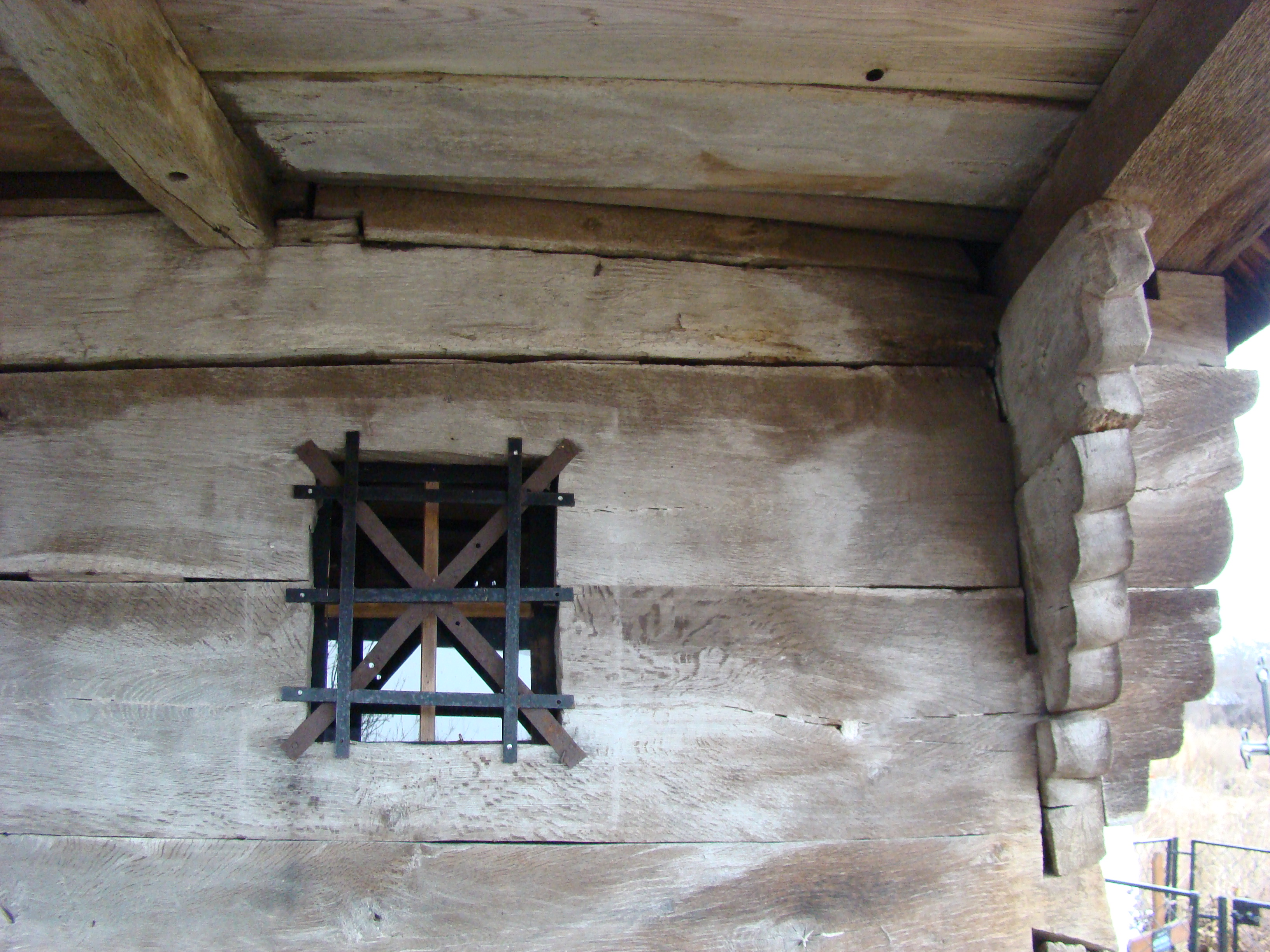
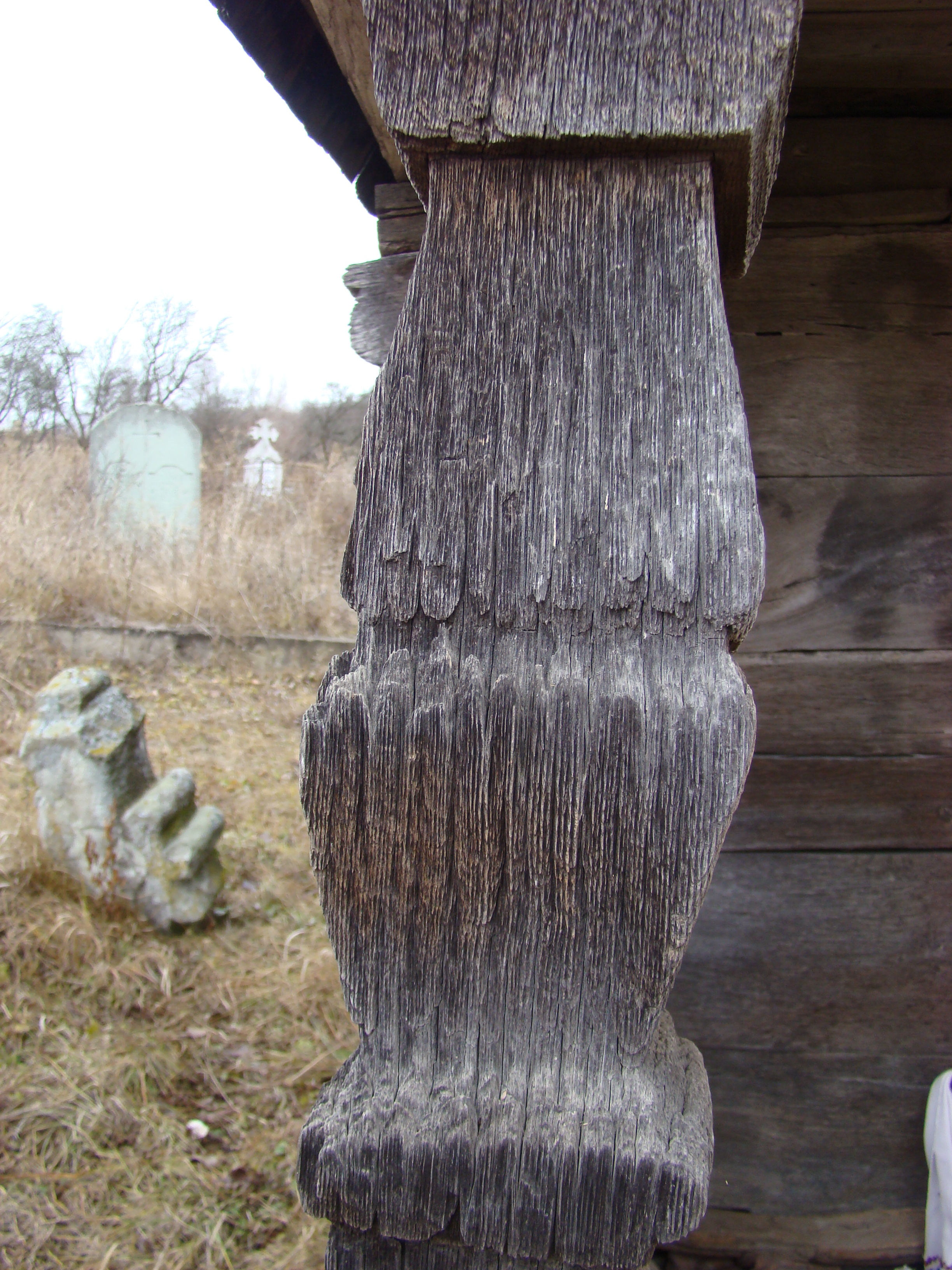
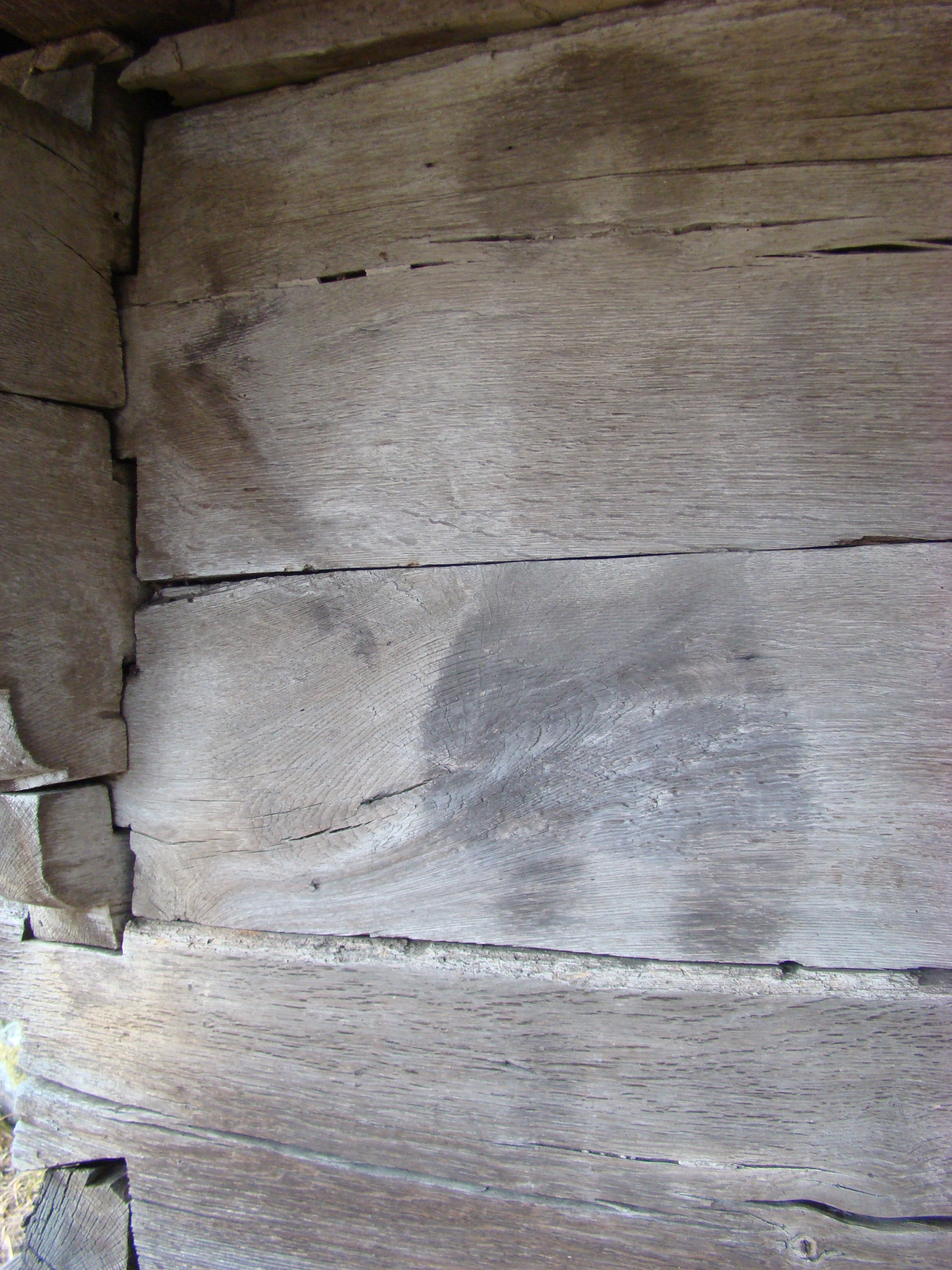
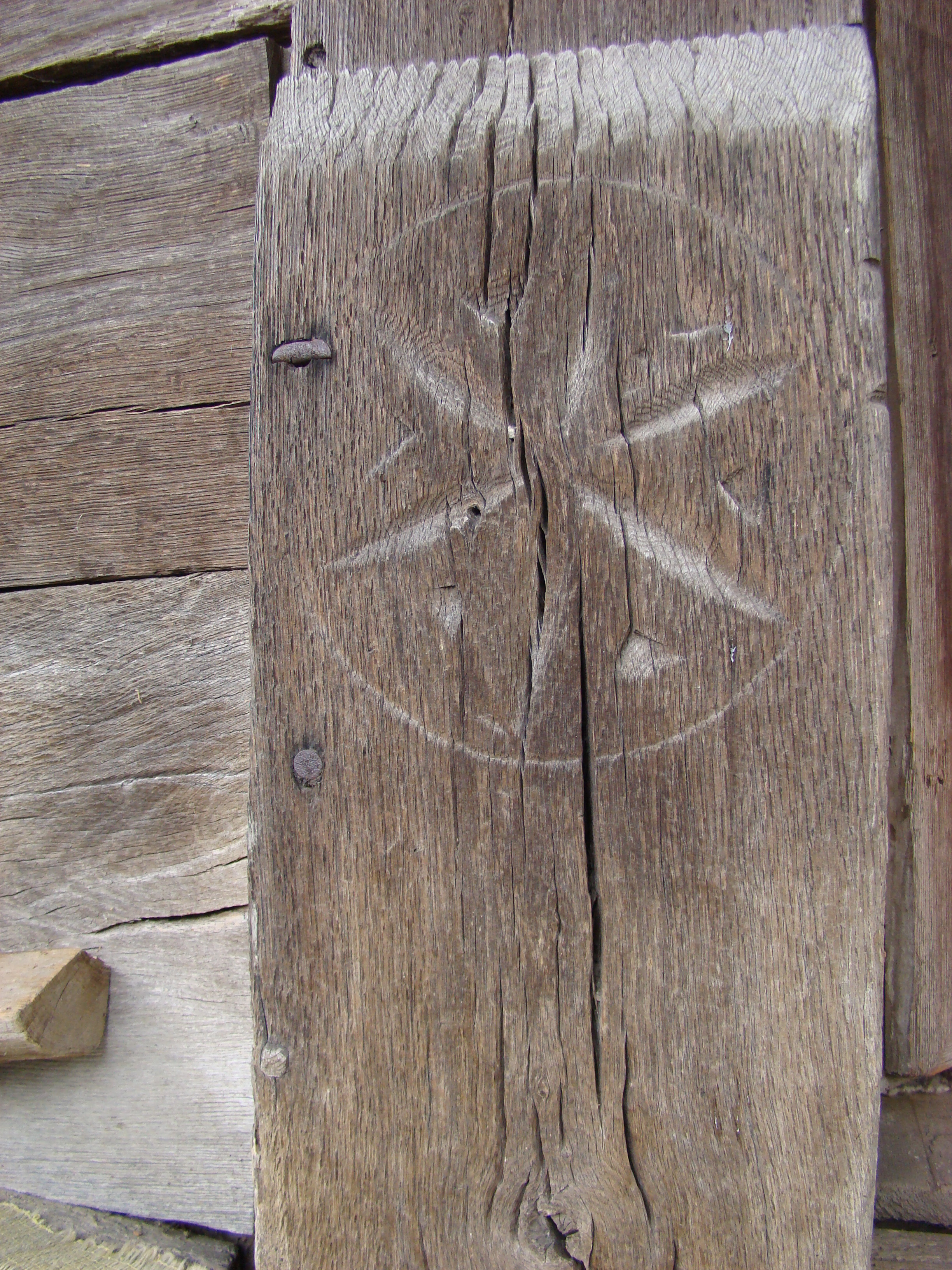
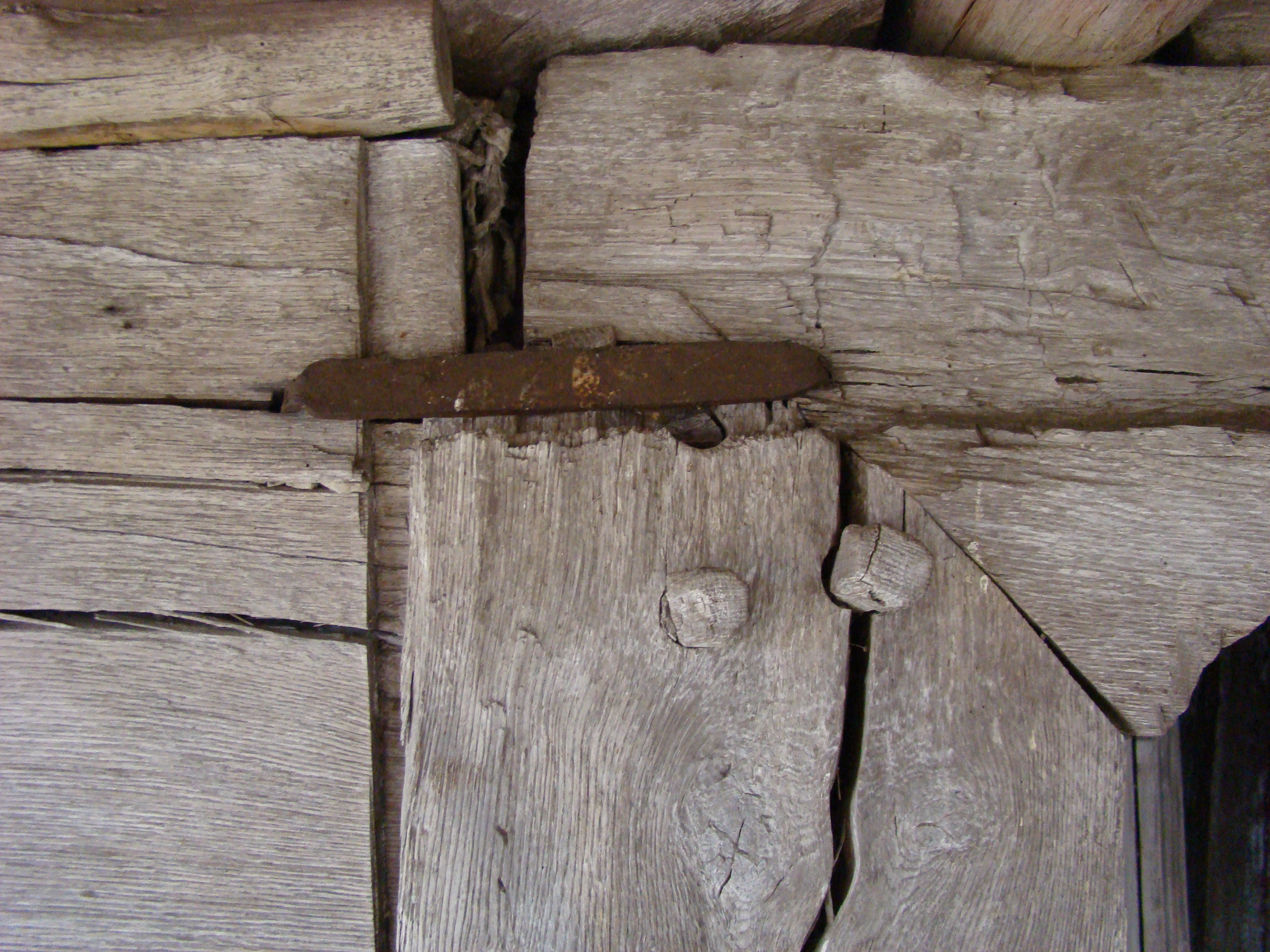
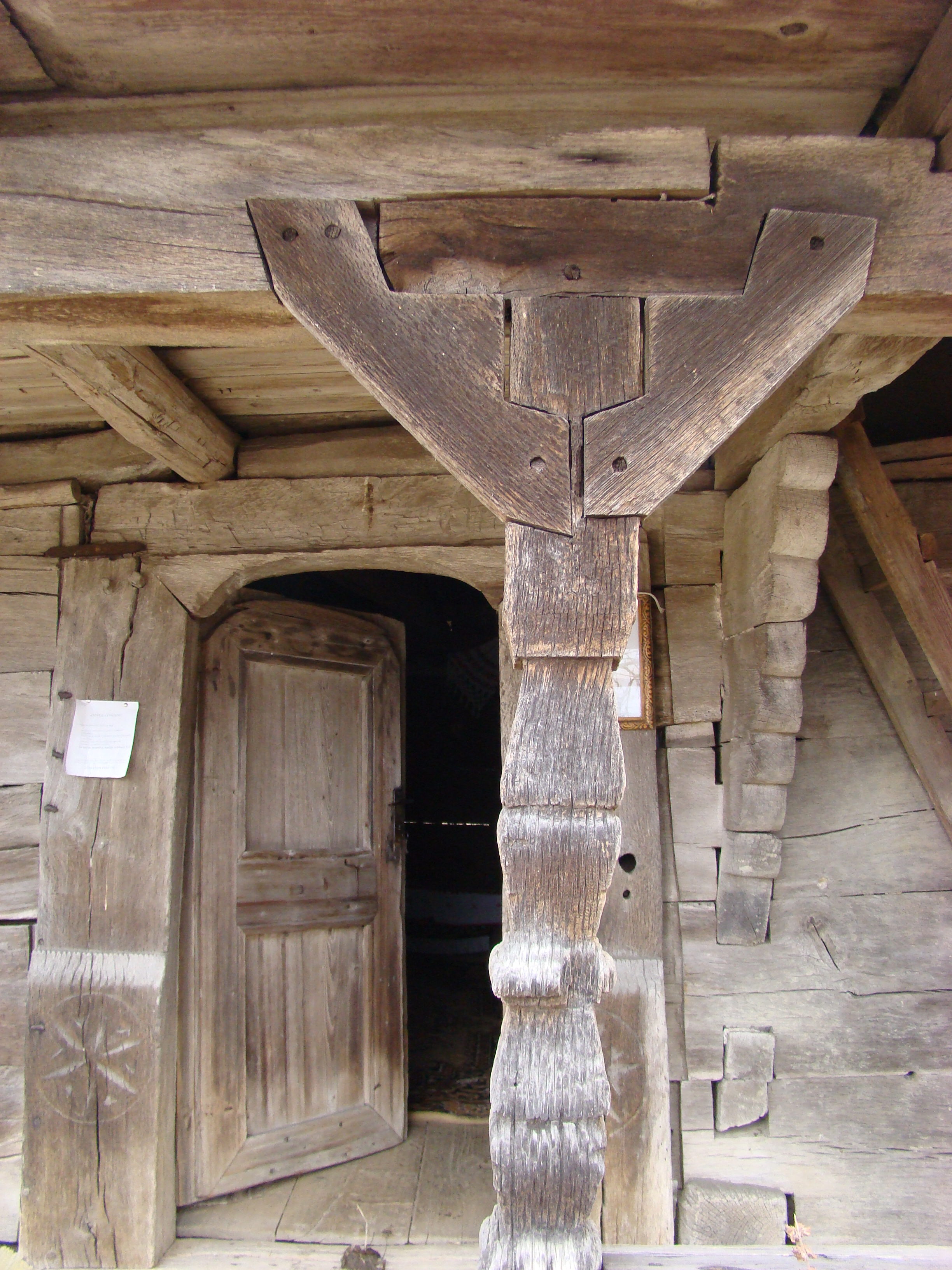
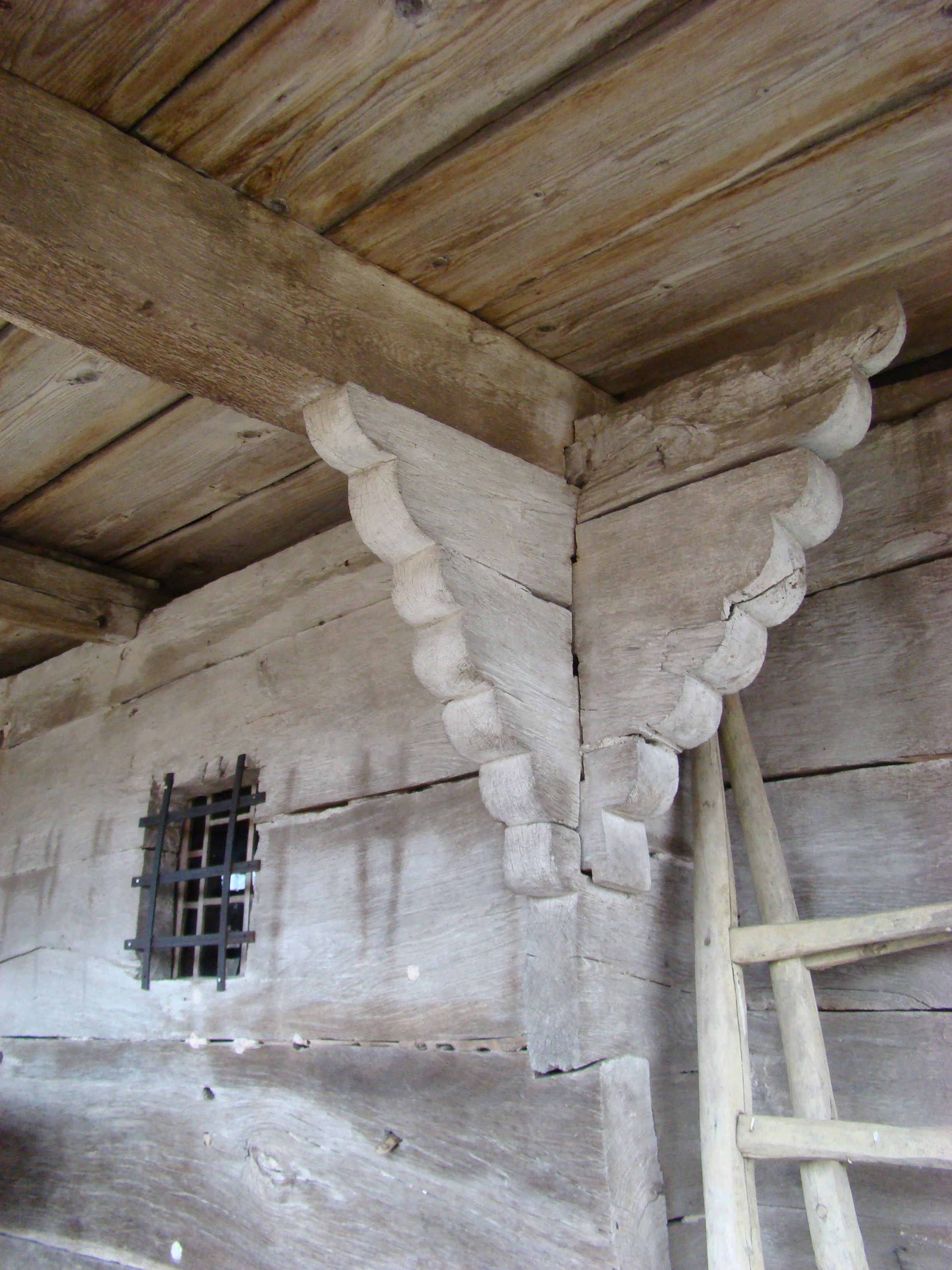
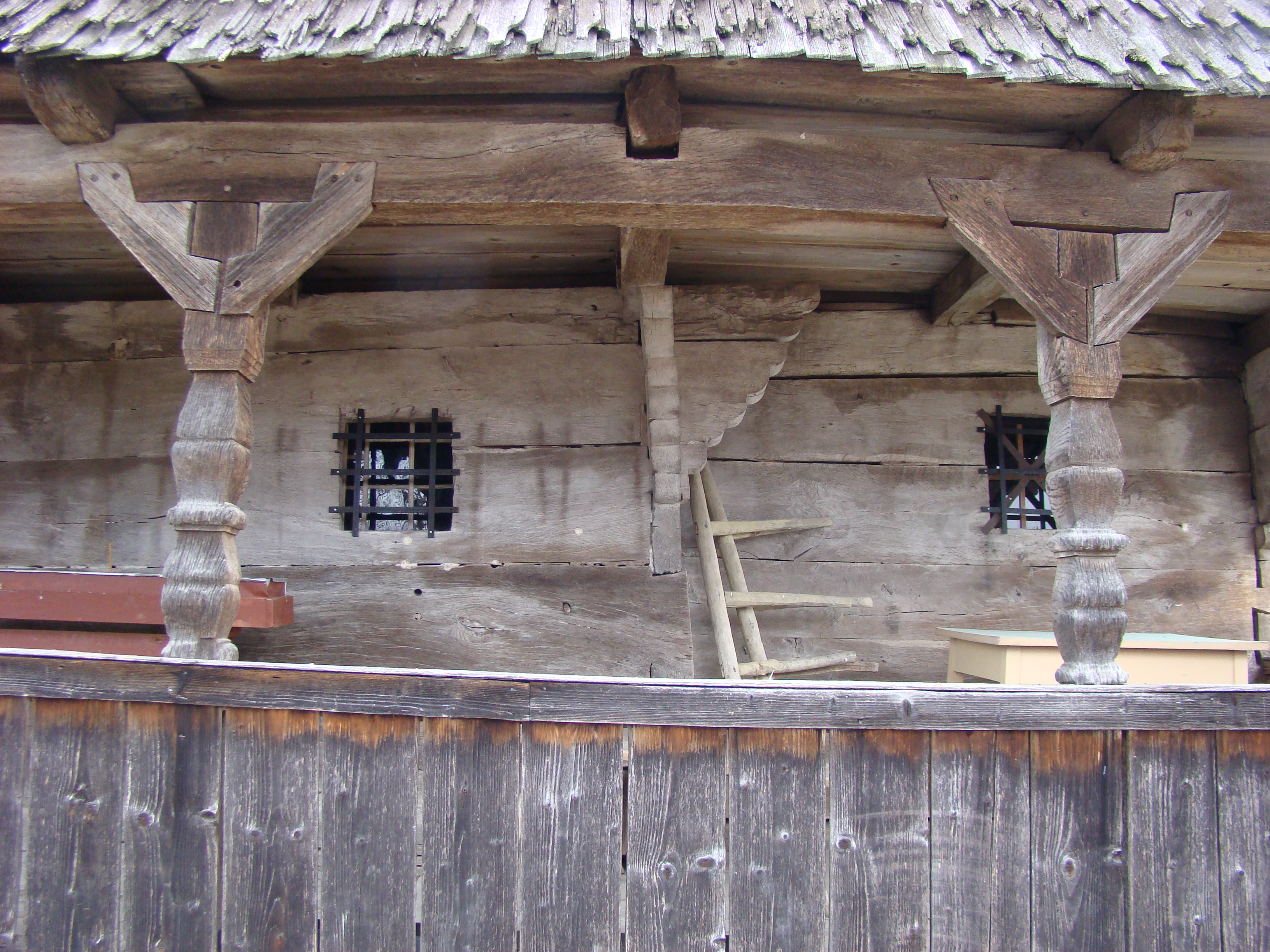
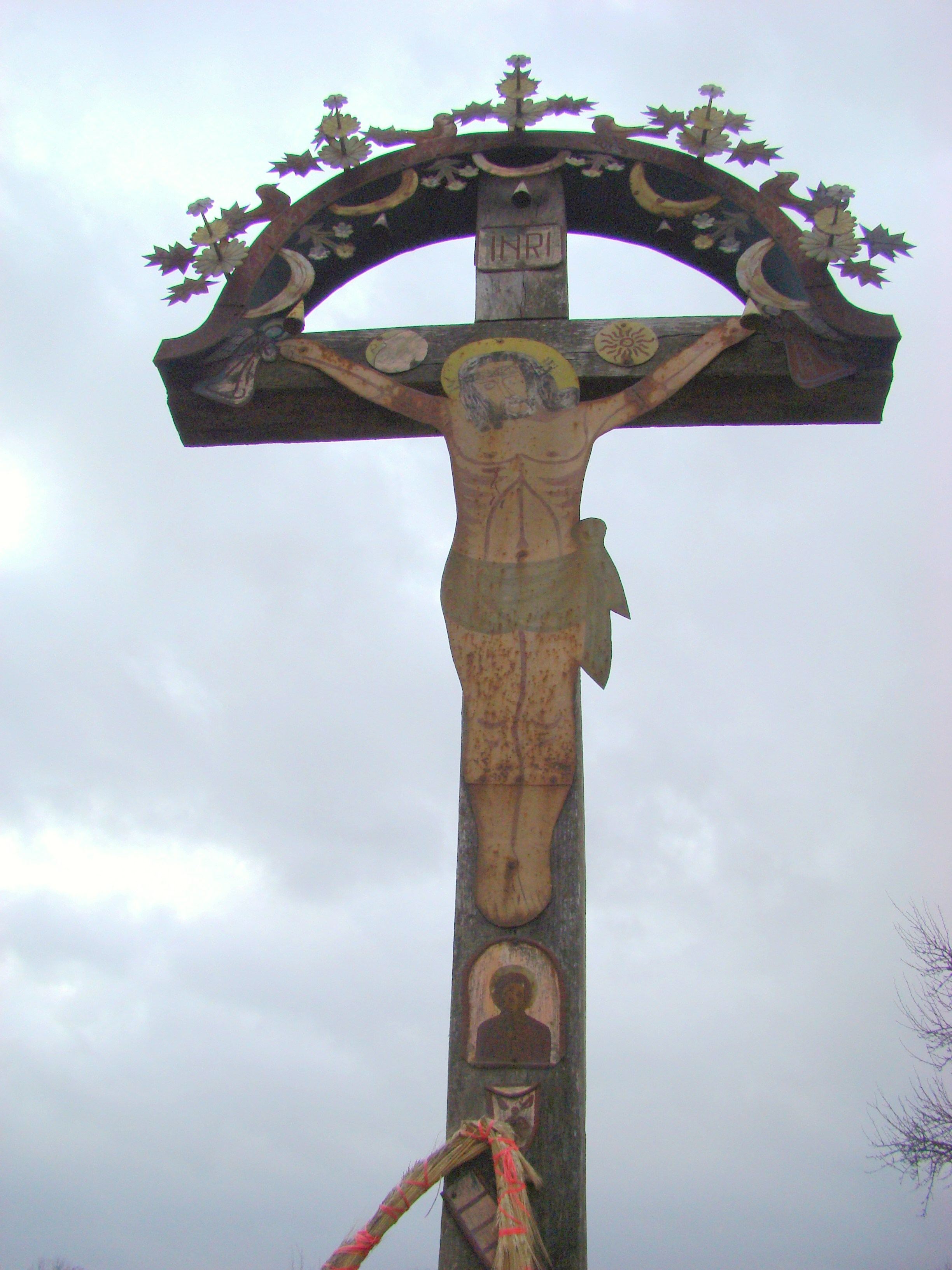
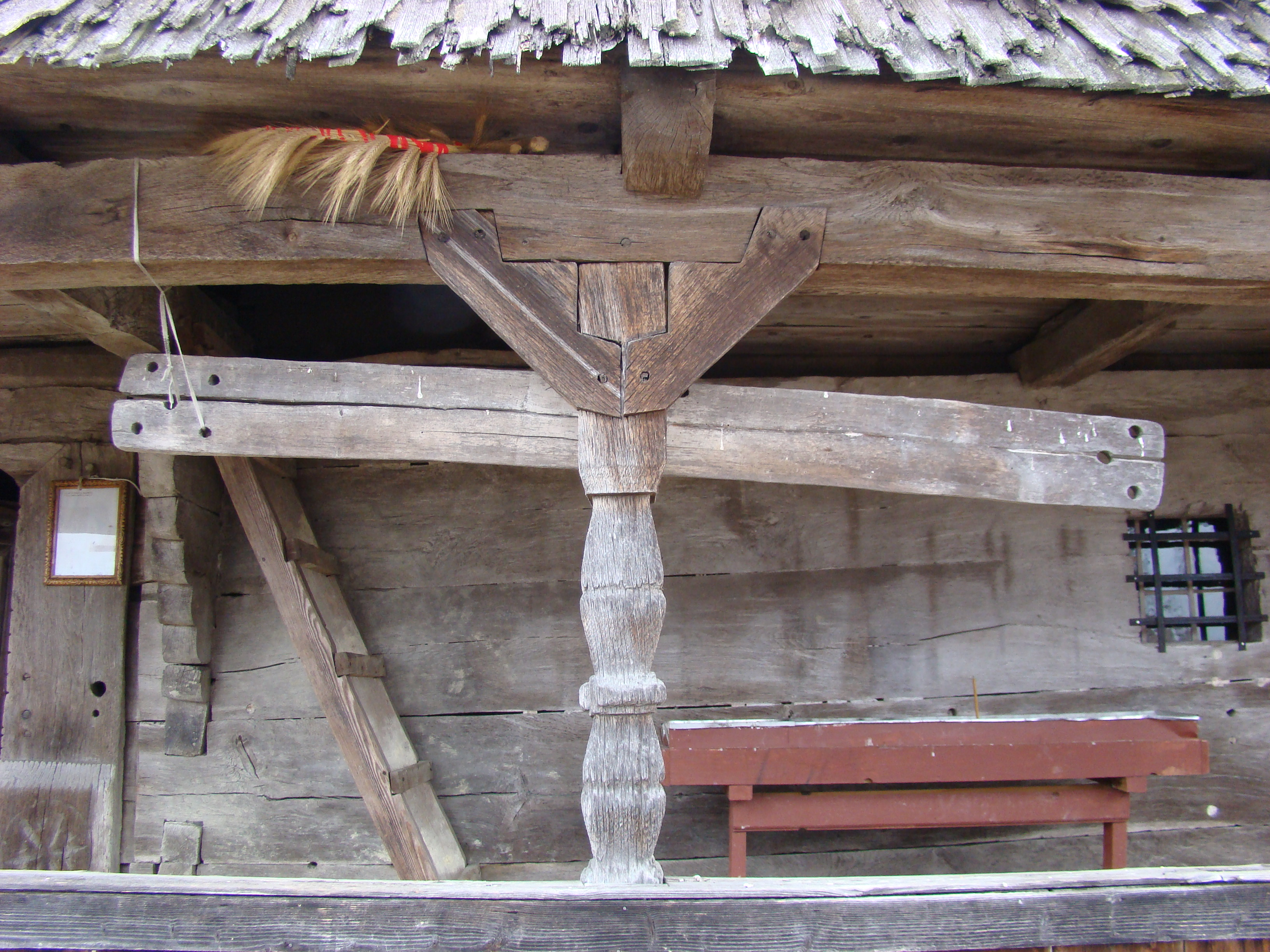
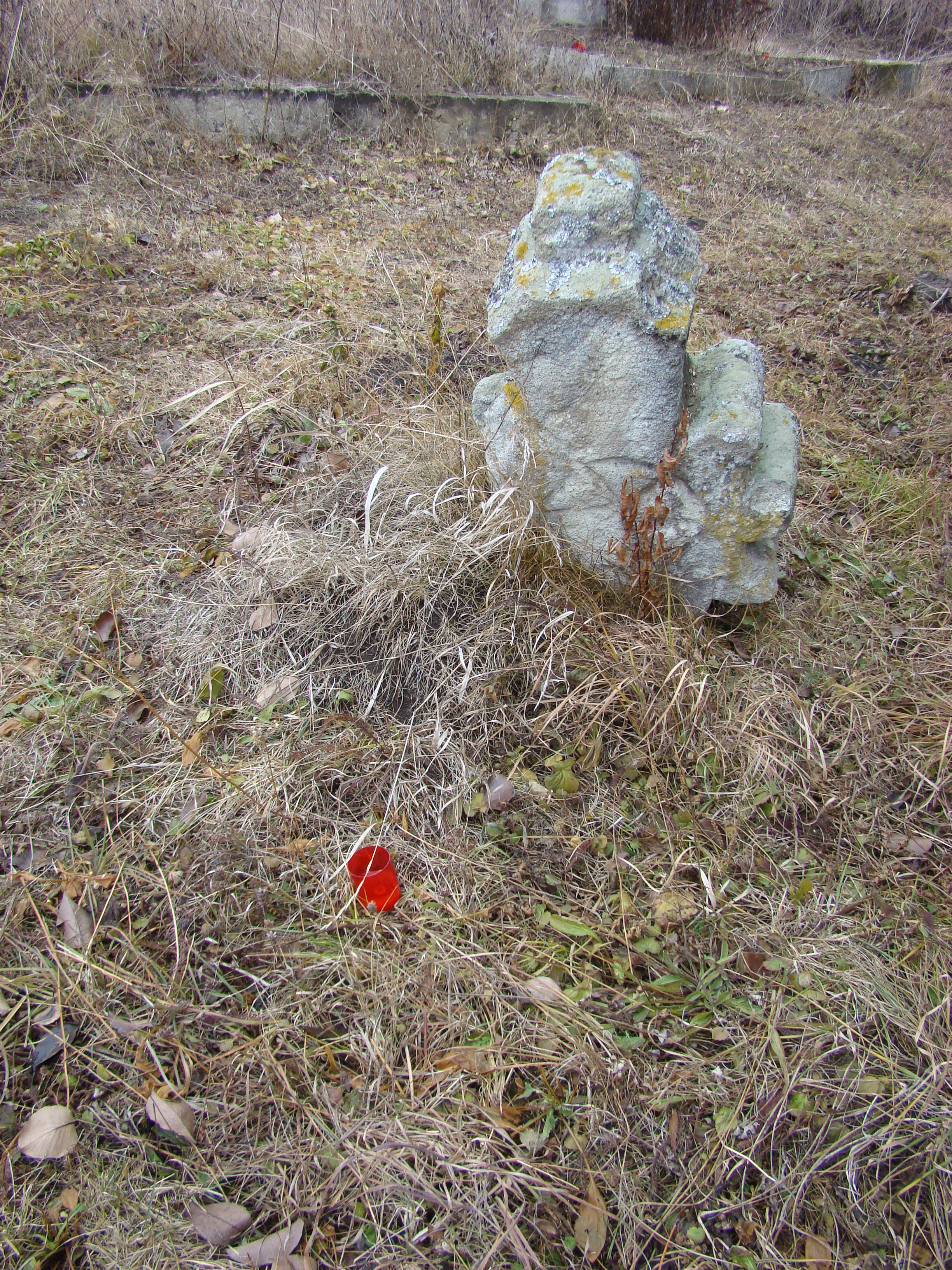
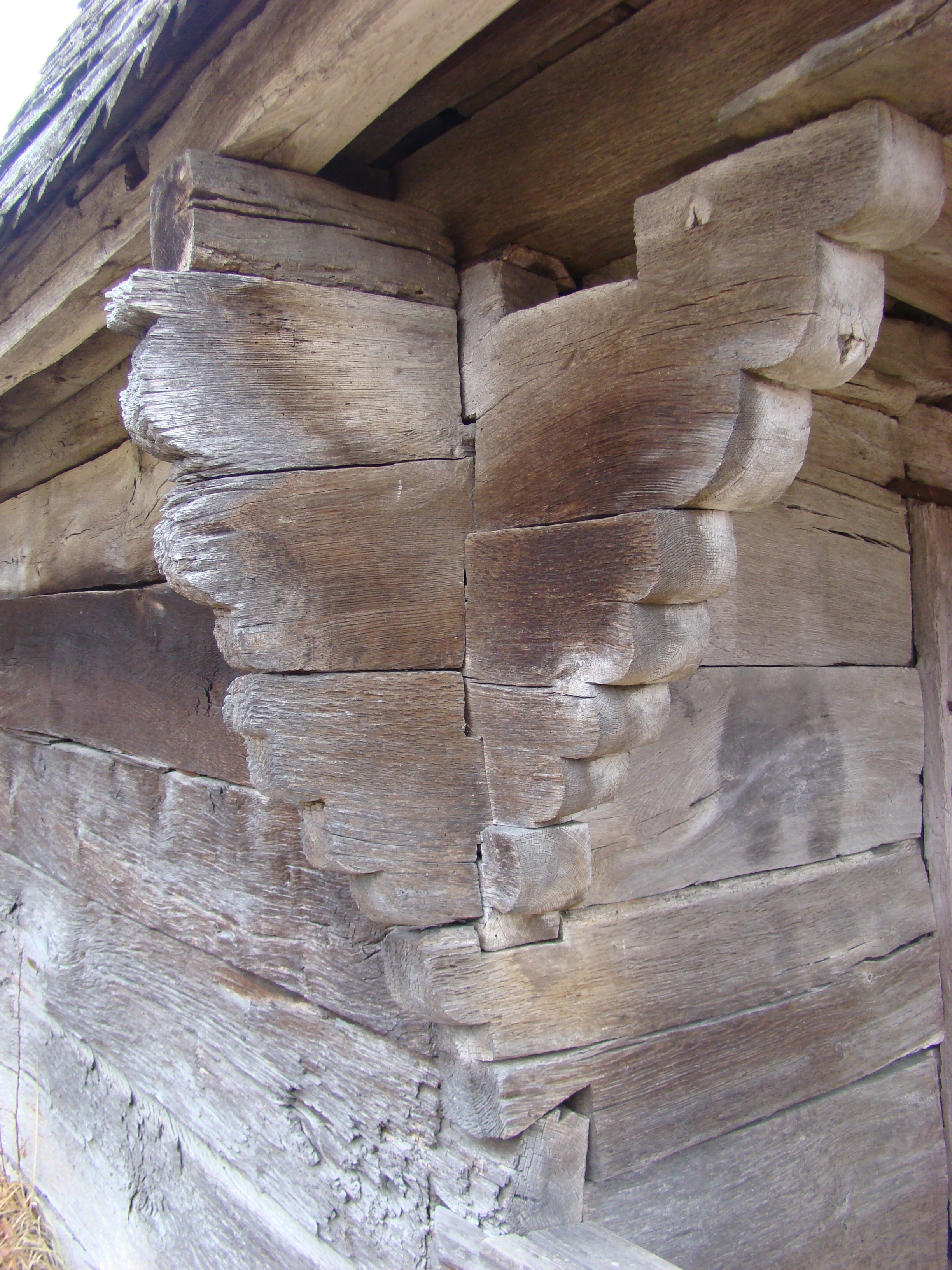
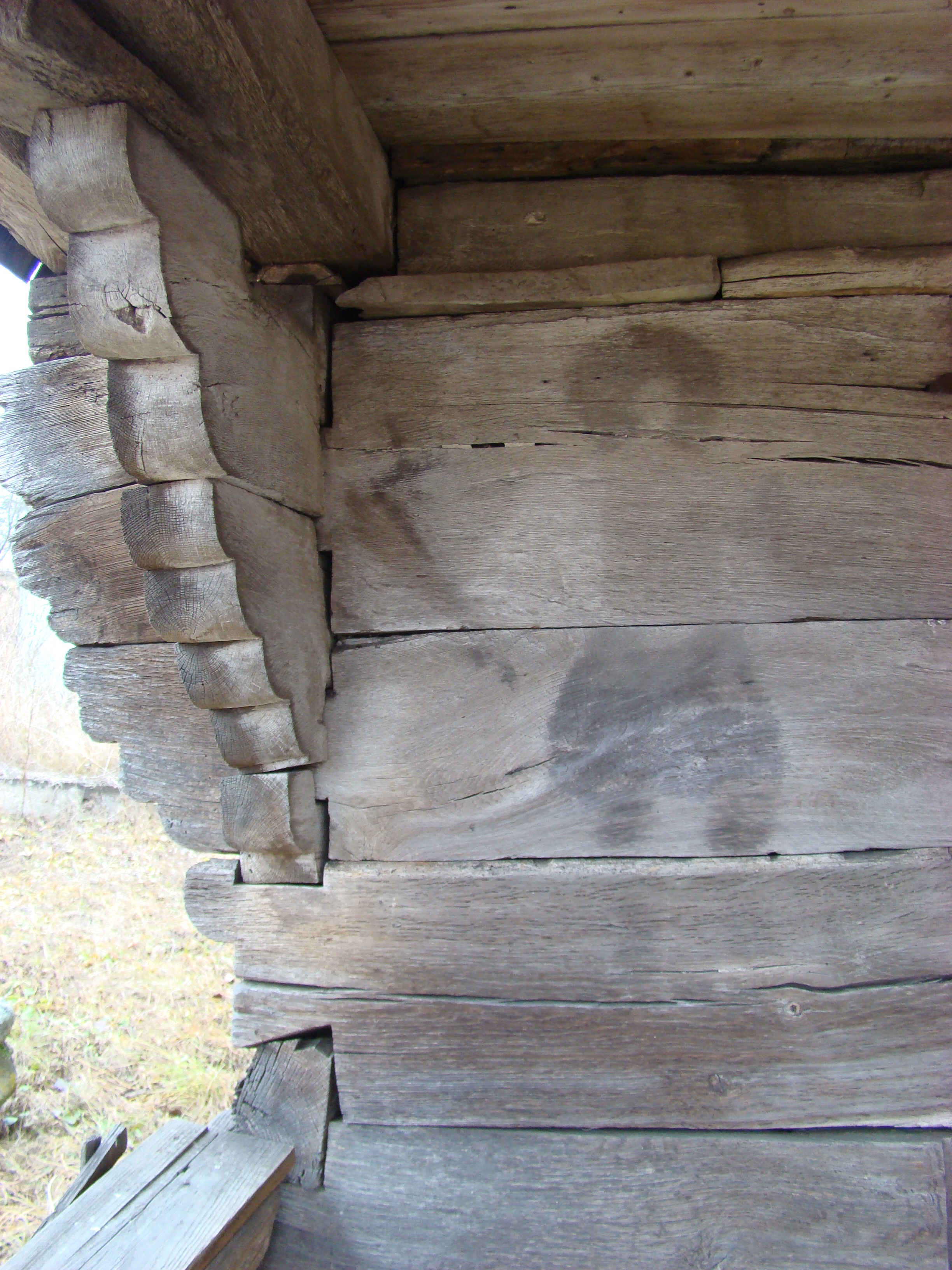
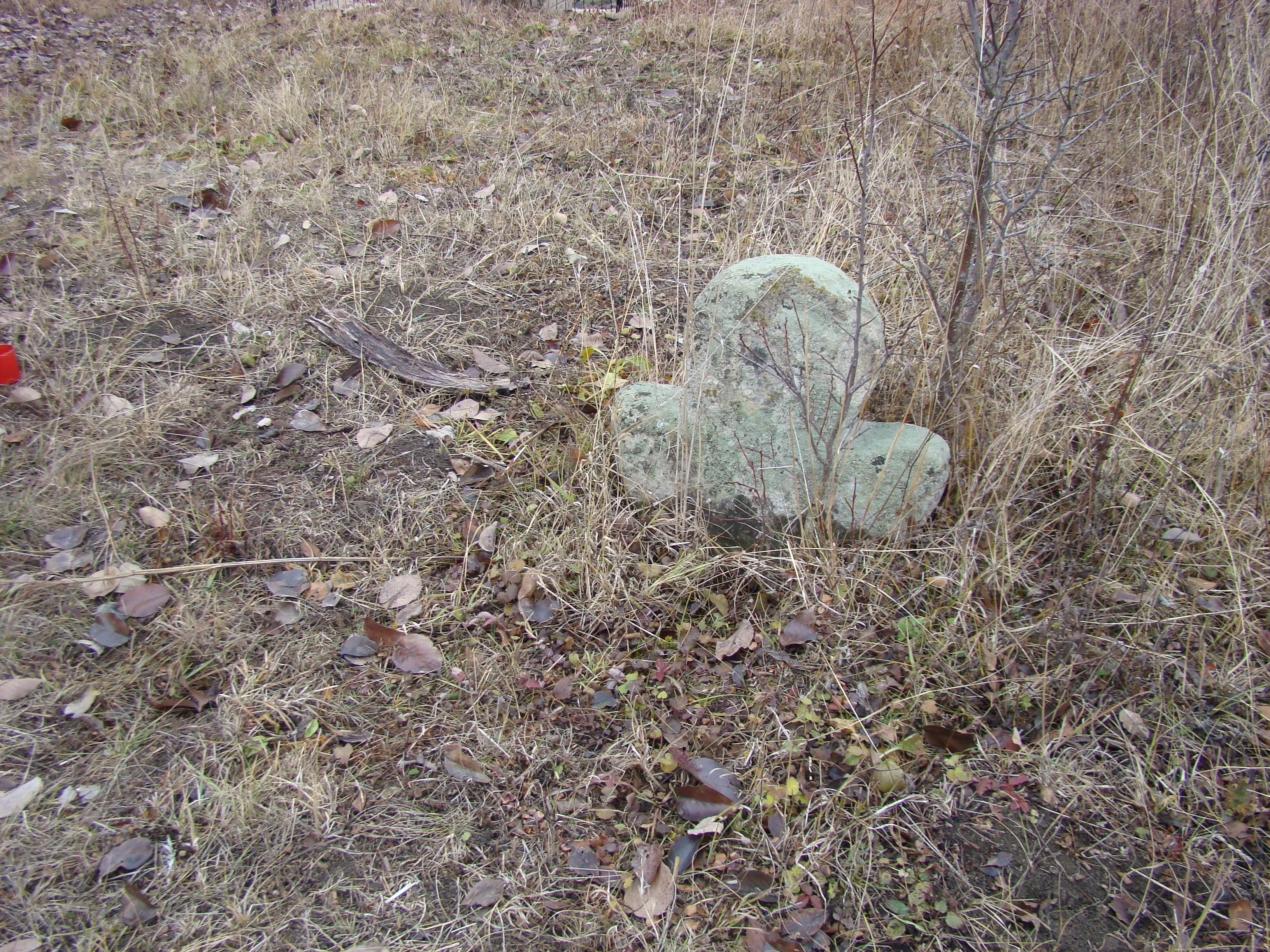
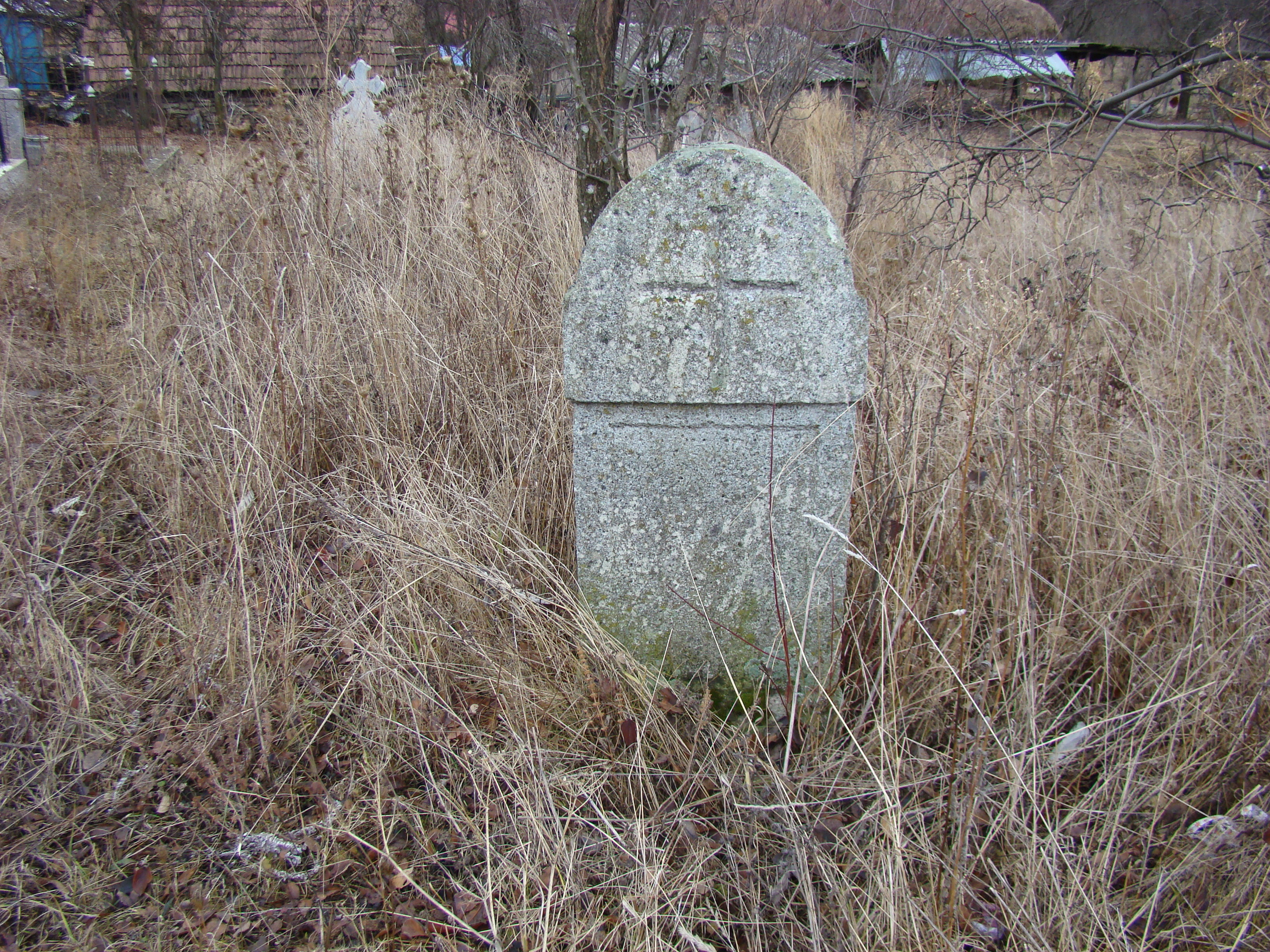
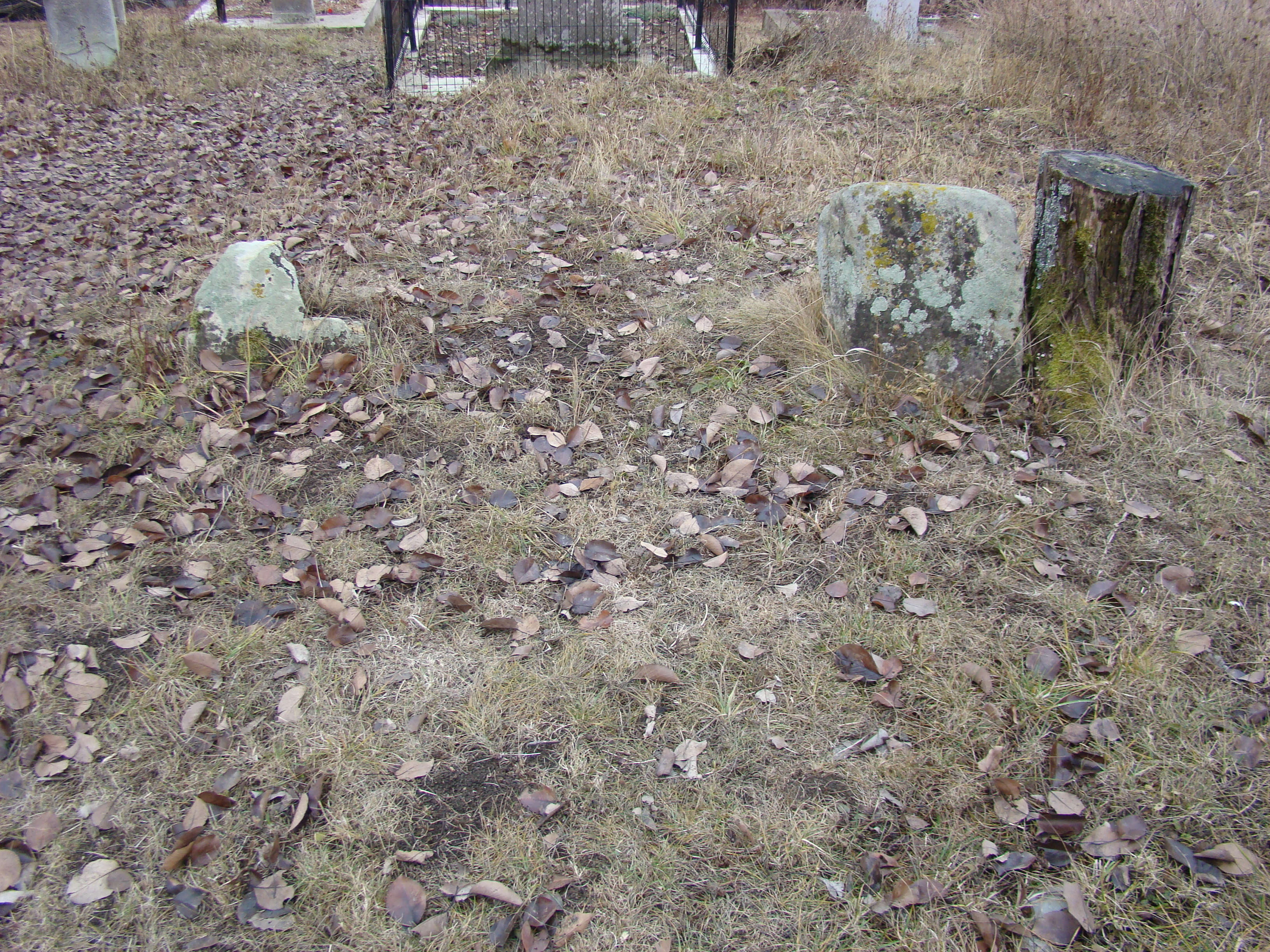
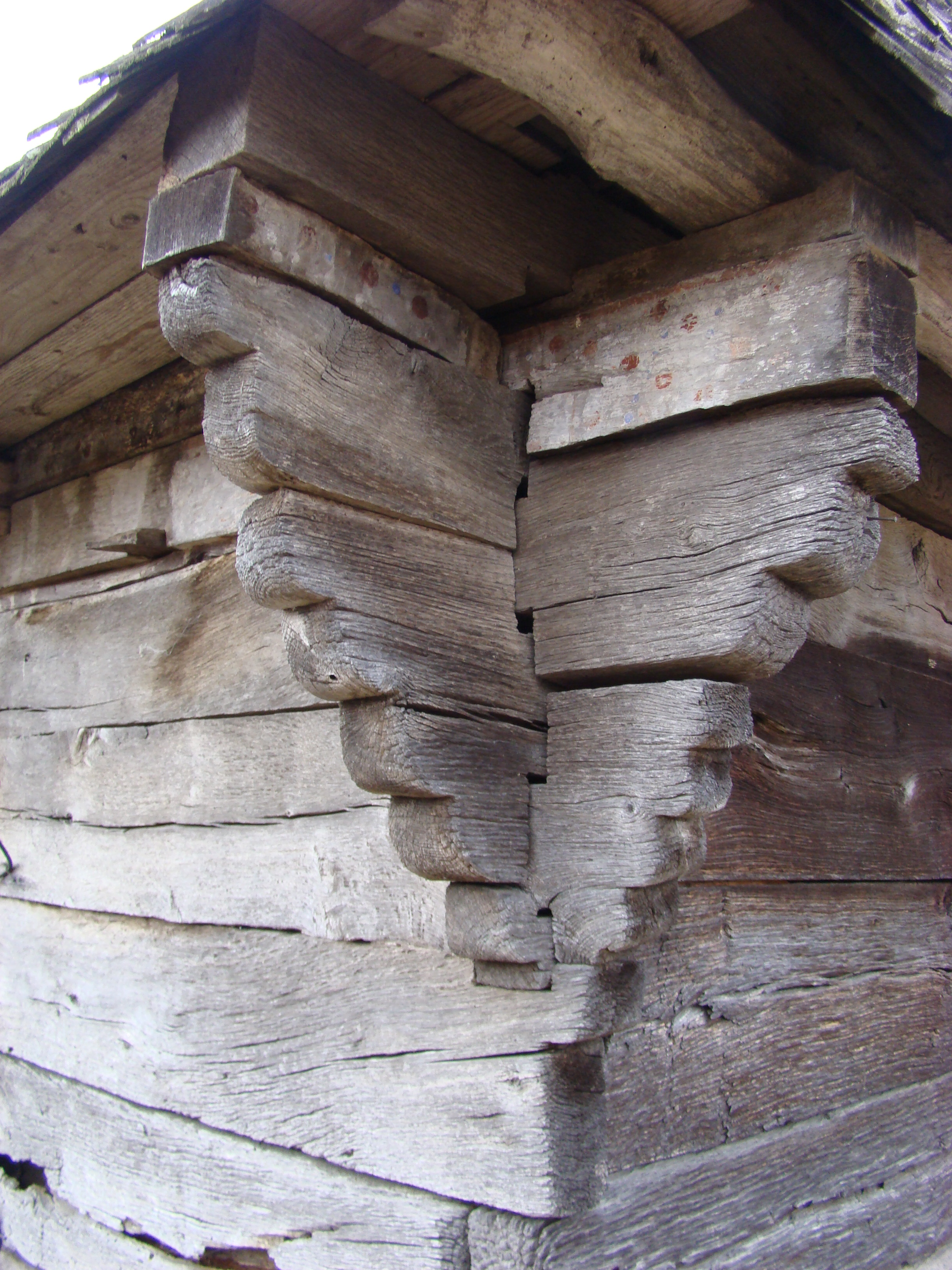
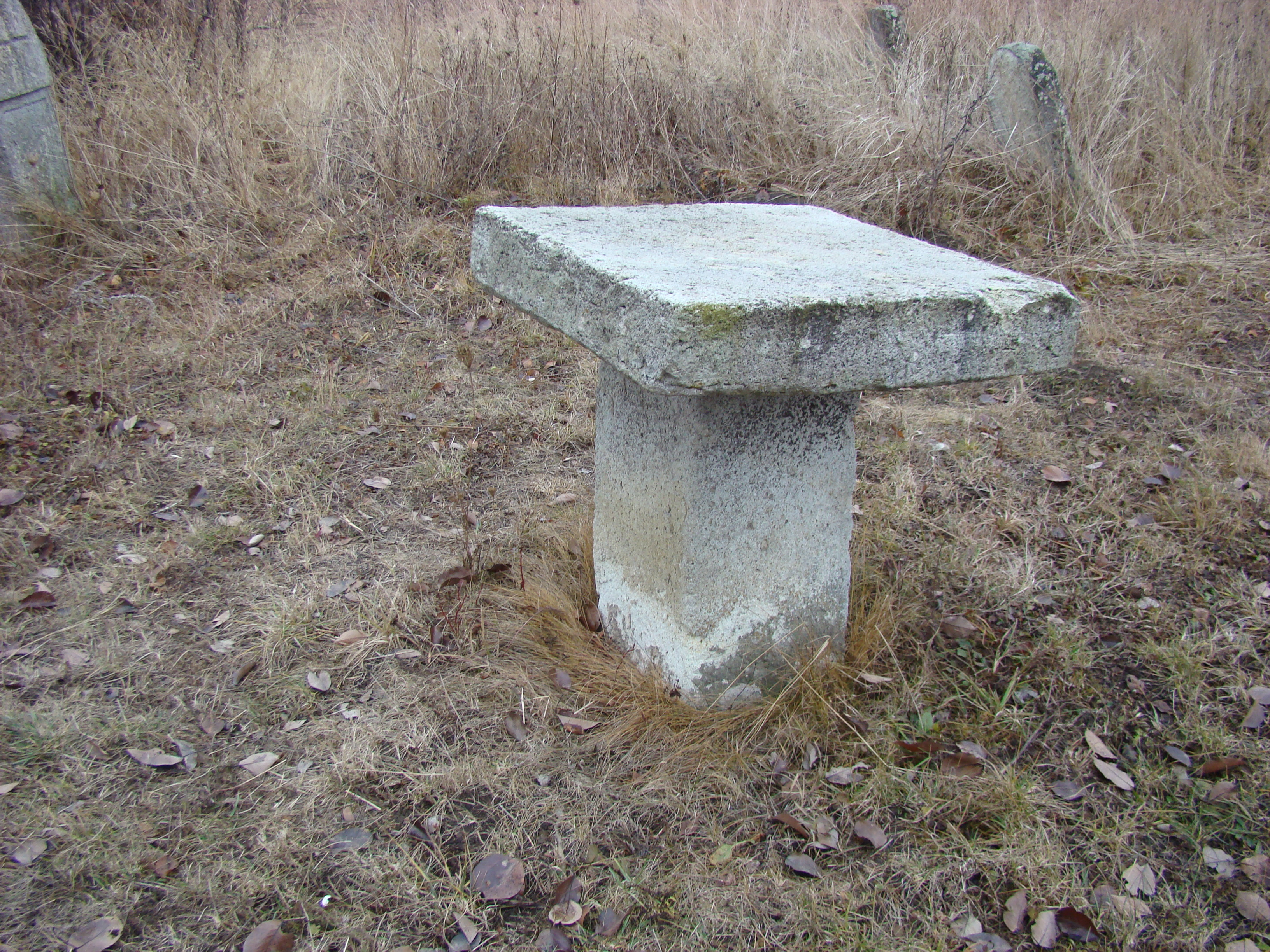
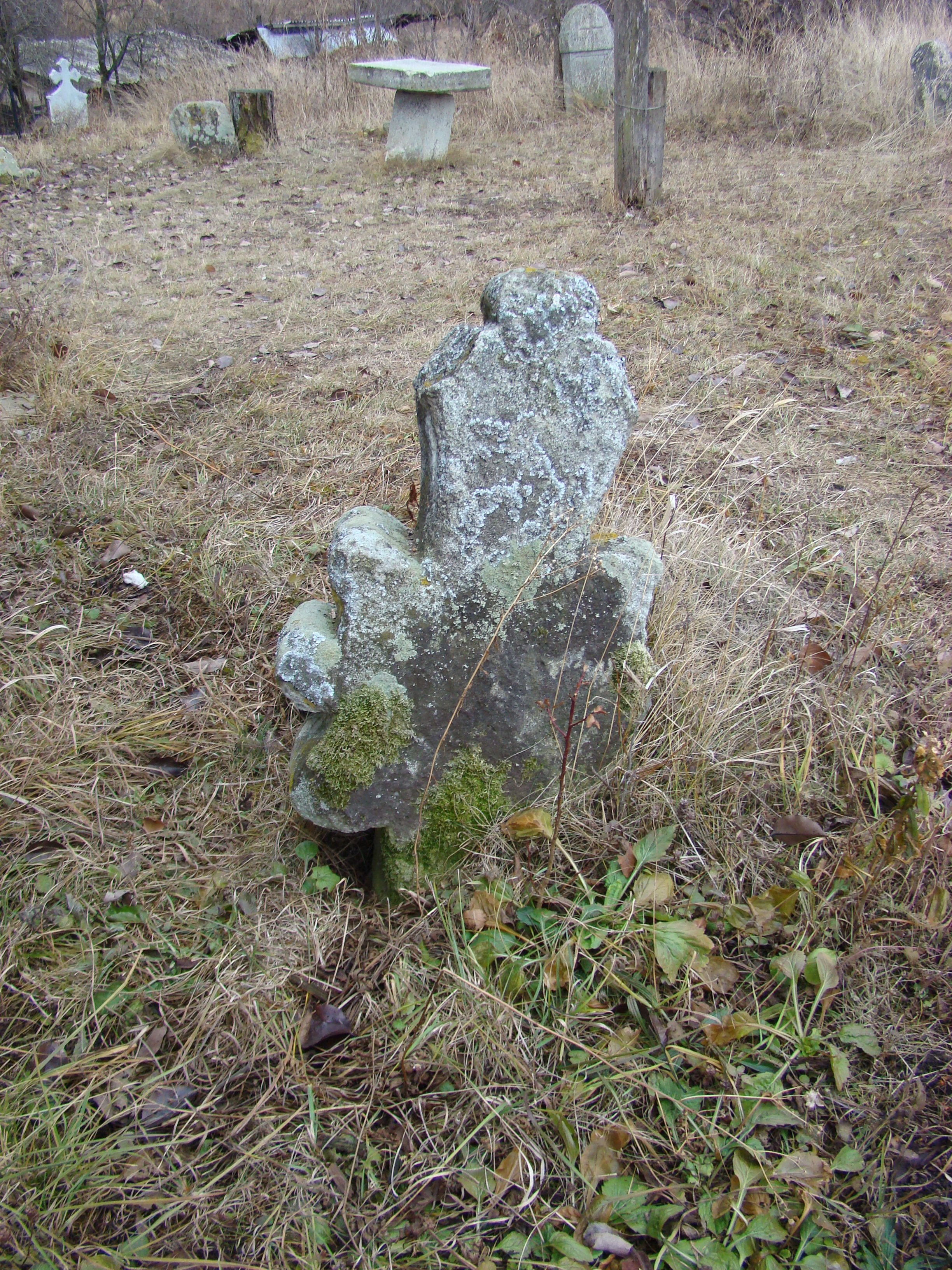
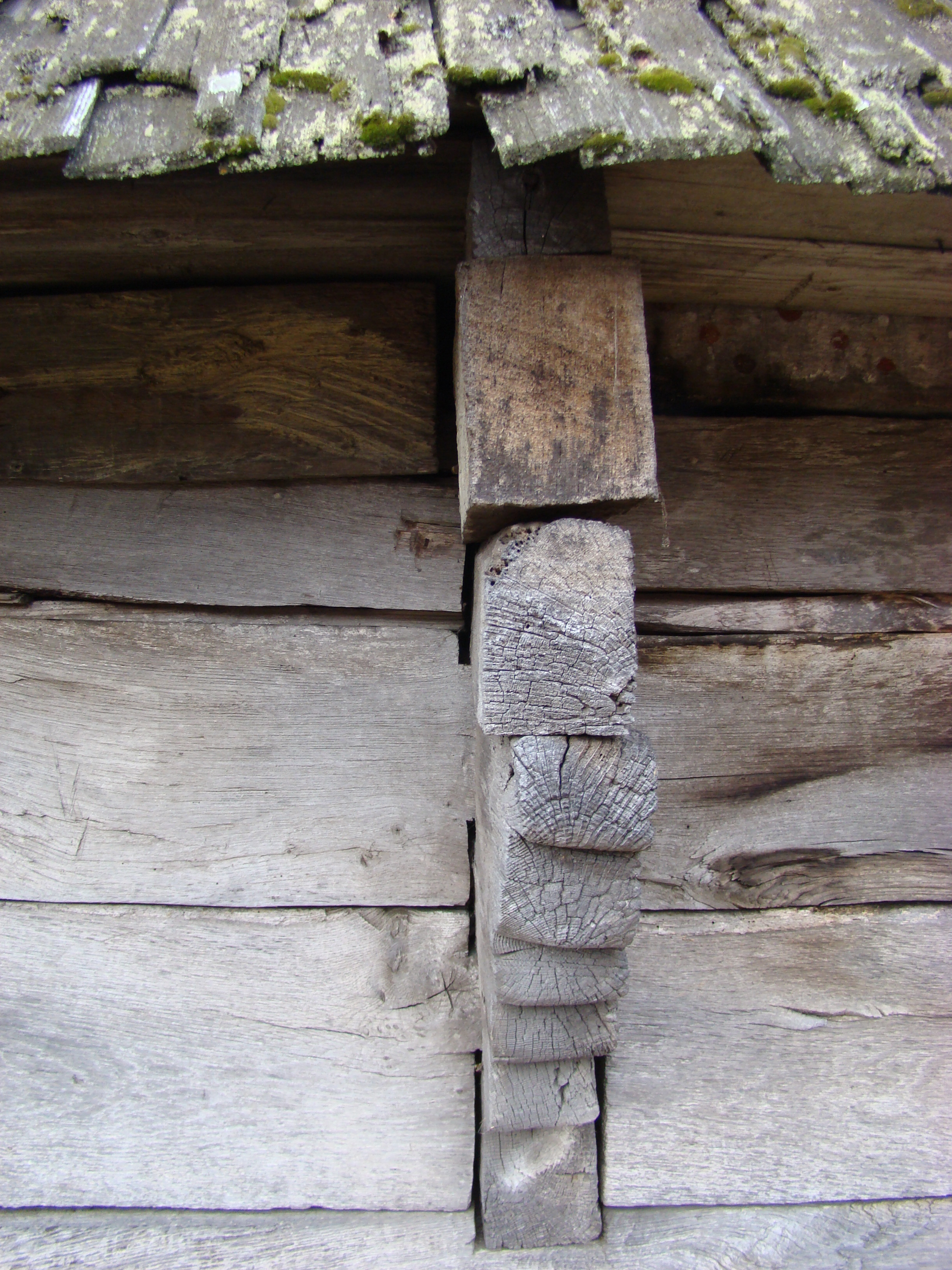
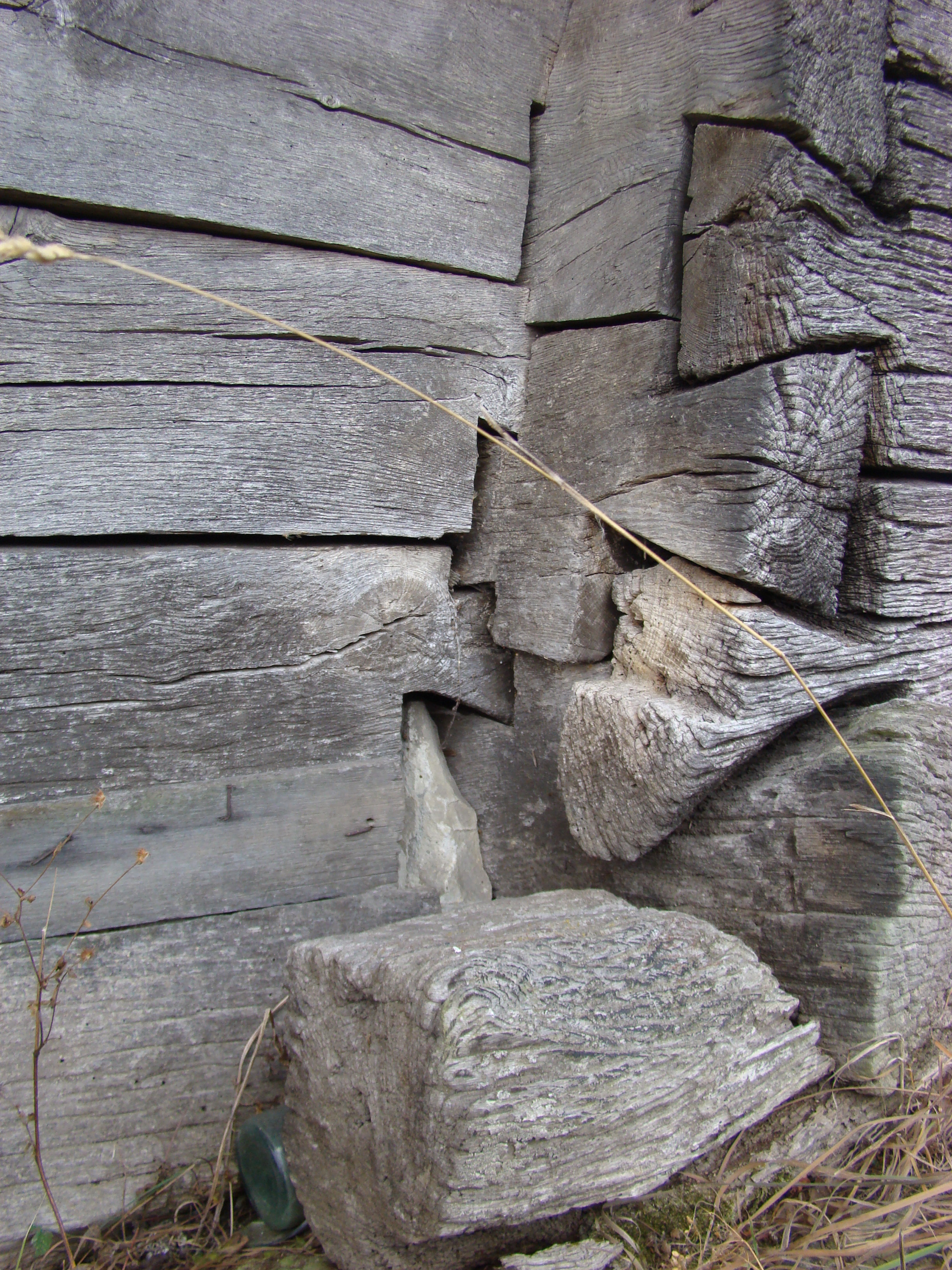
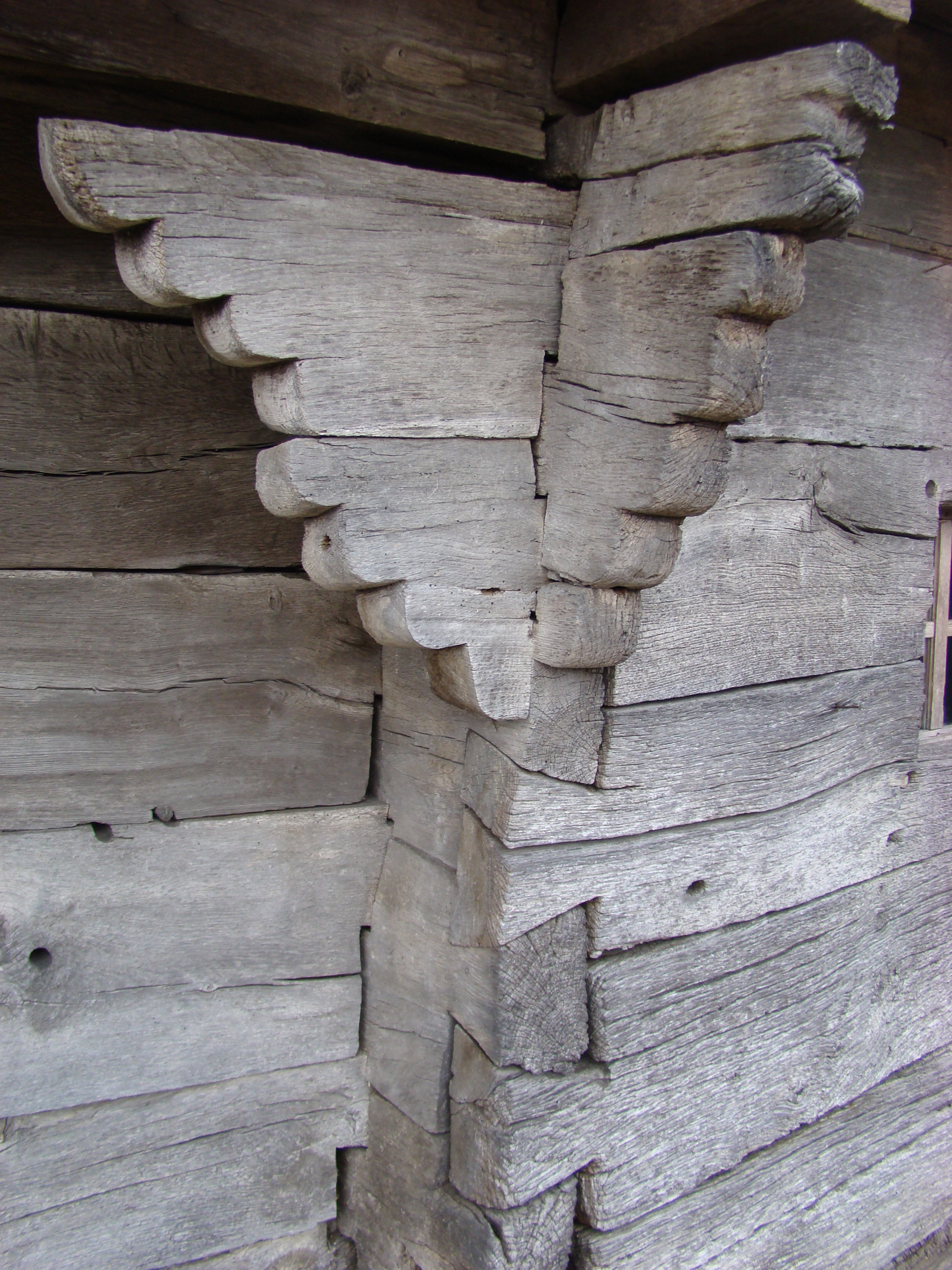
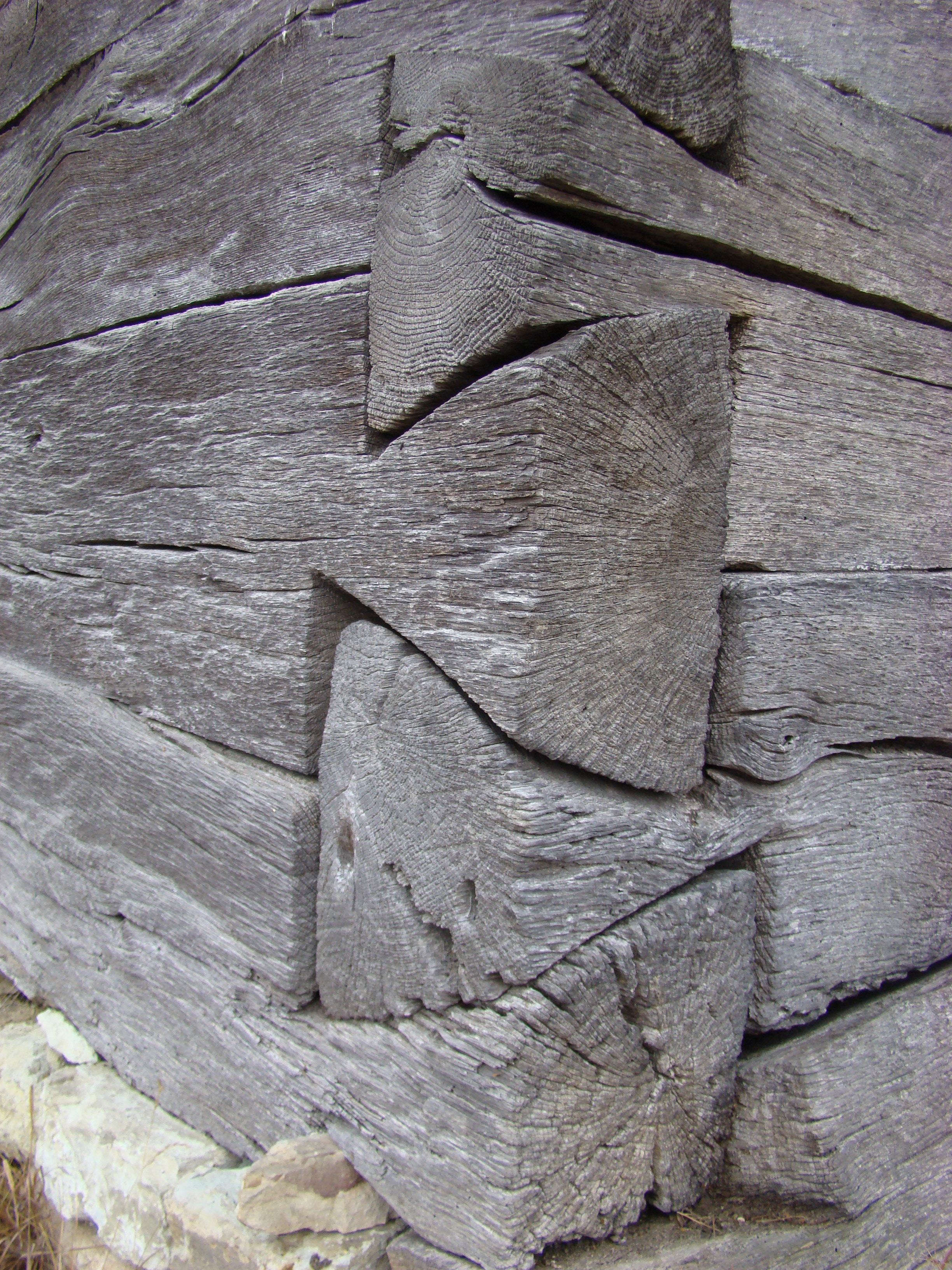
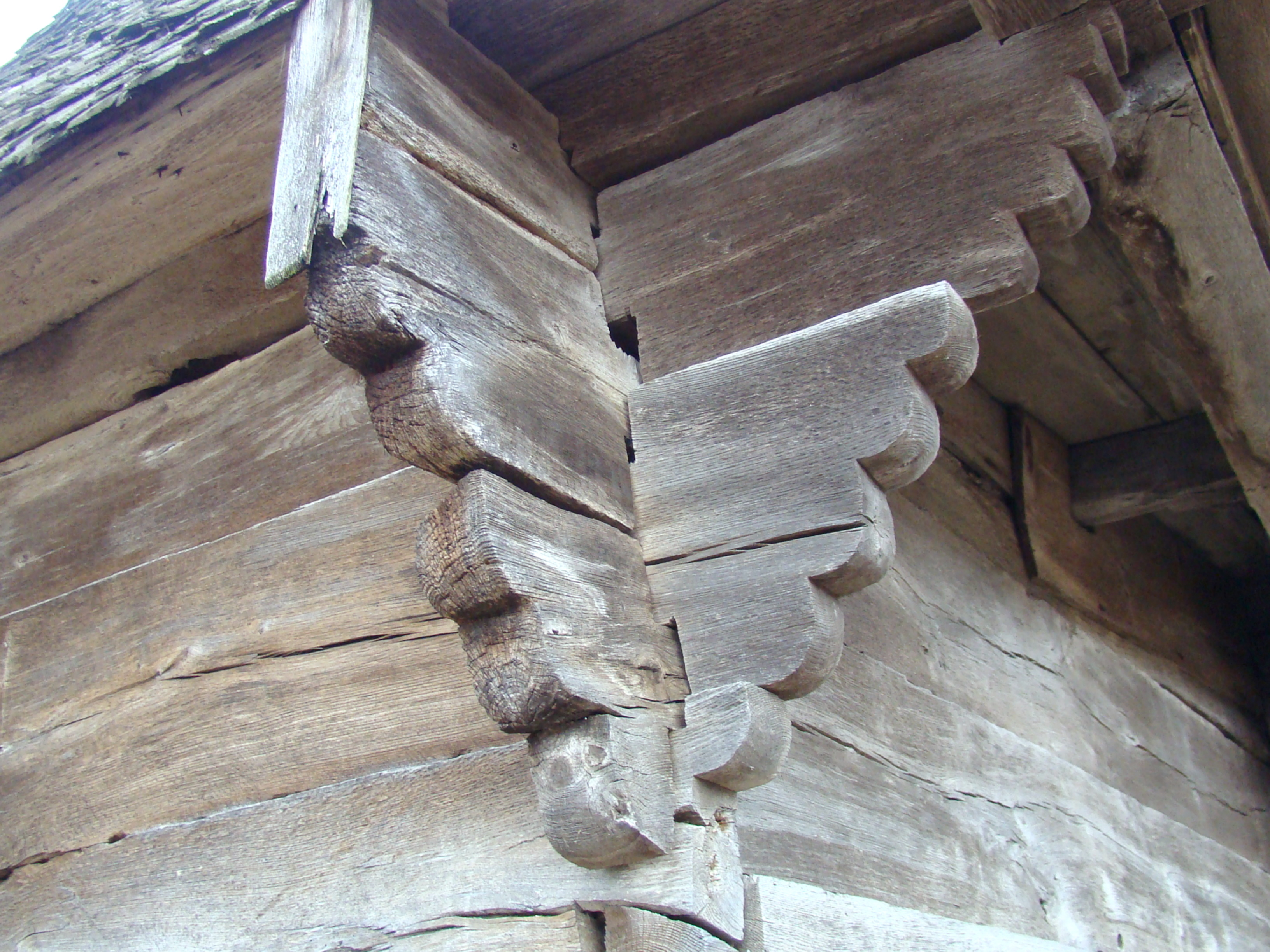
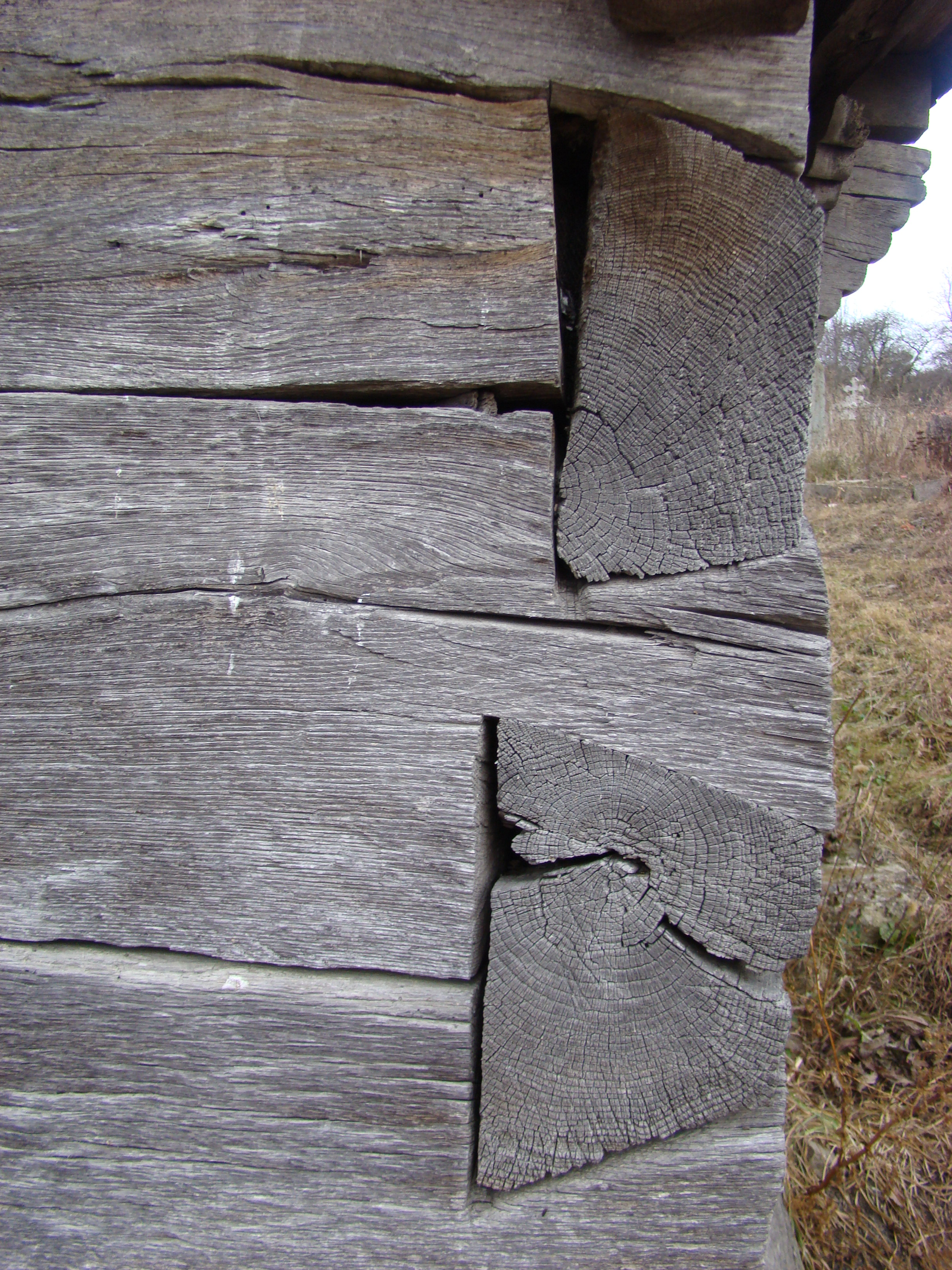
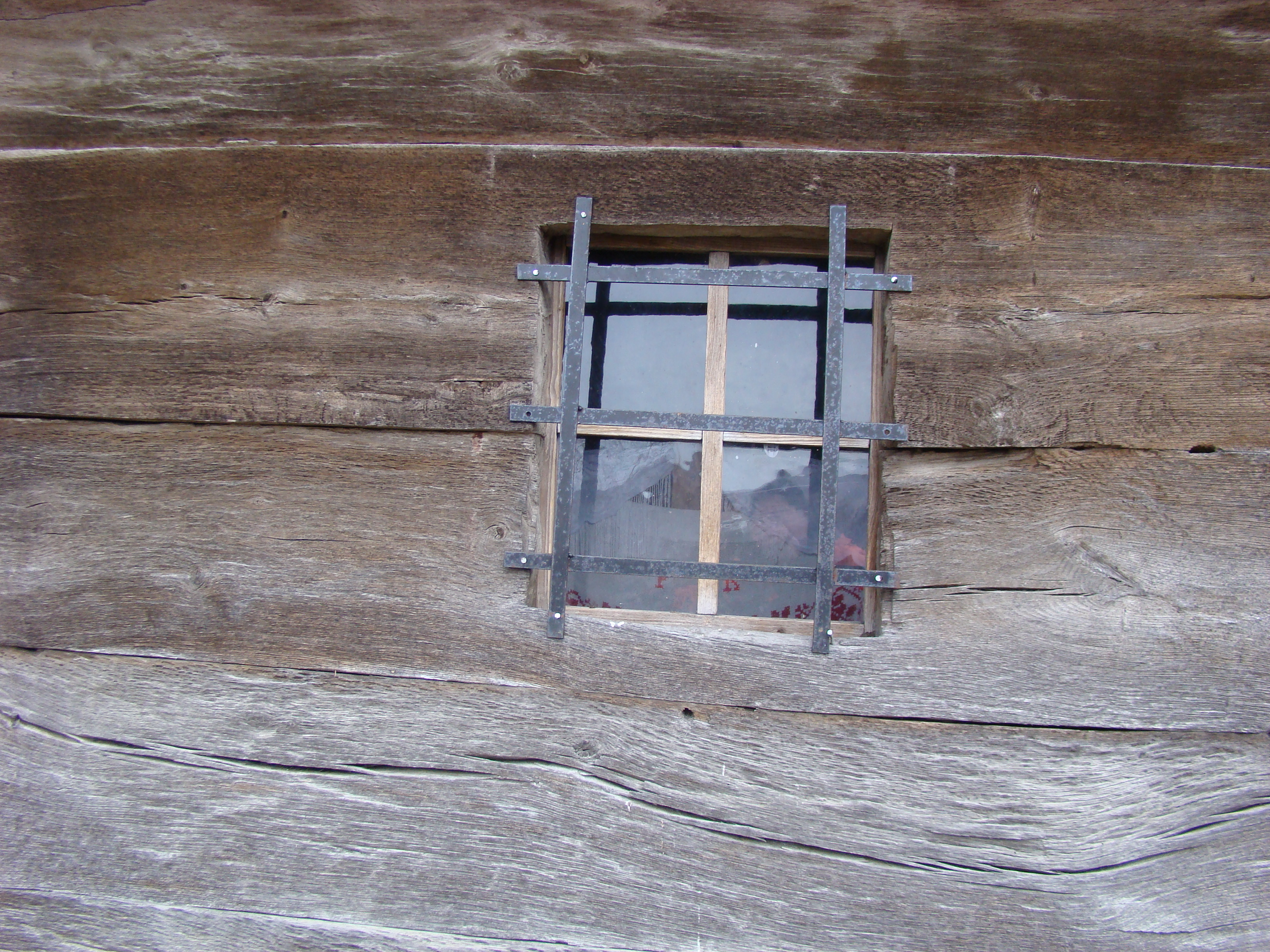
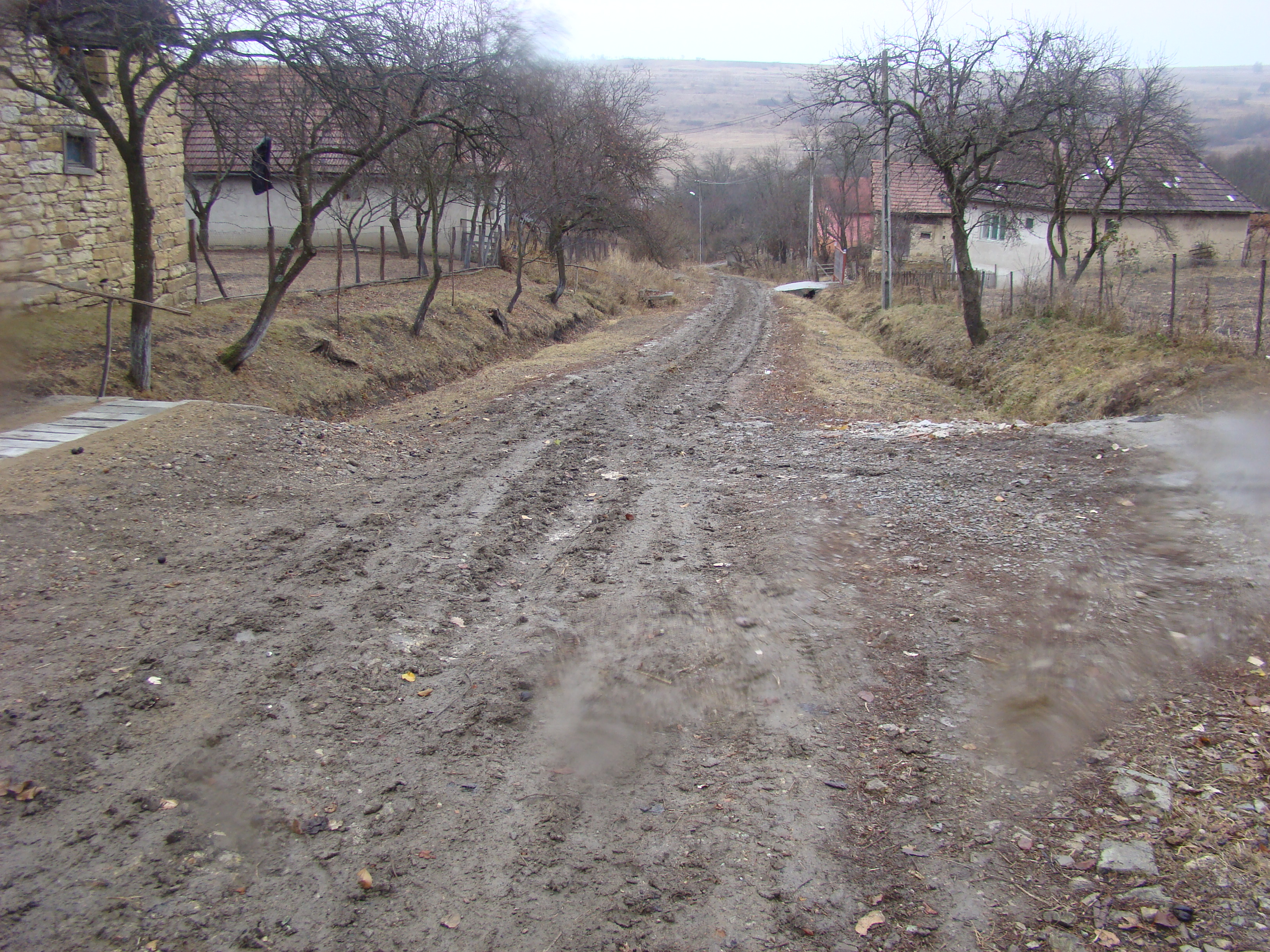

## Imagini din interior

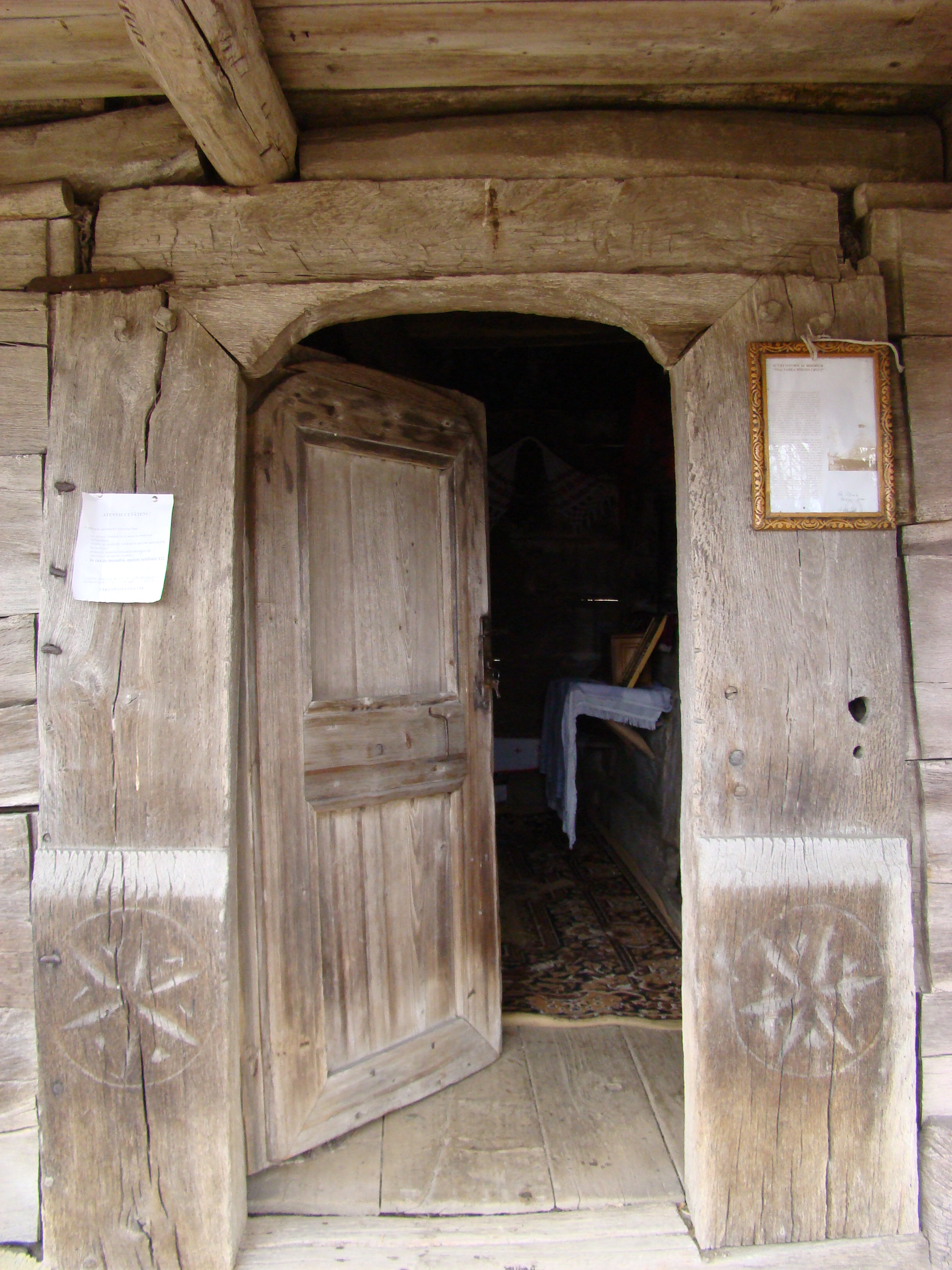
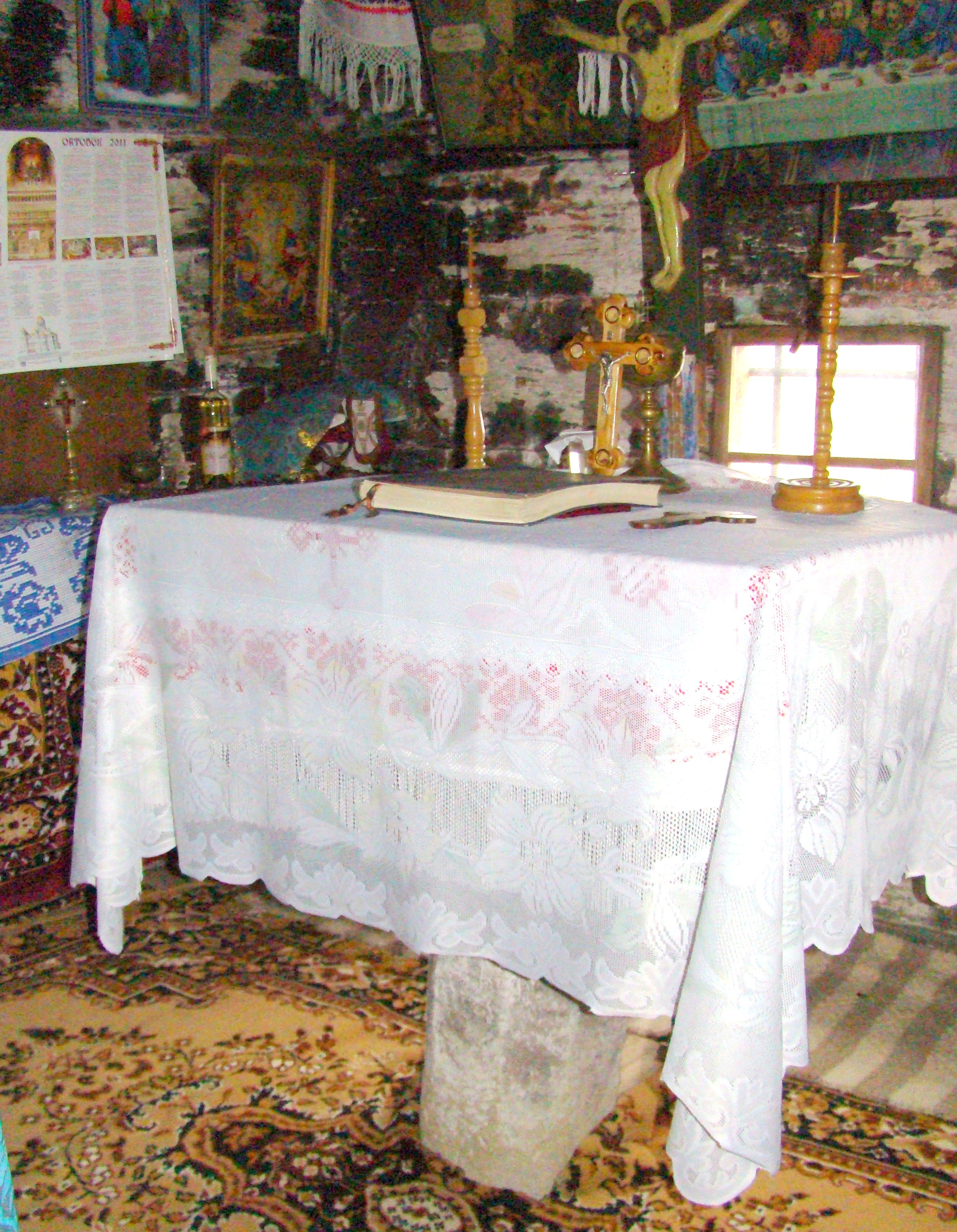
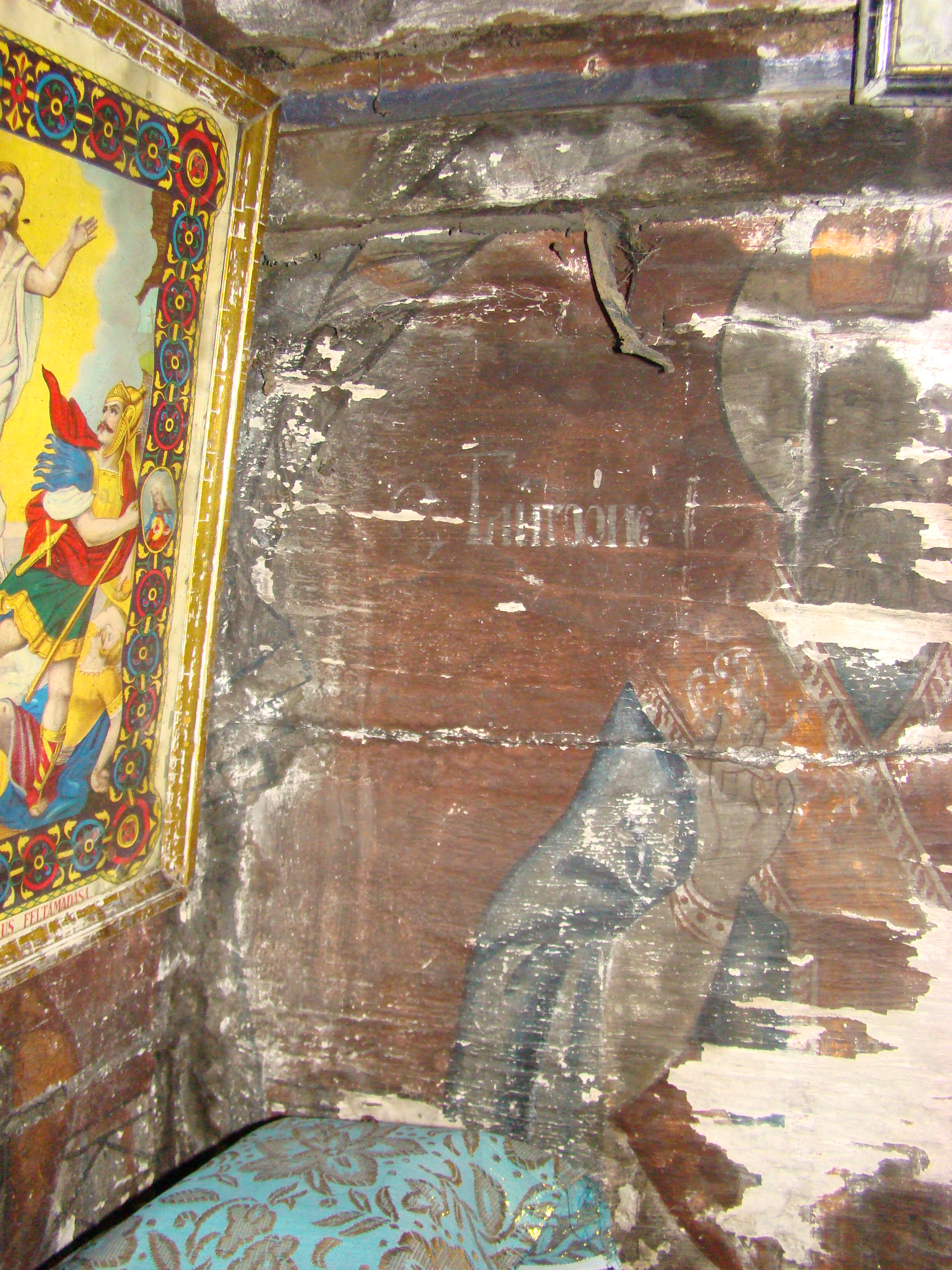
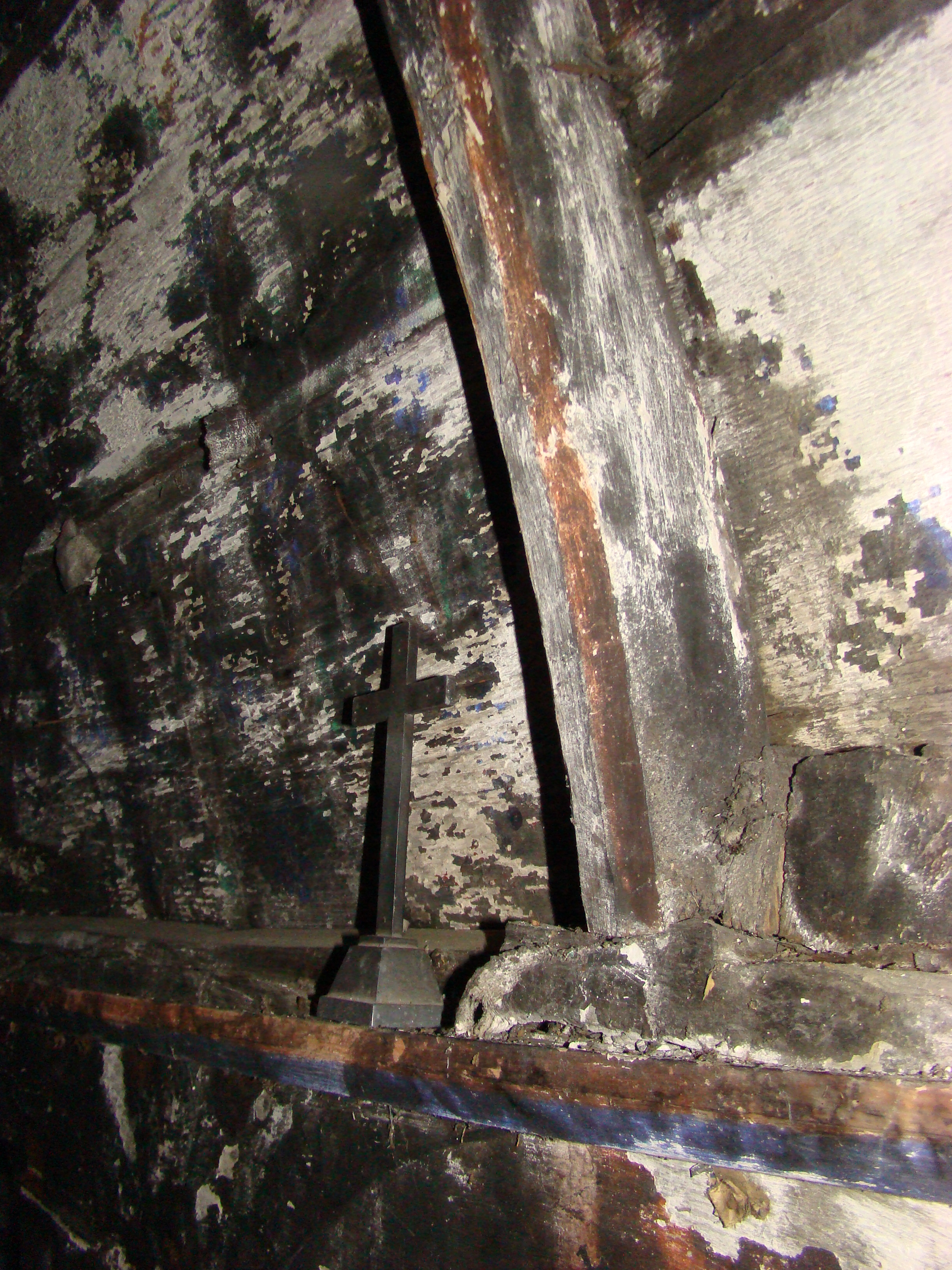
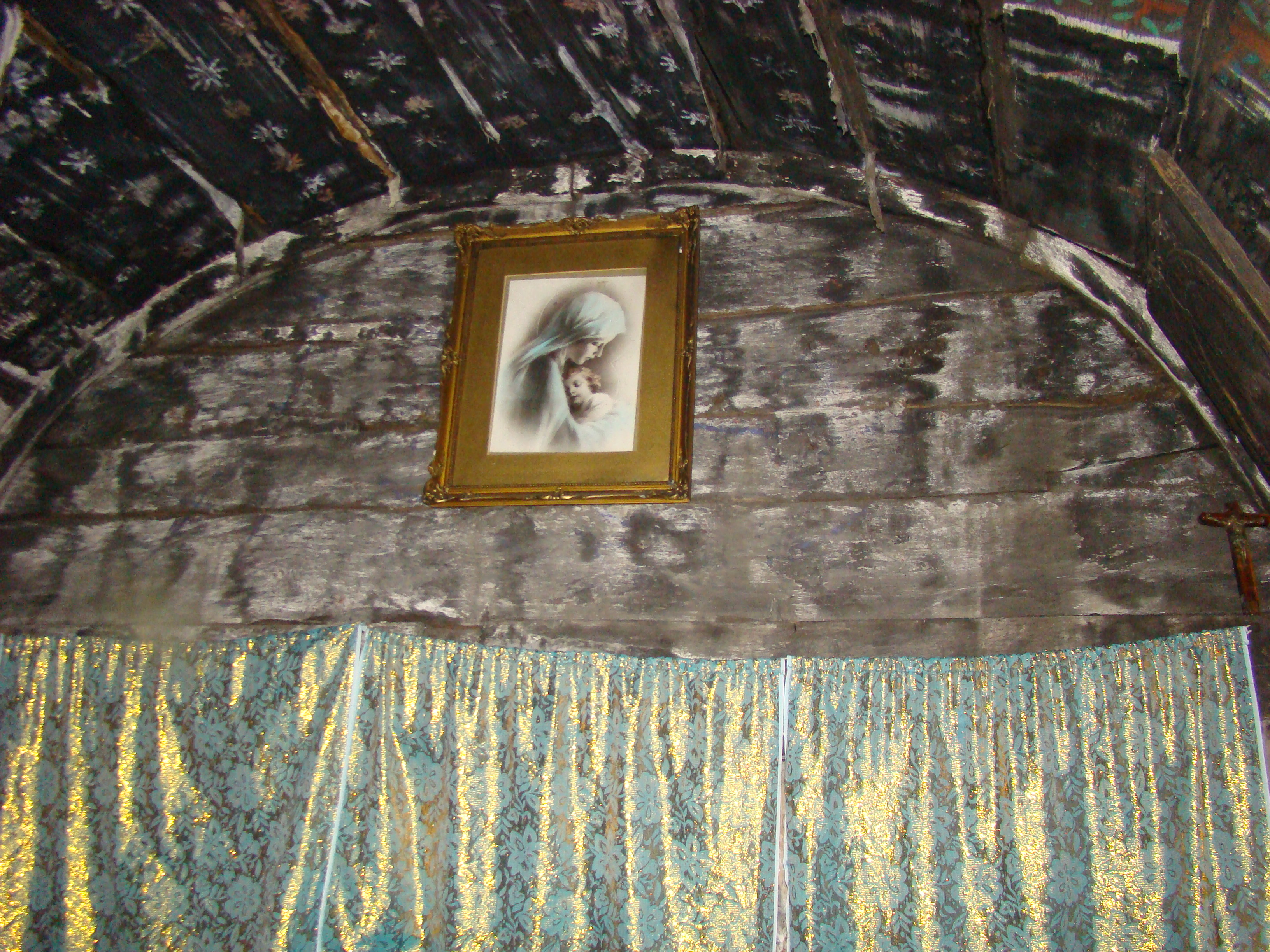
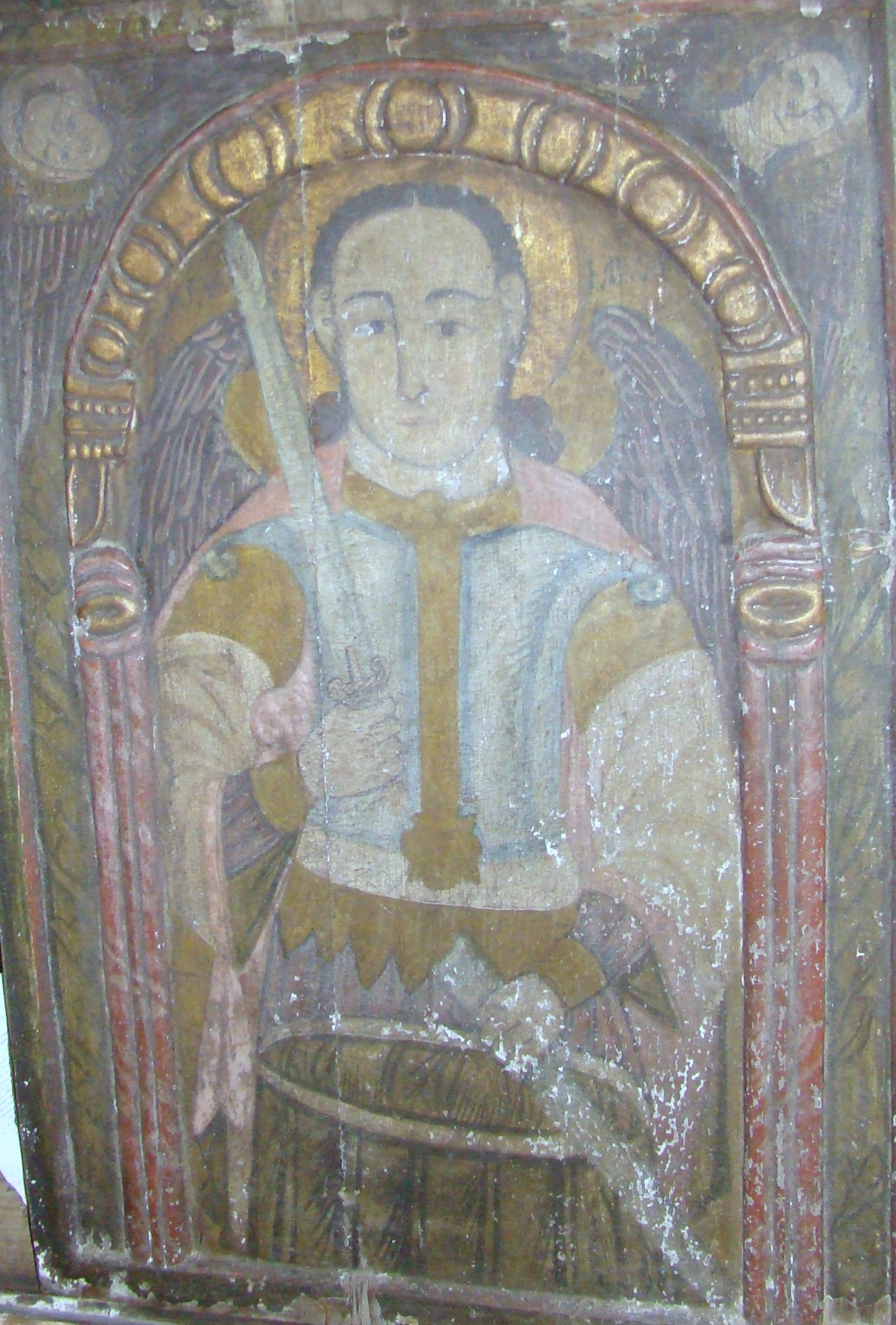
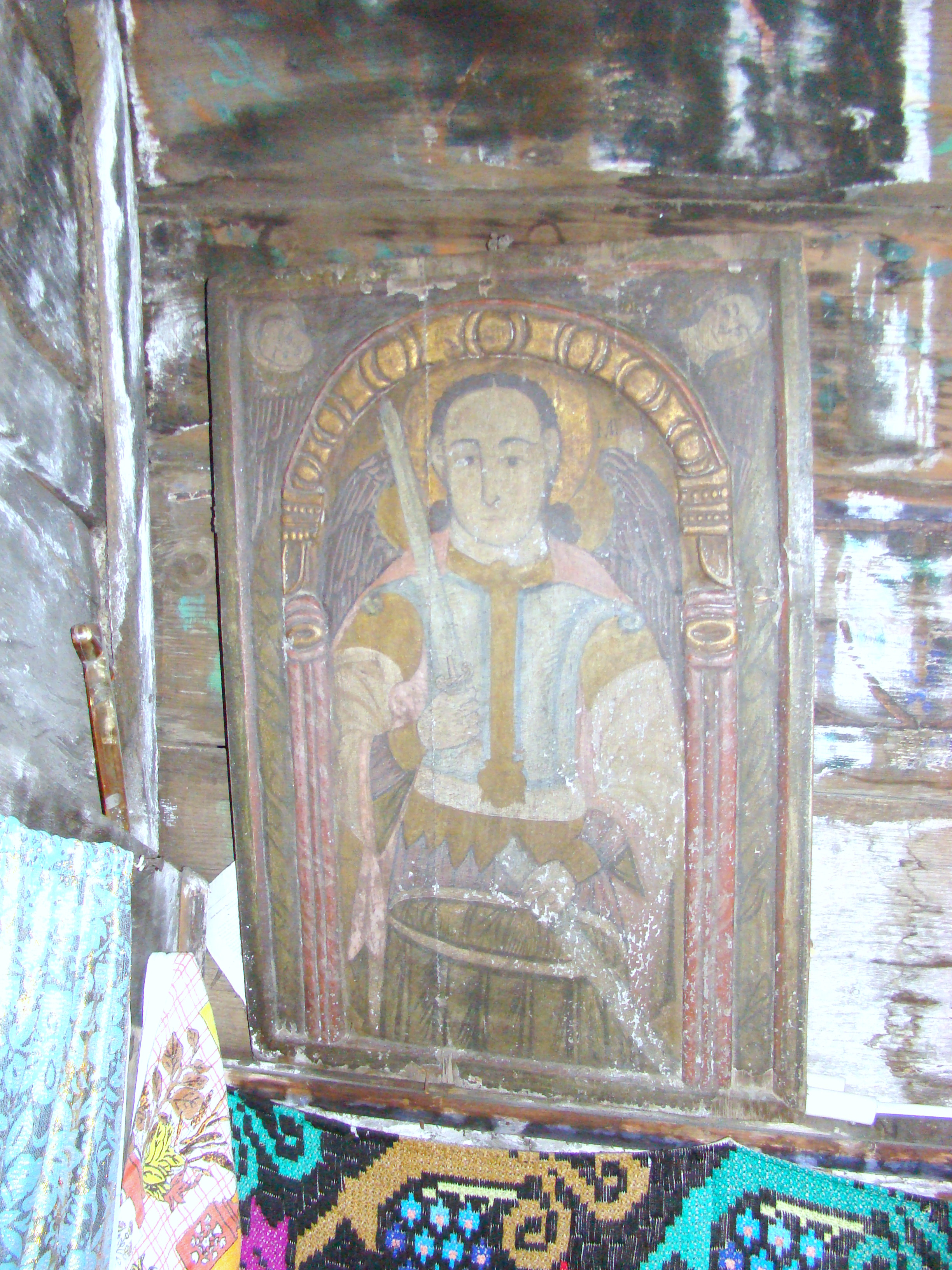
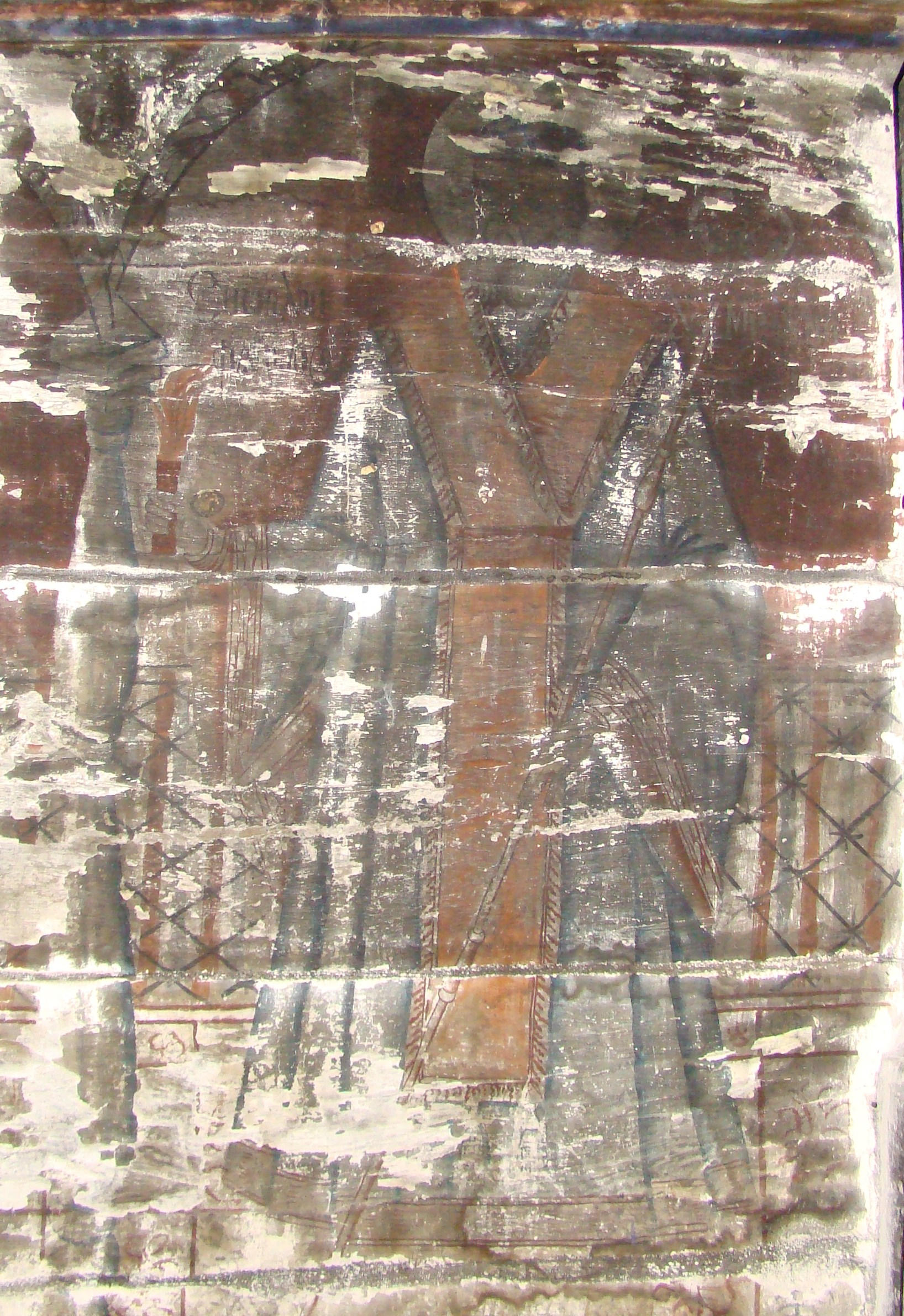
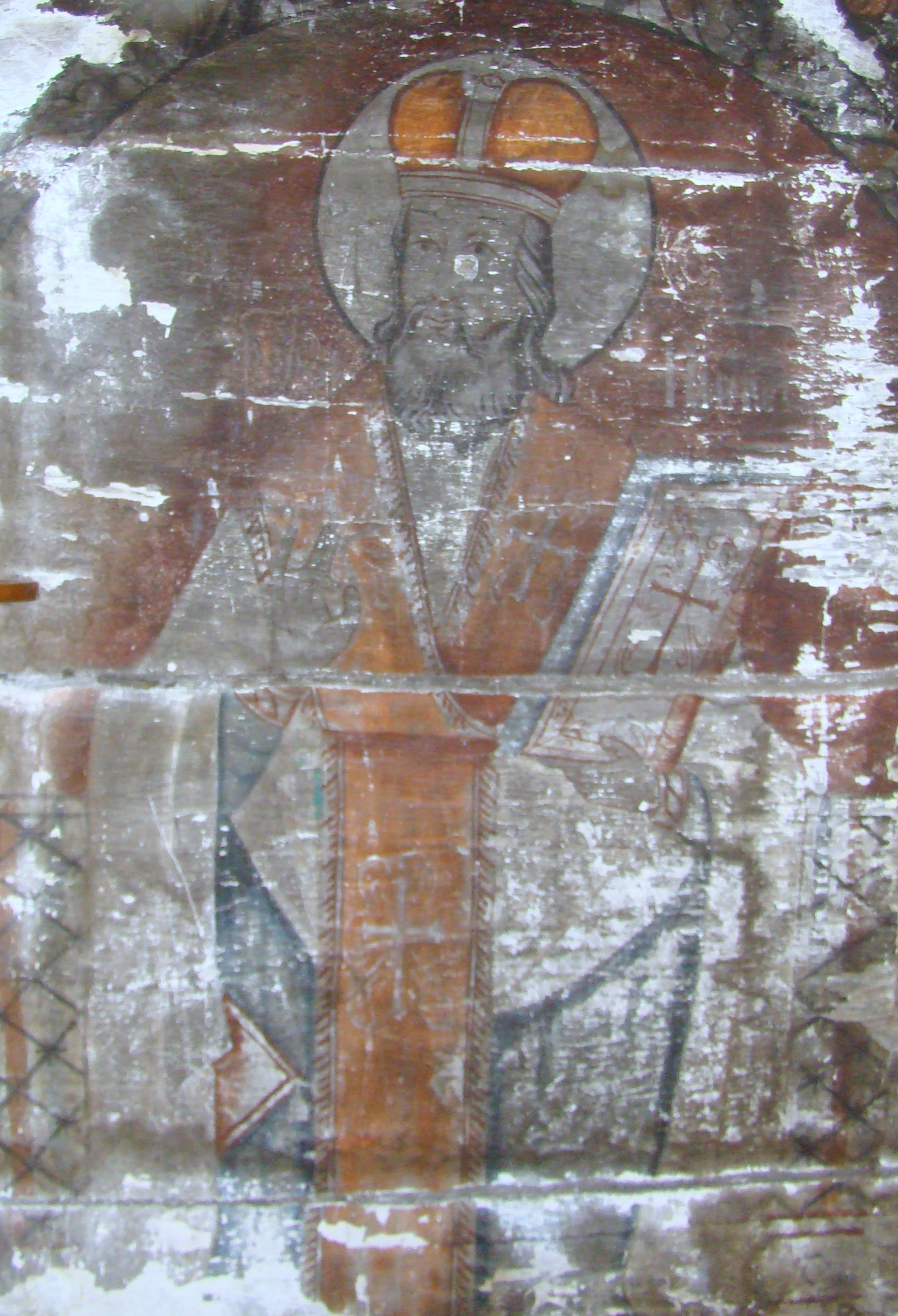
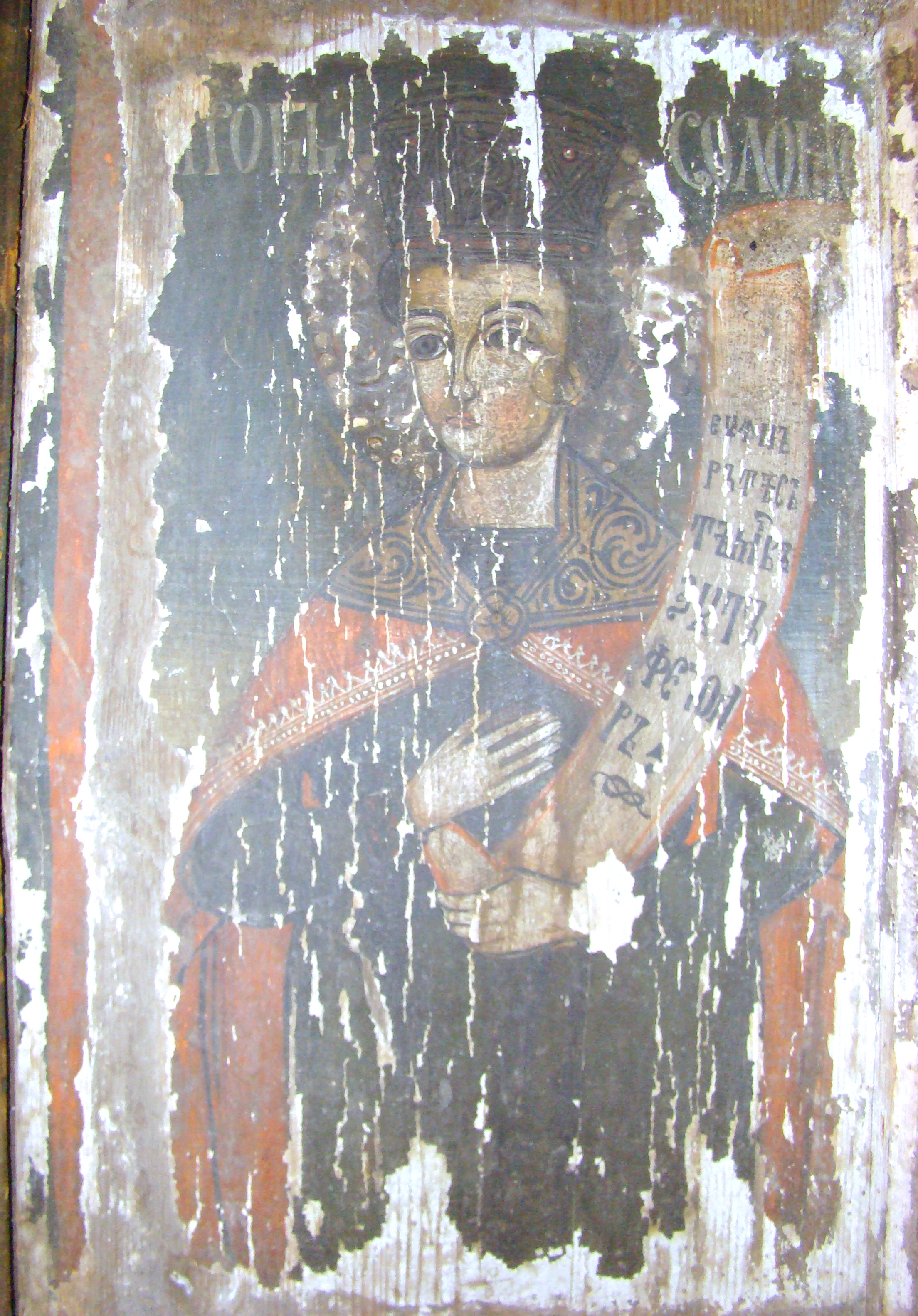
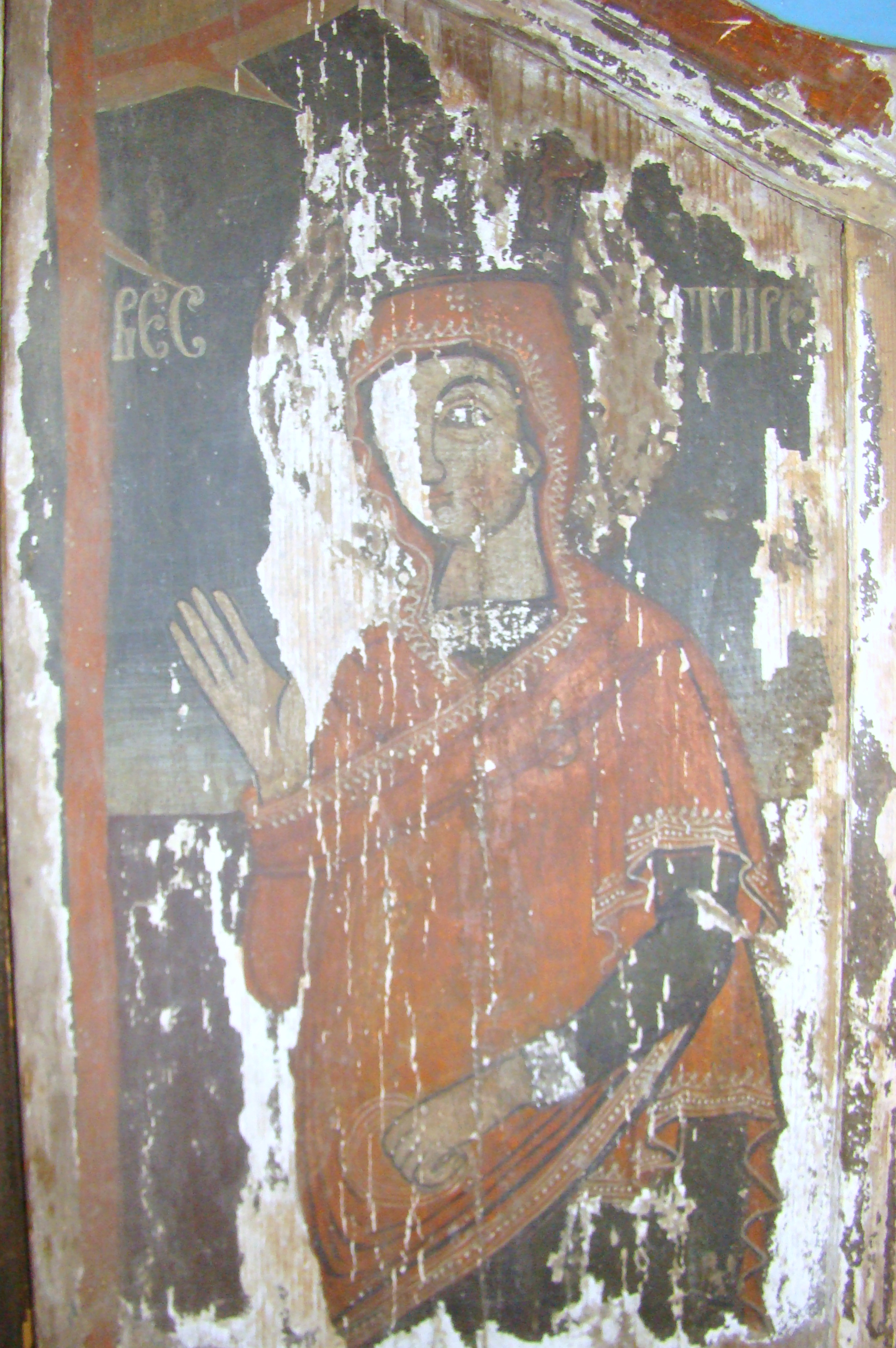
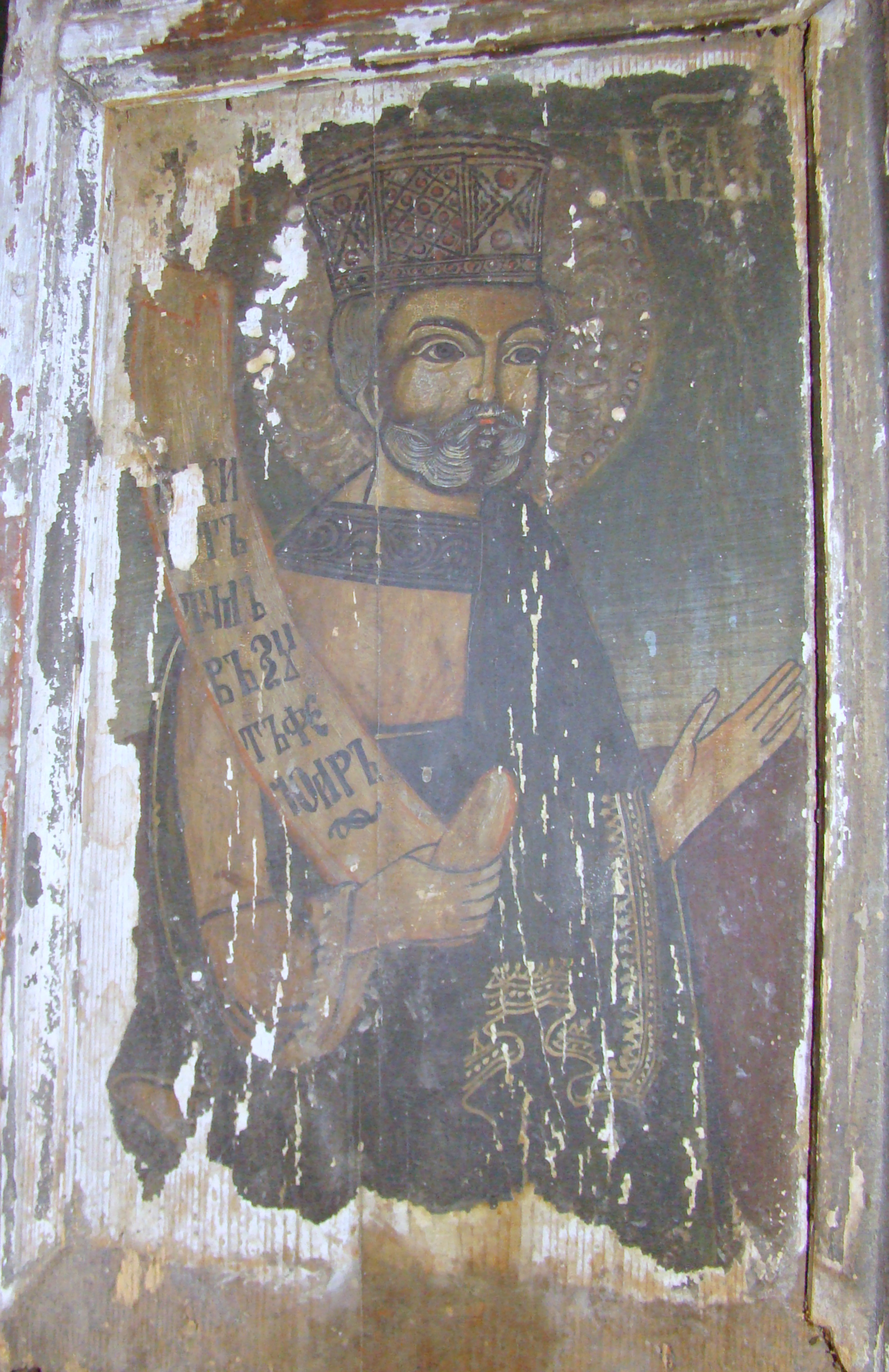
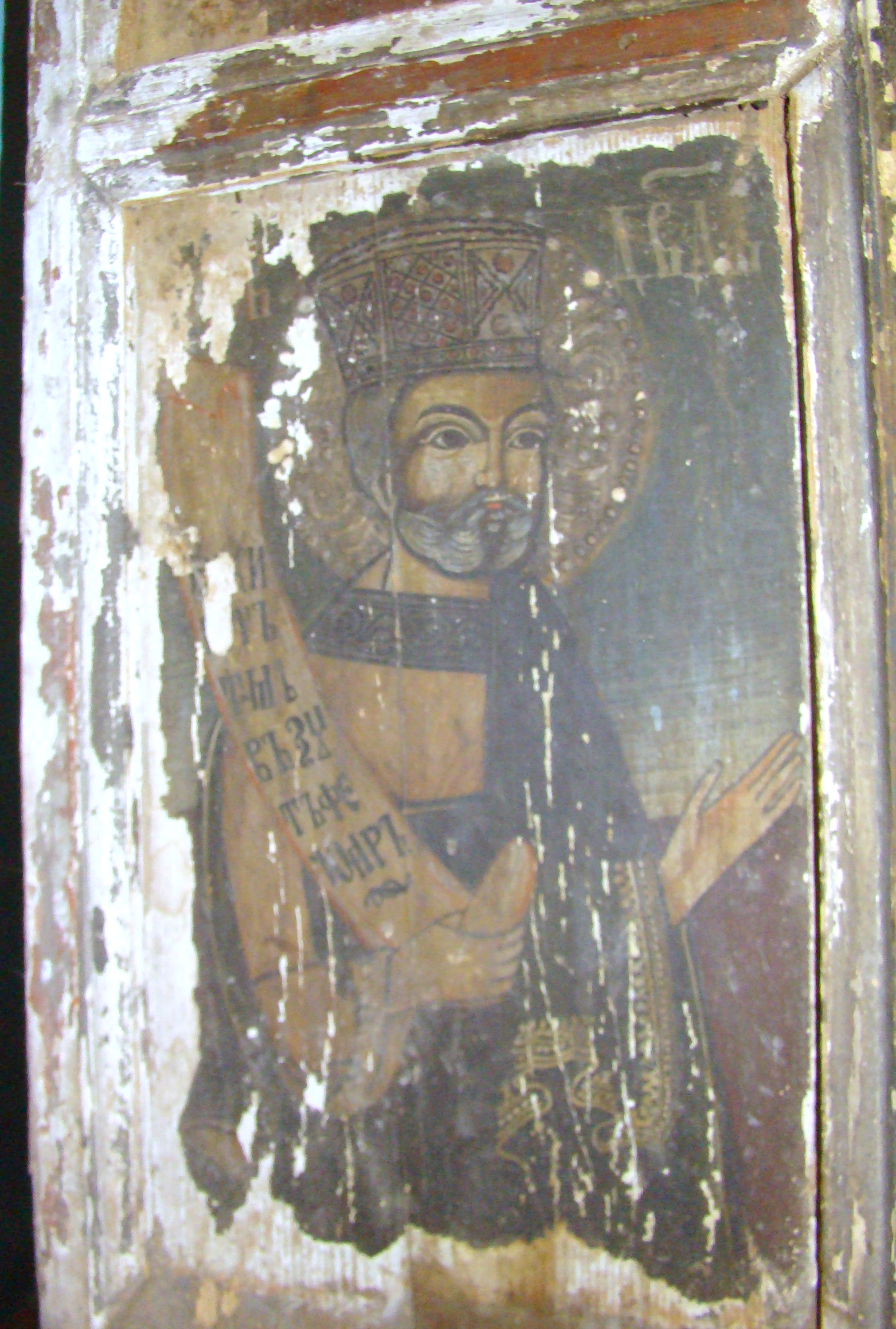
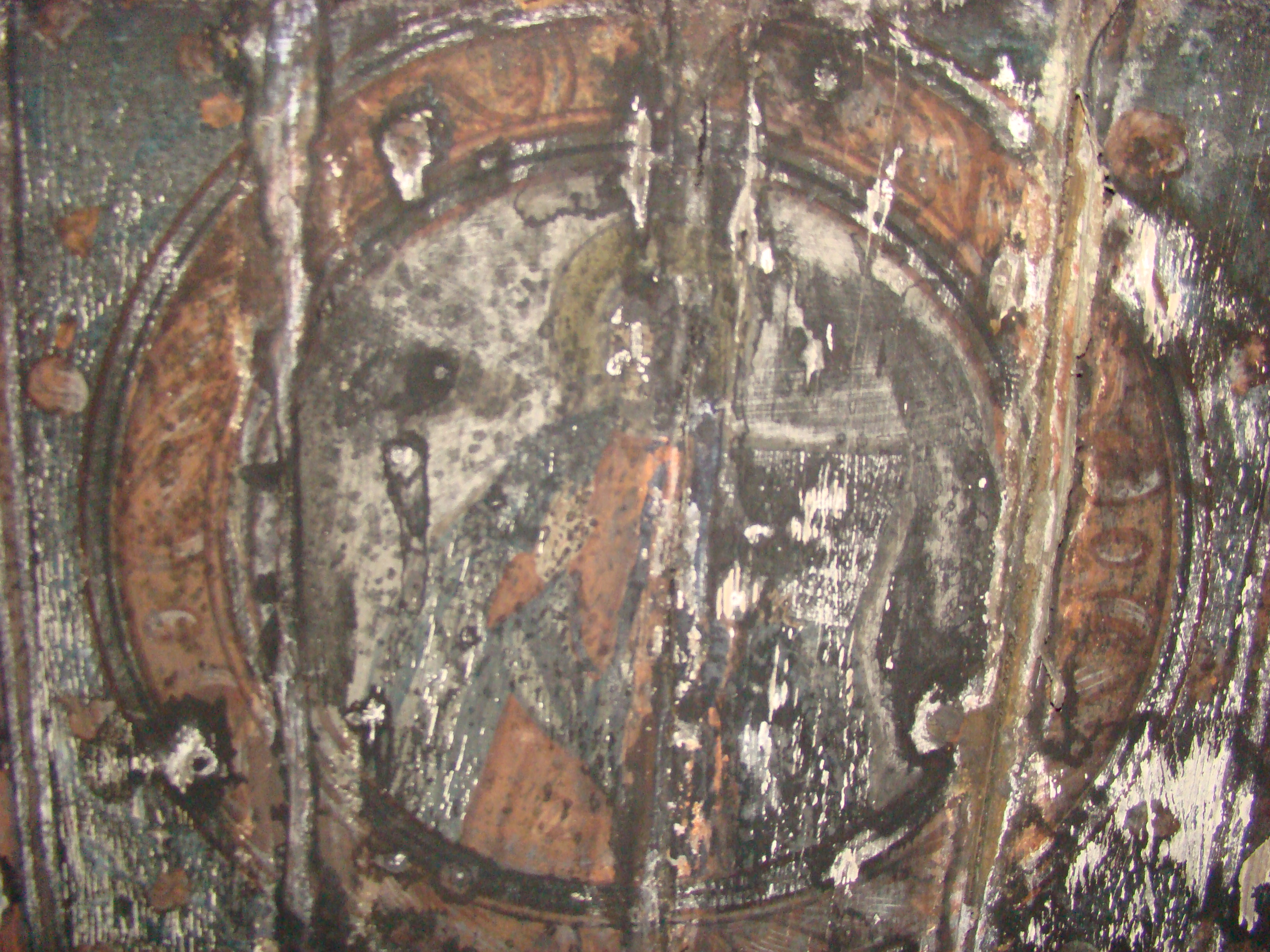
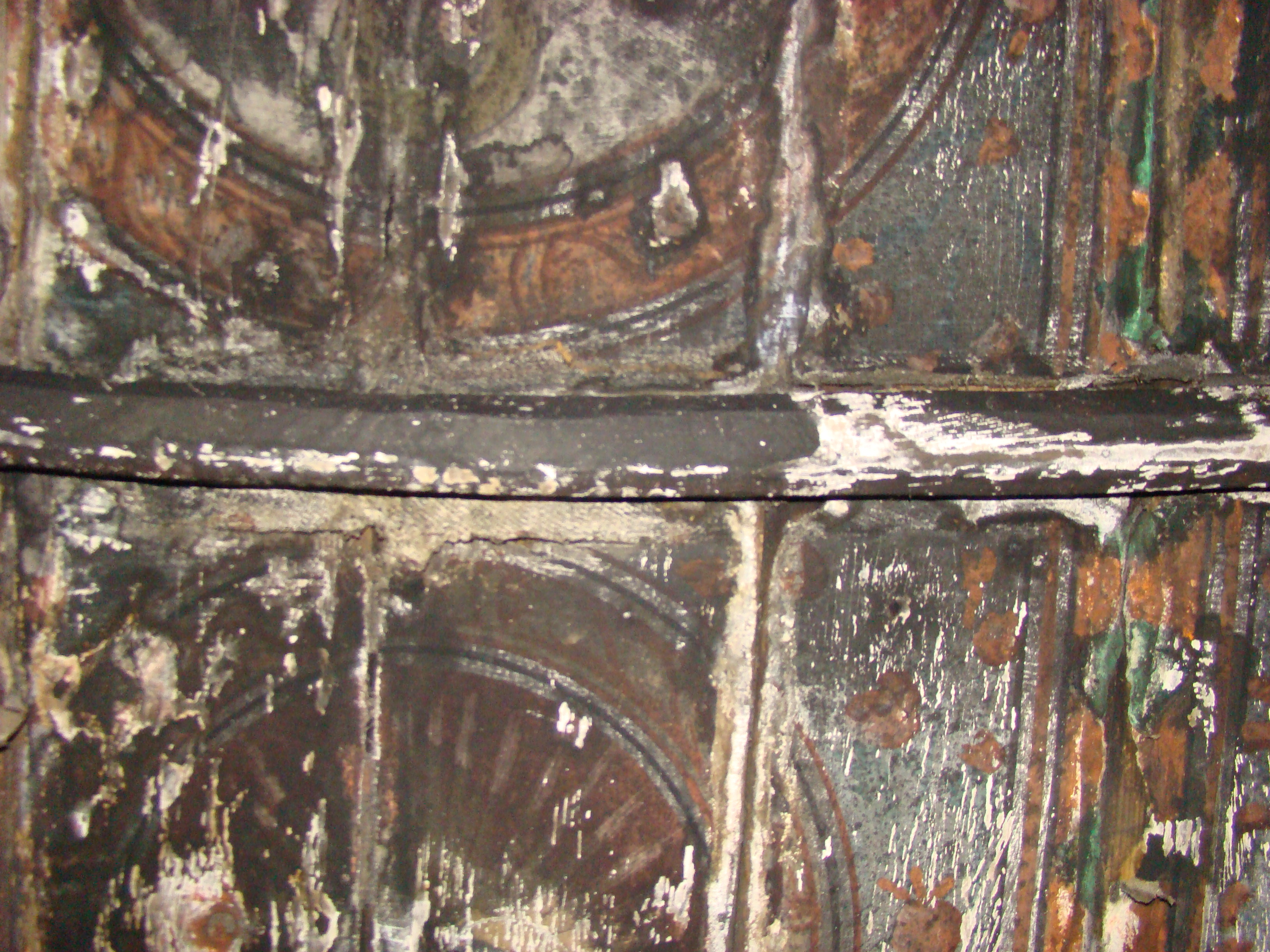
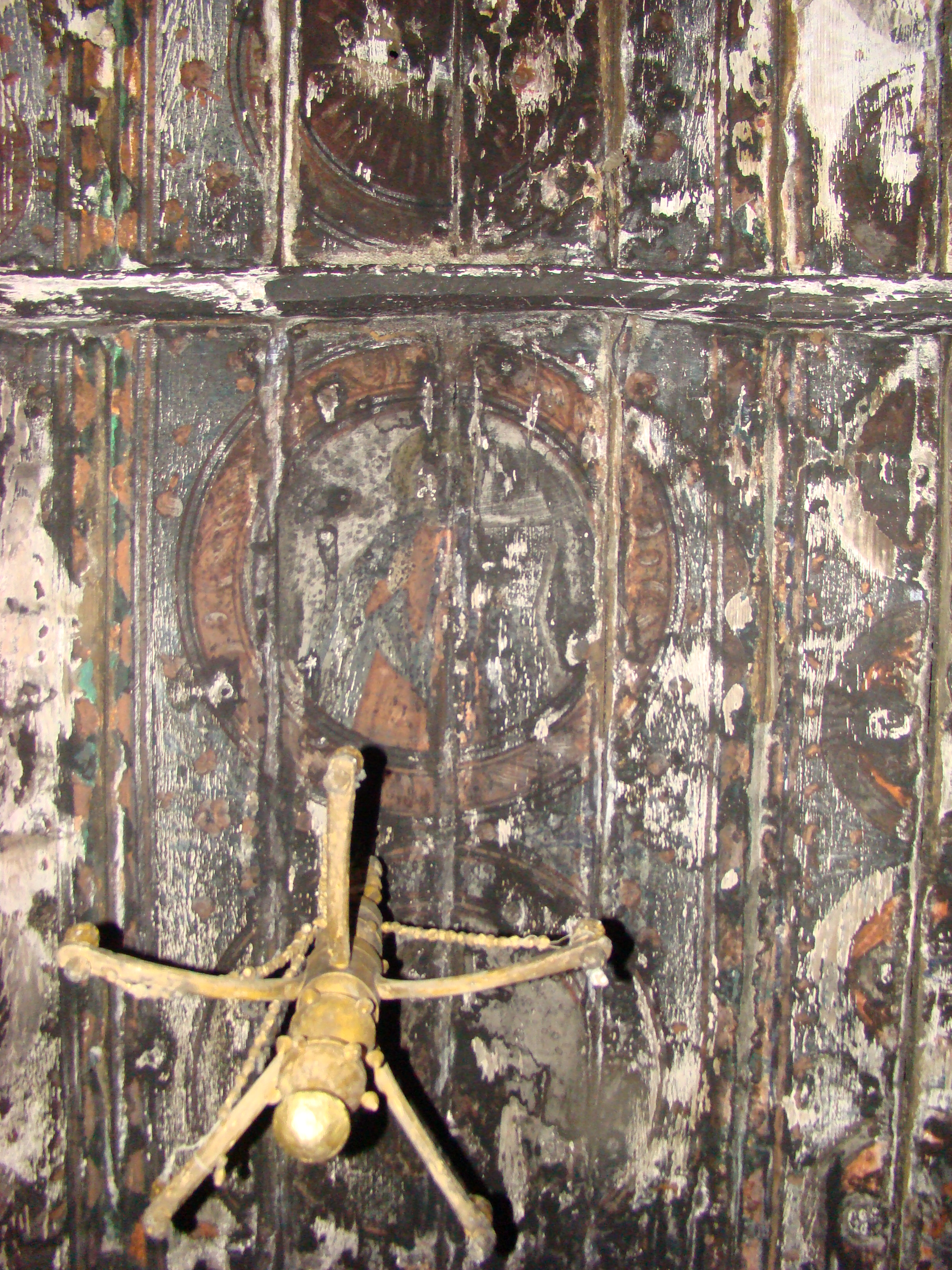
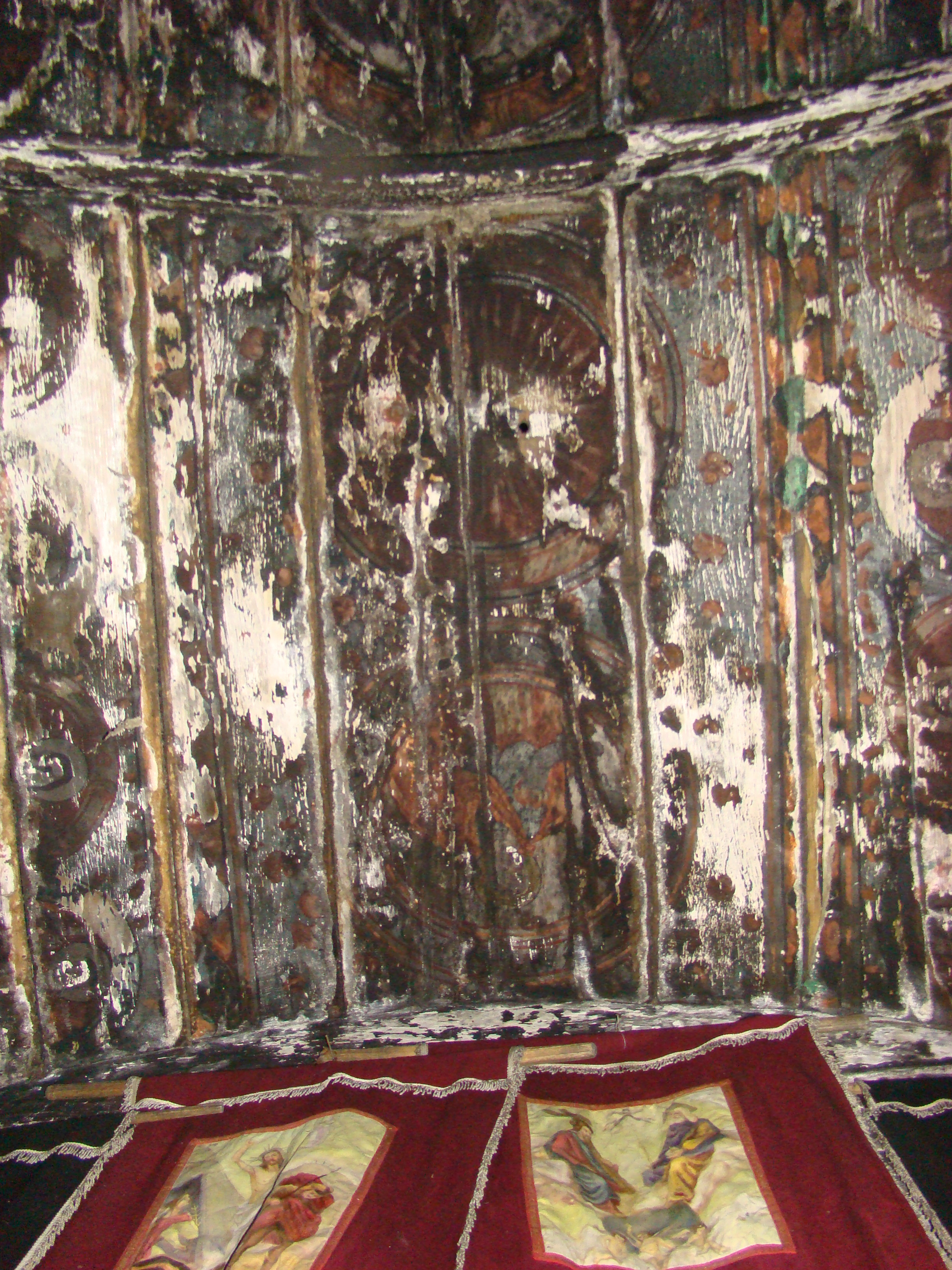
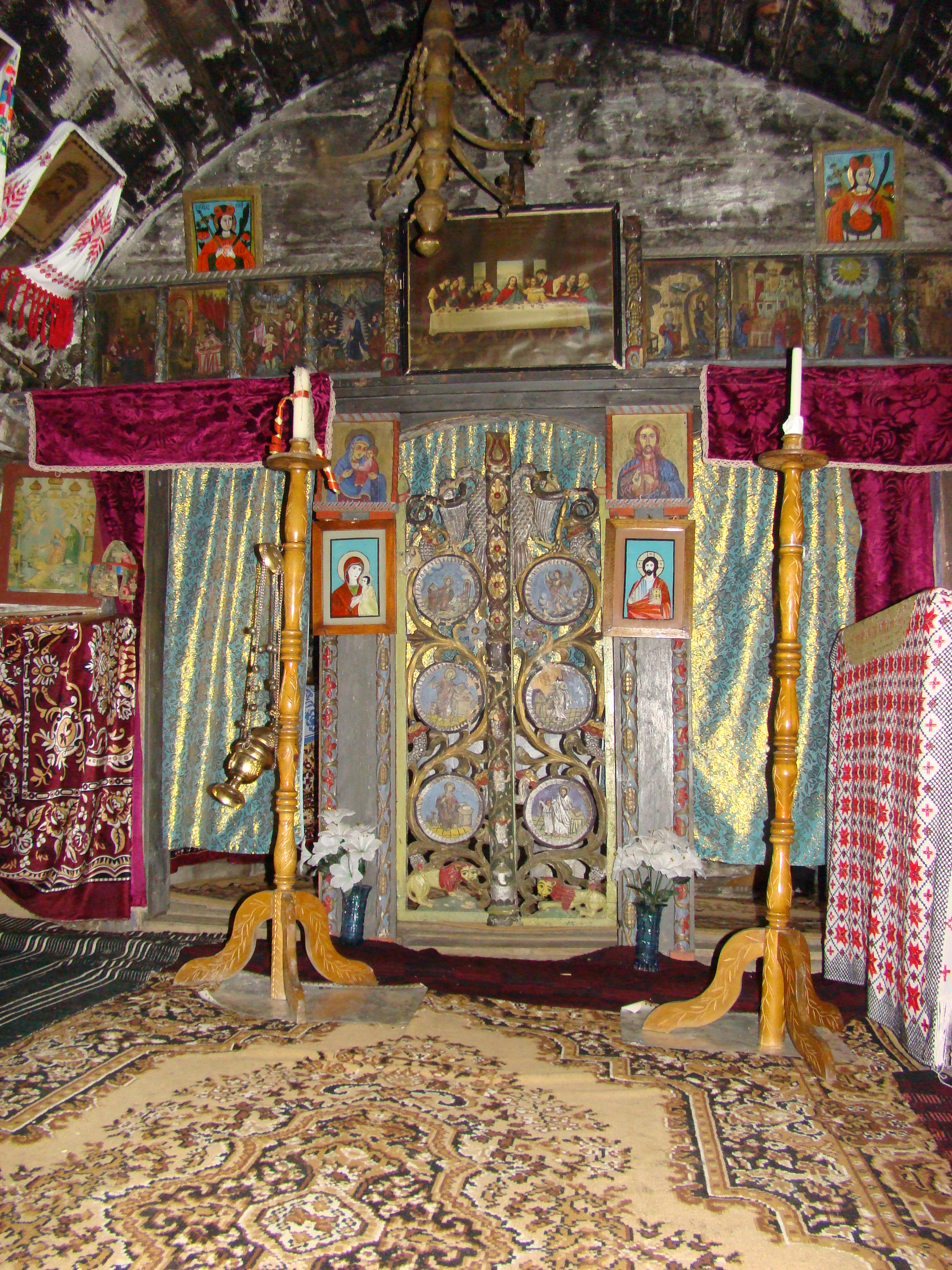
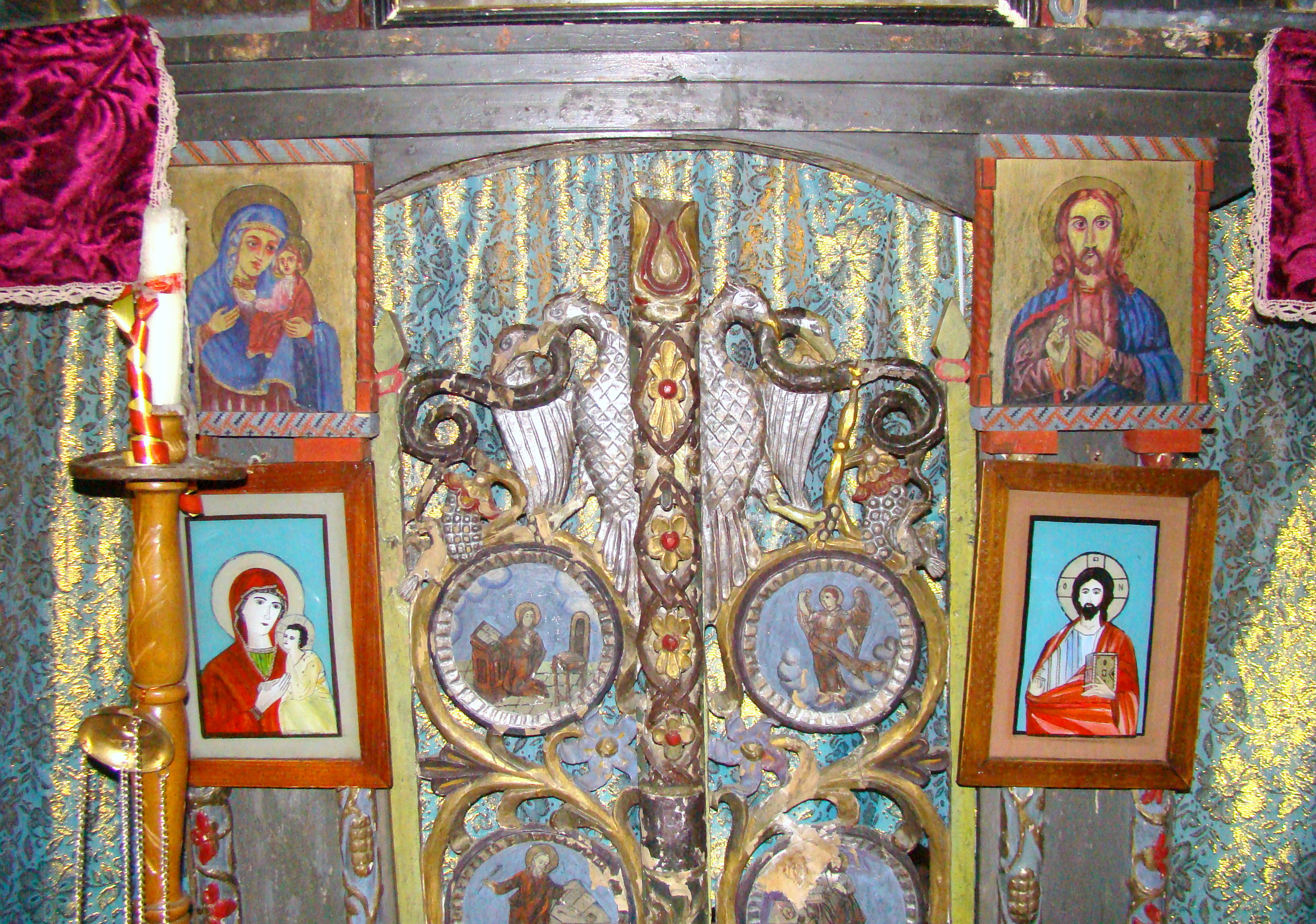
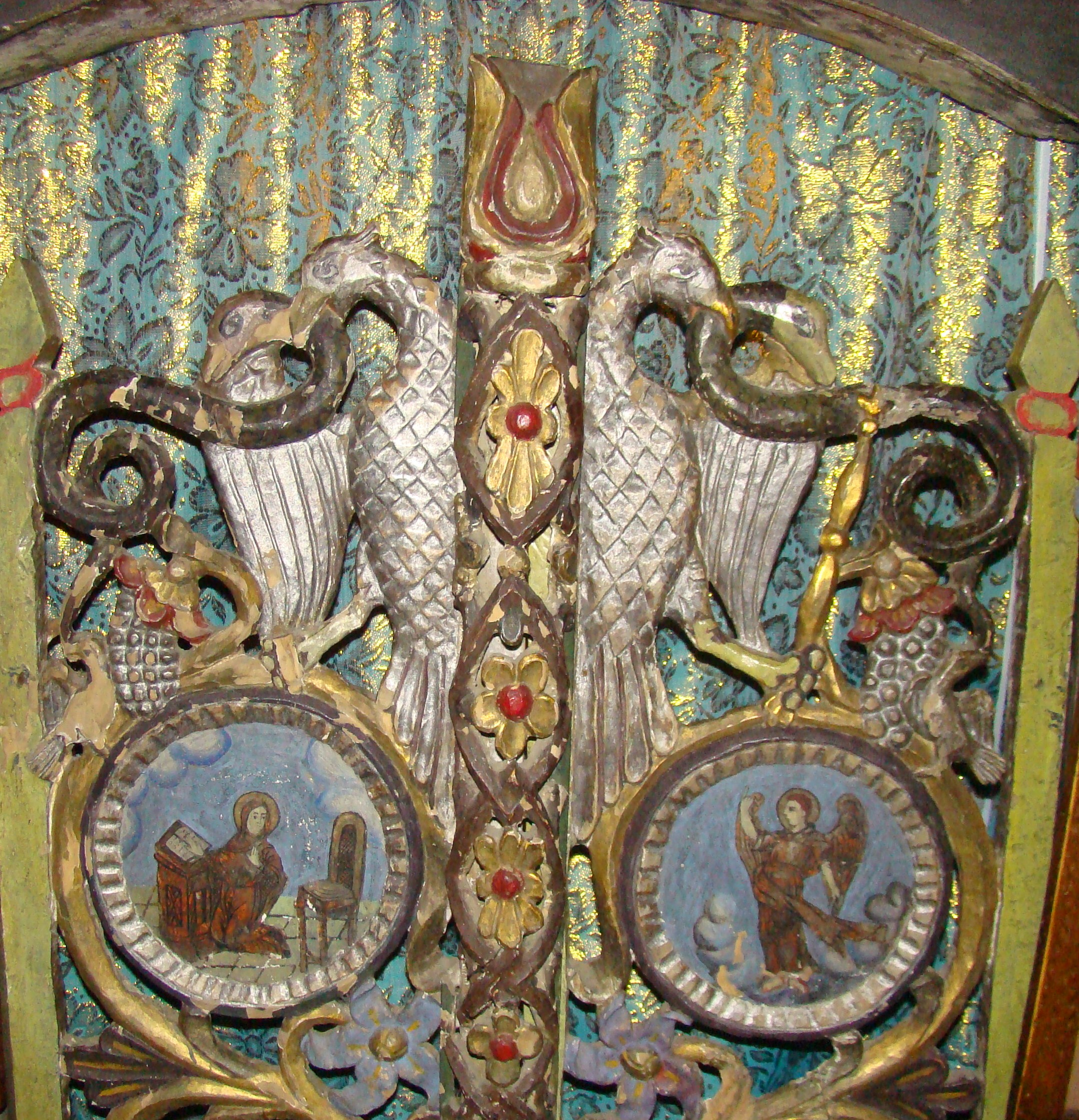
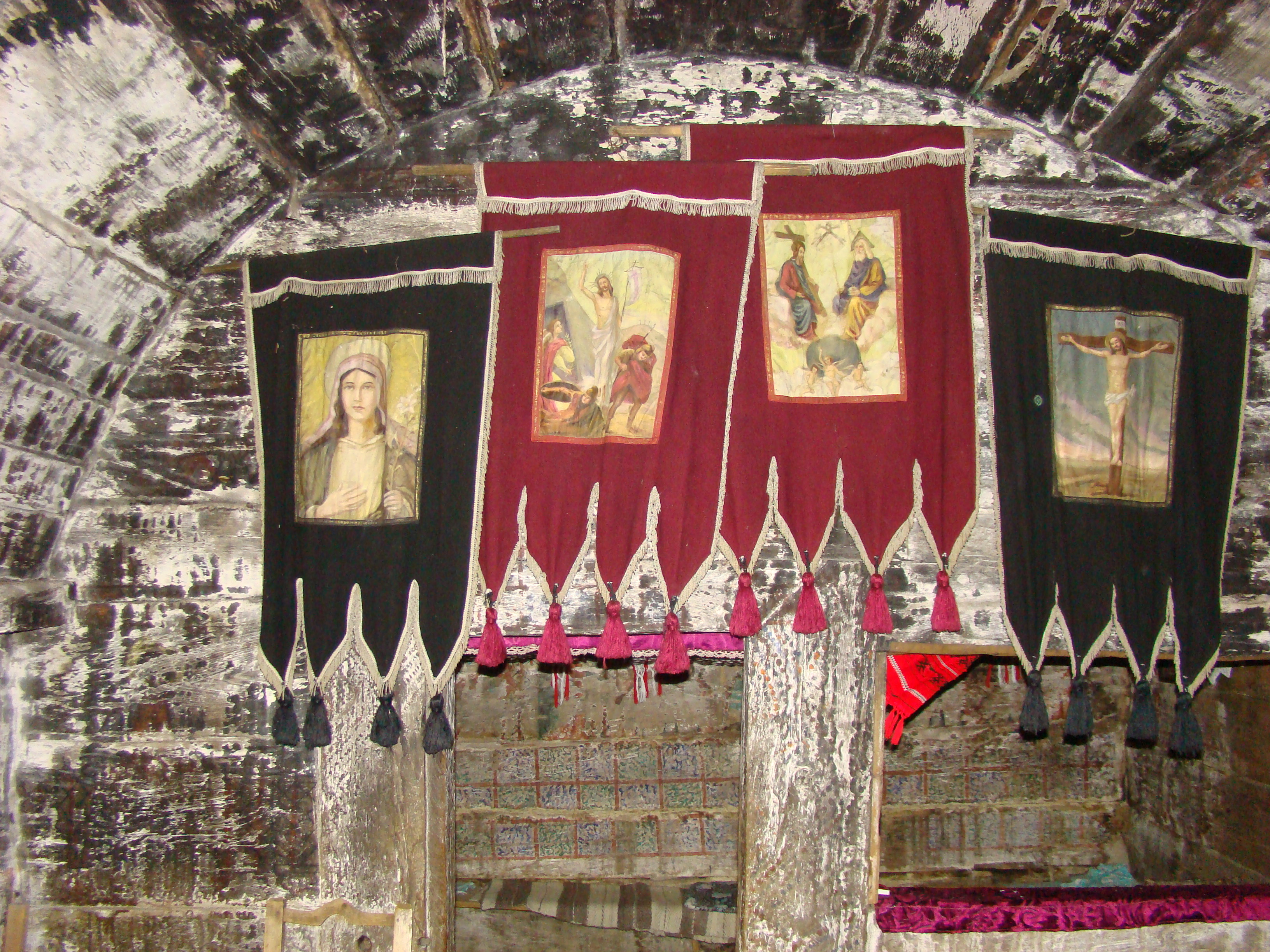
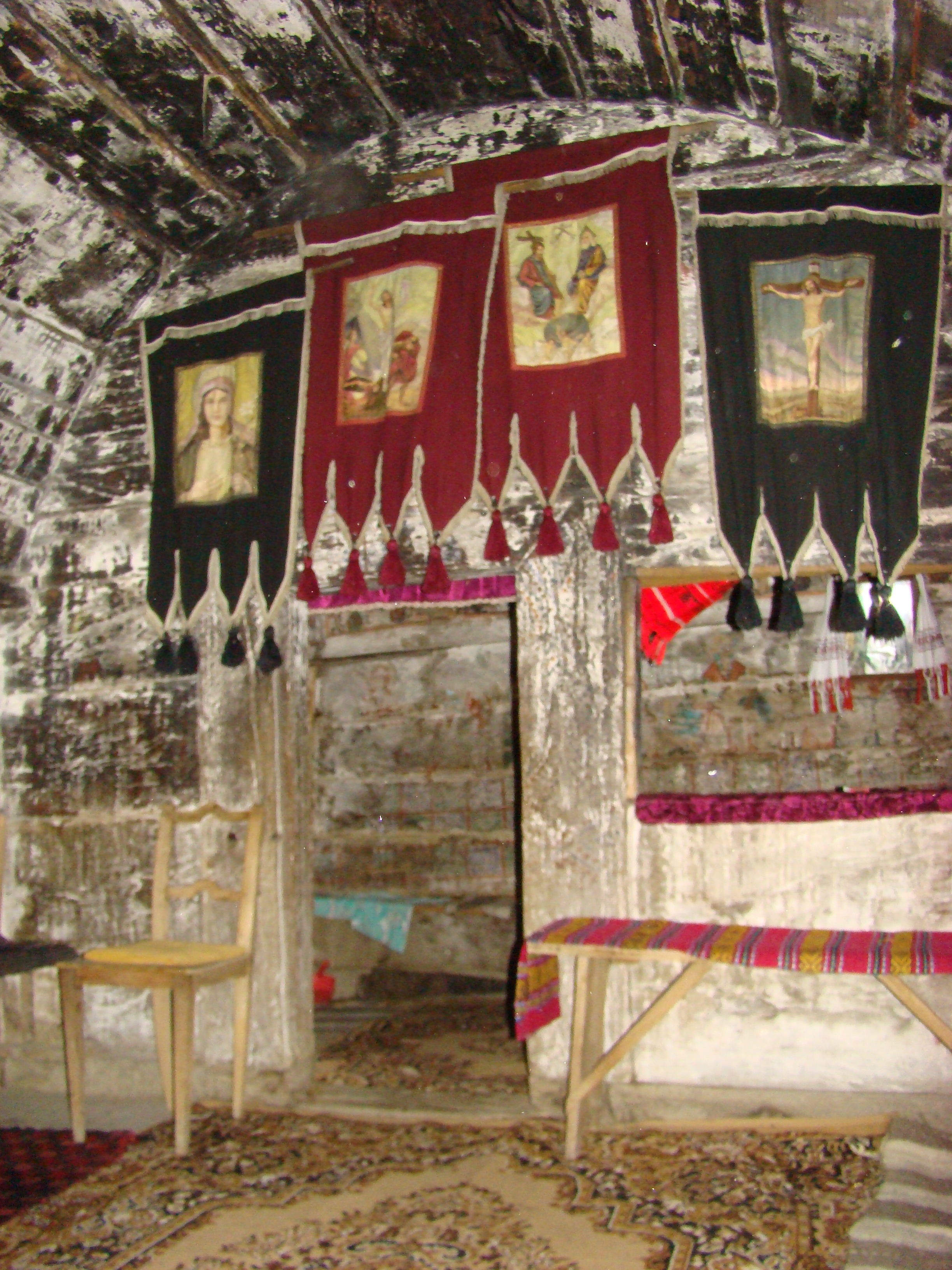
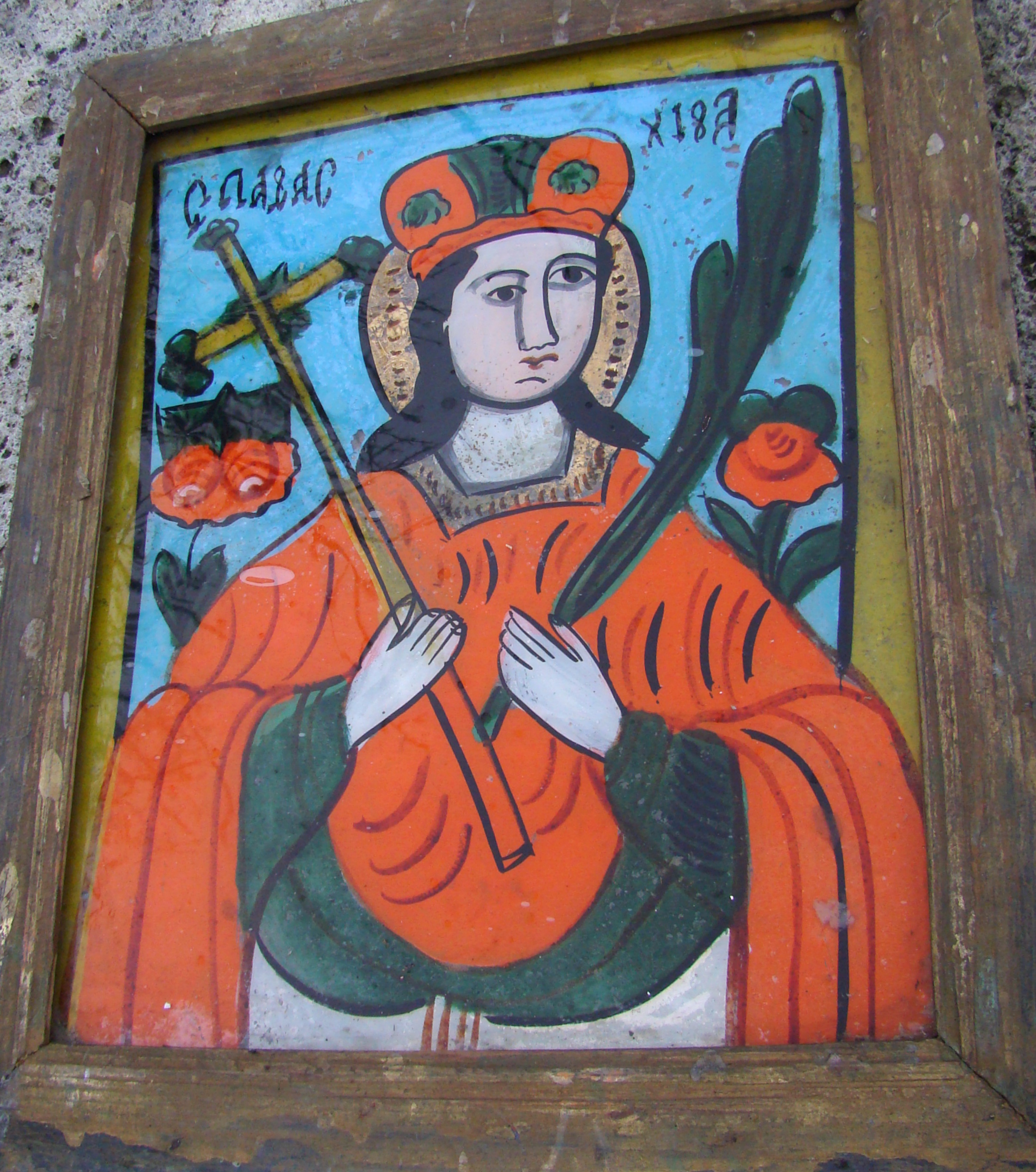
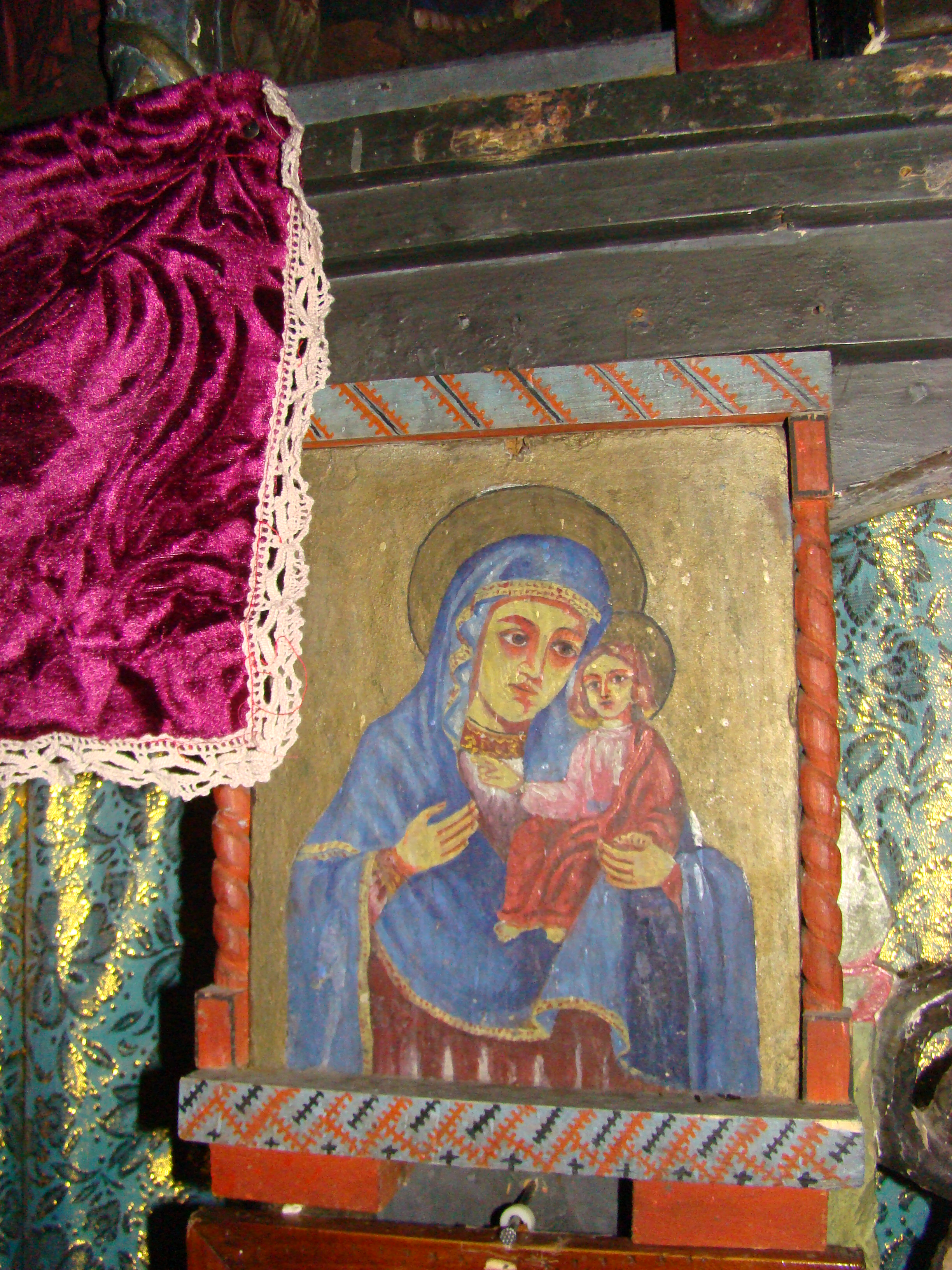
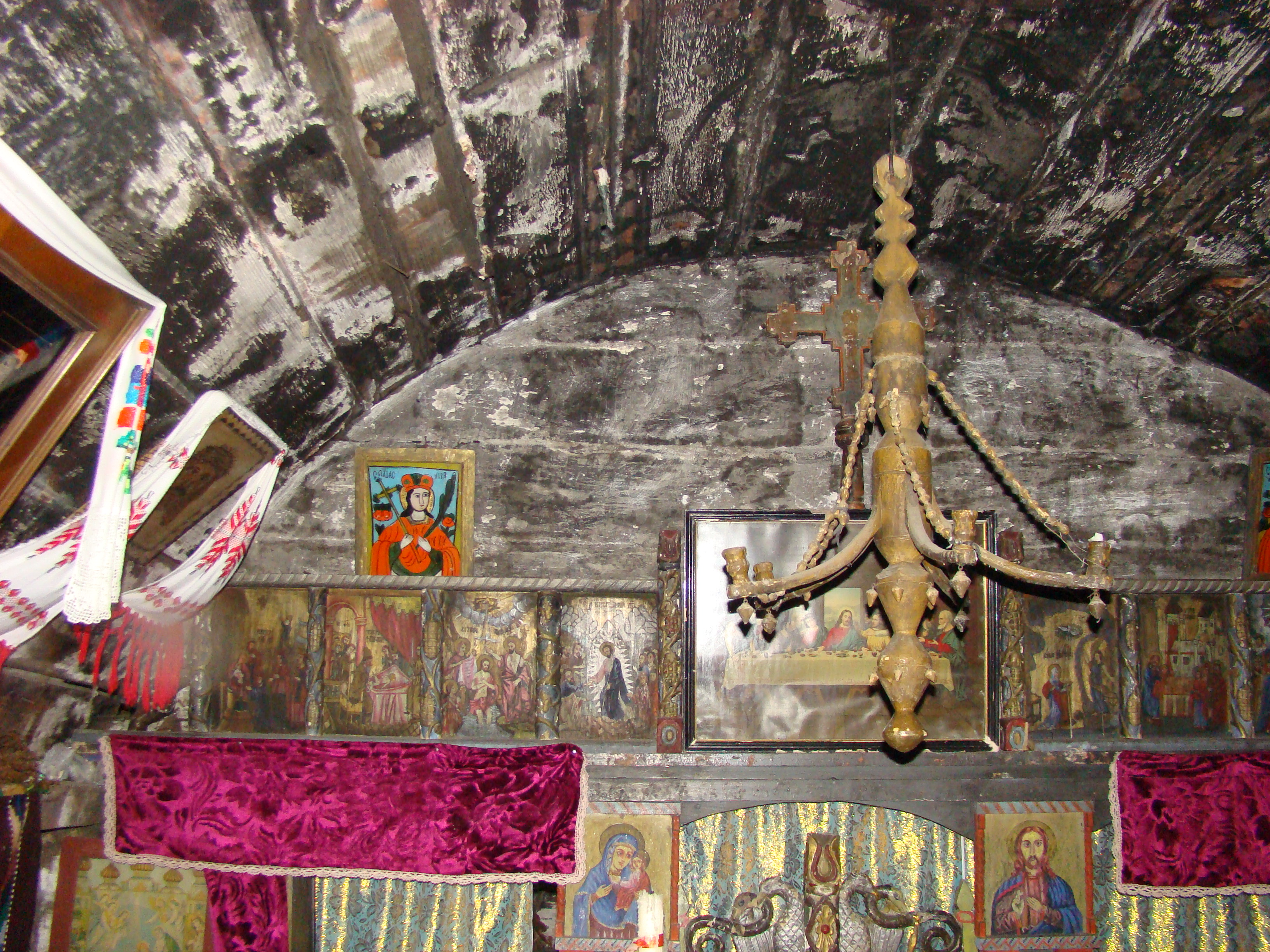
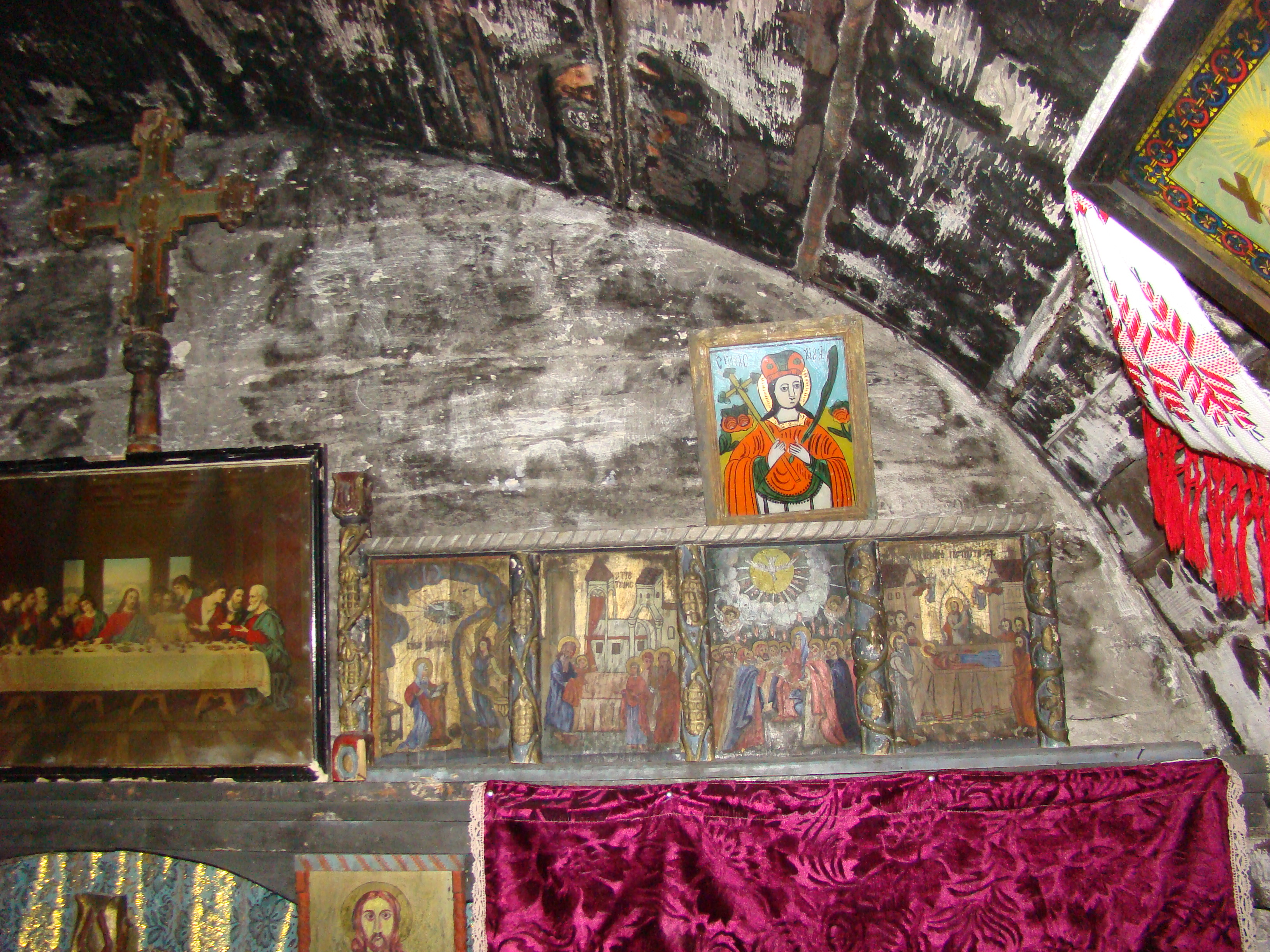
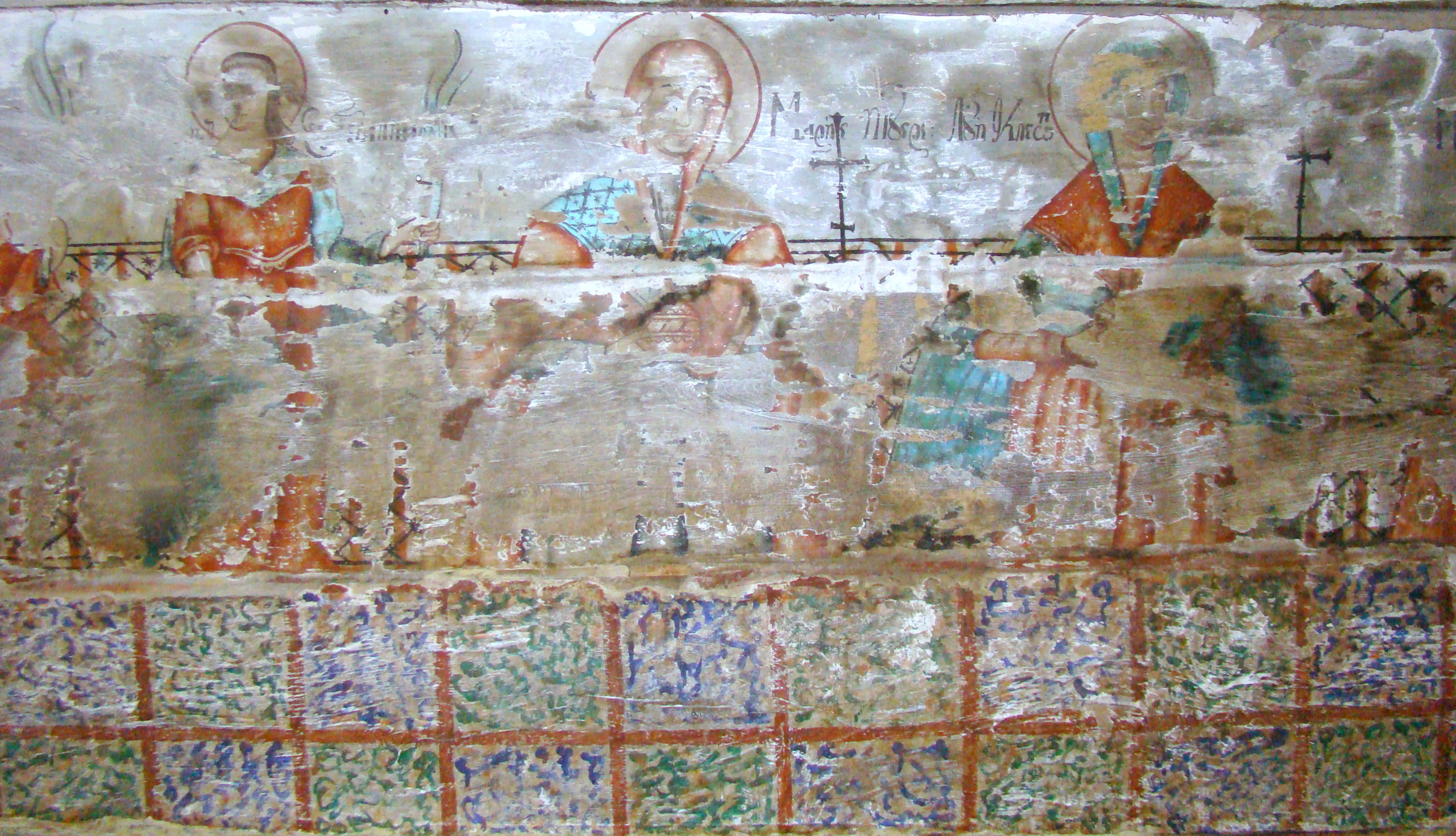
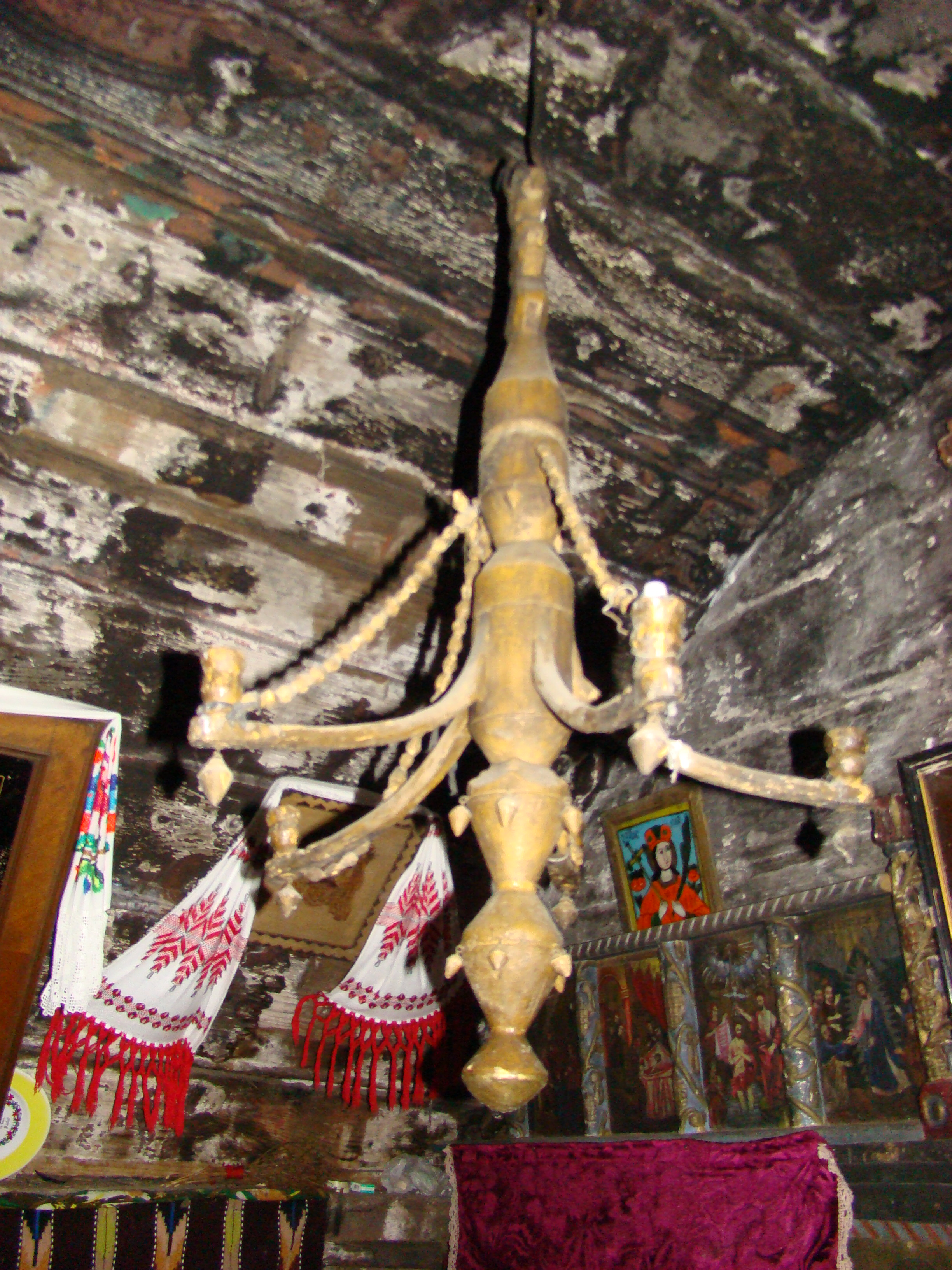
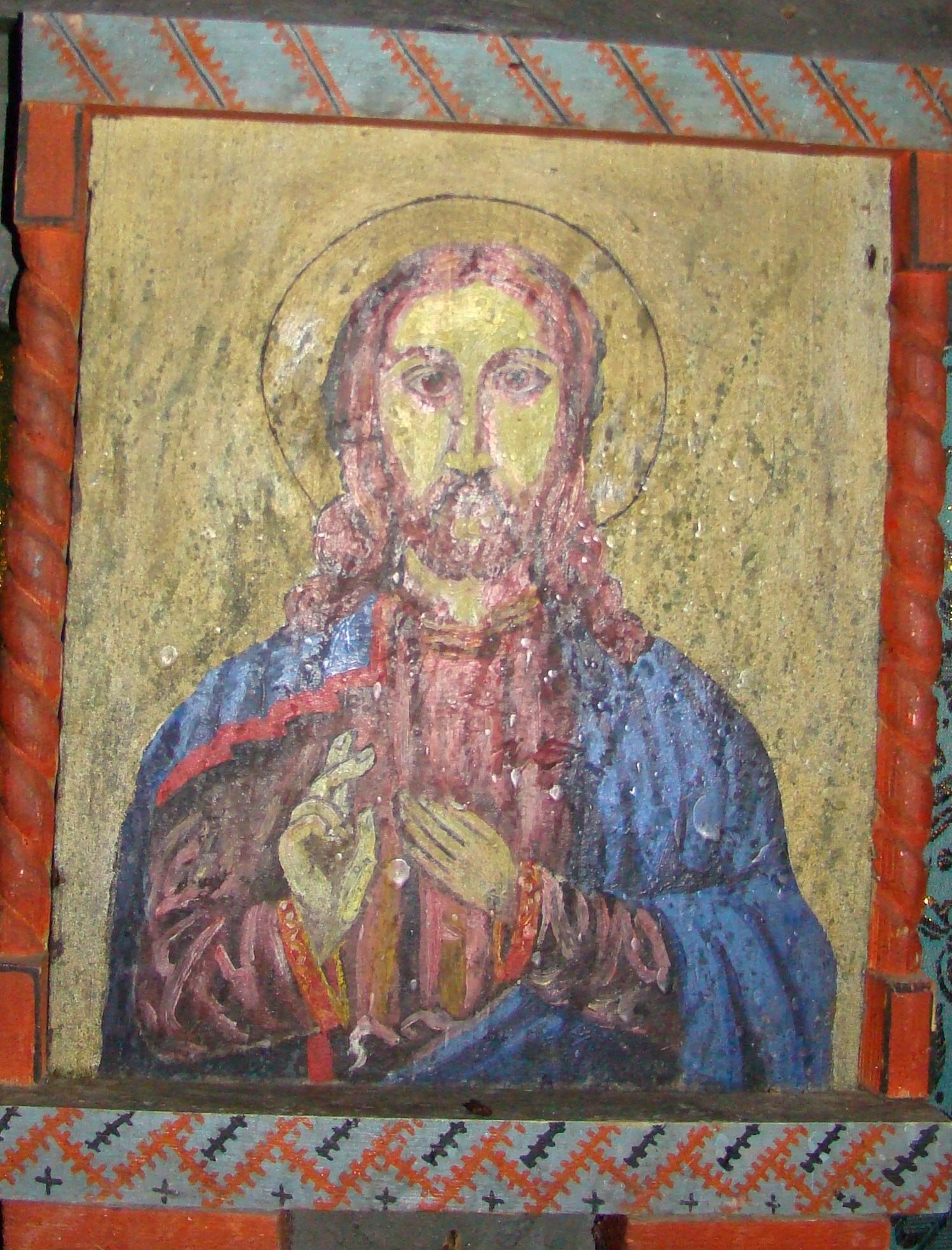
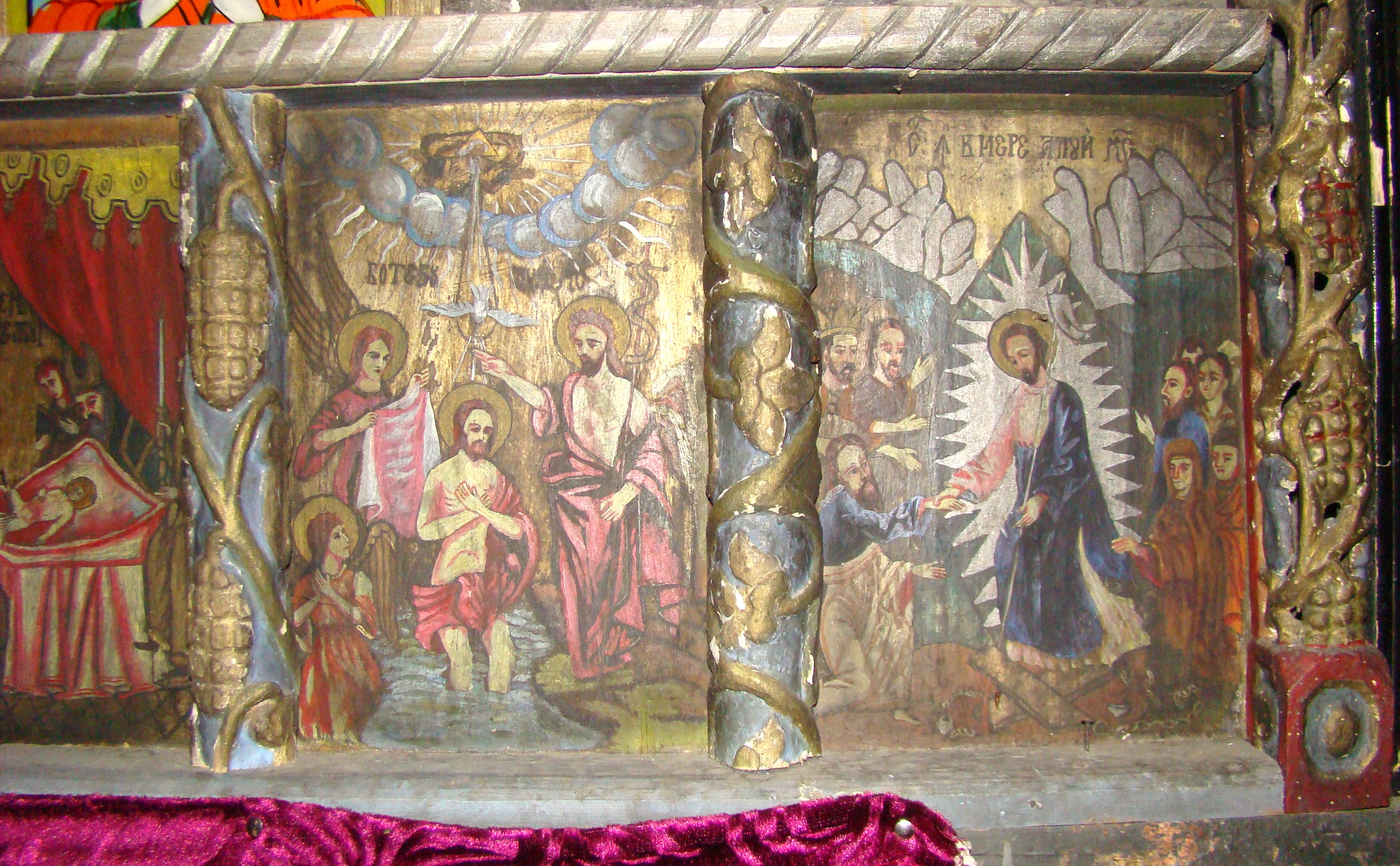
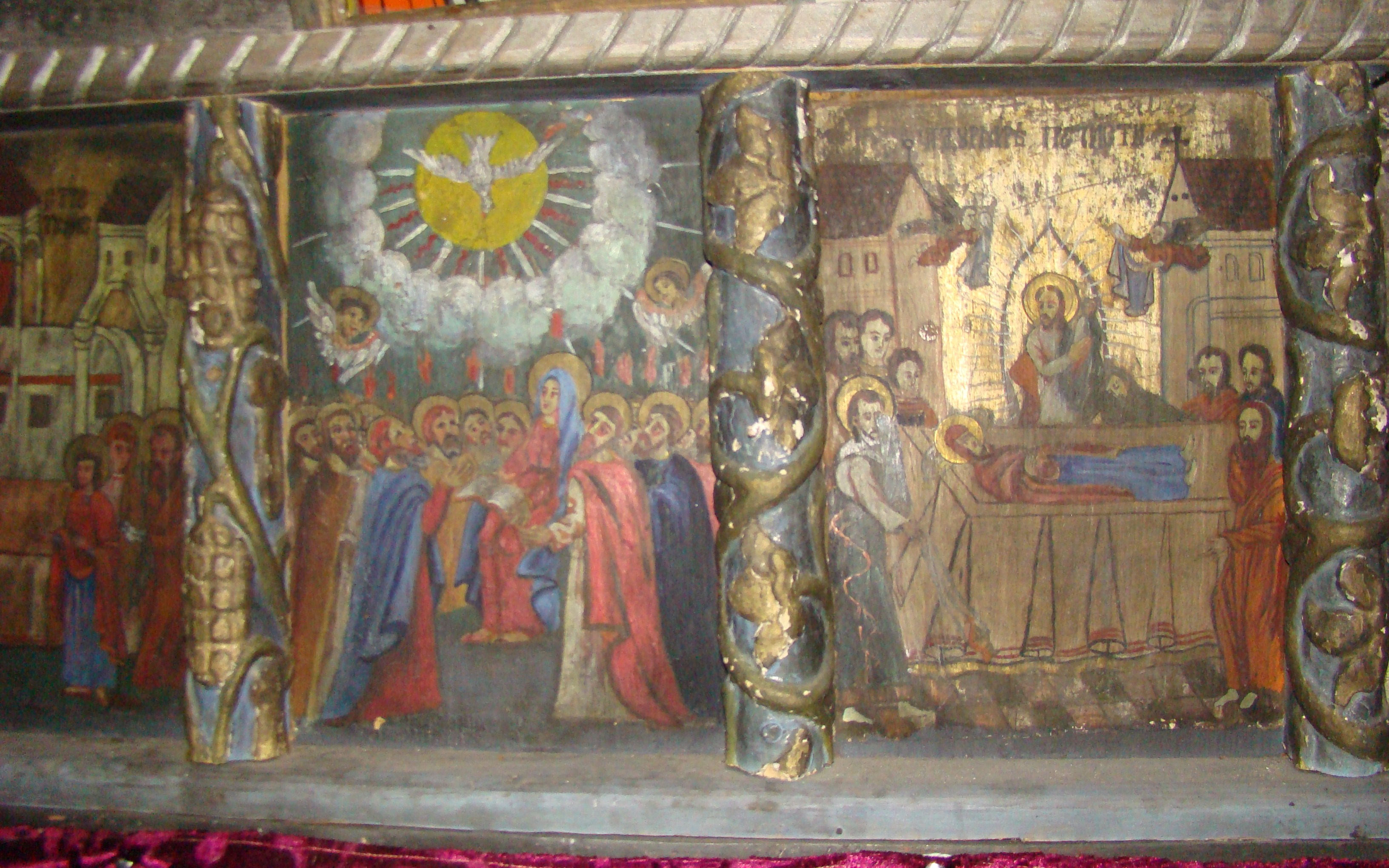
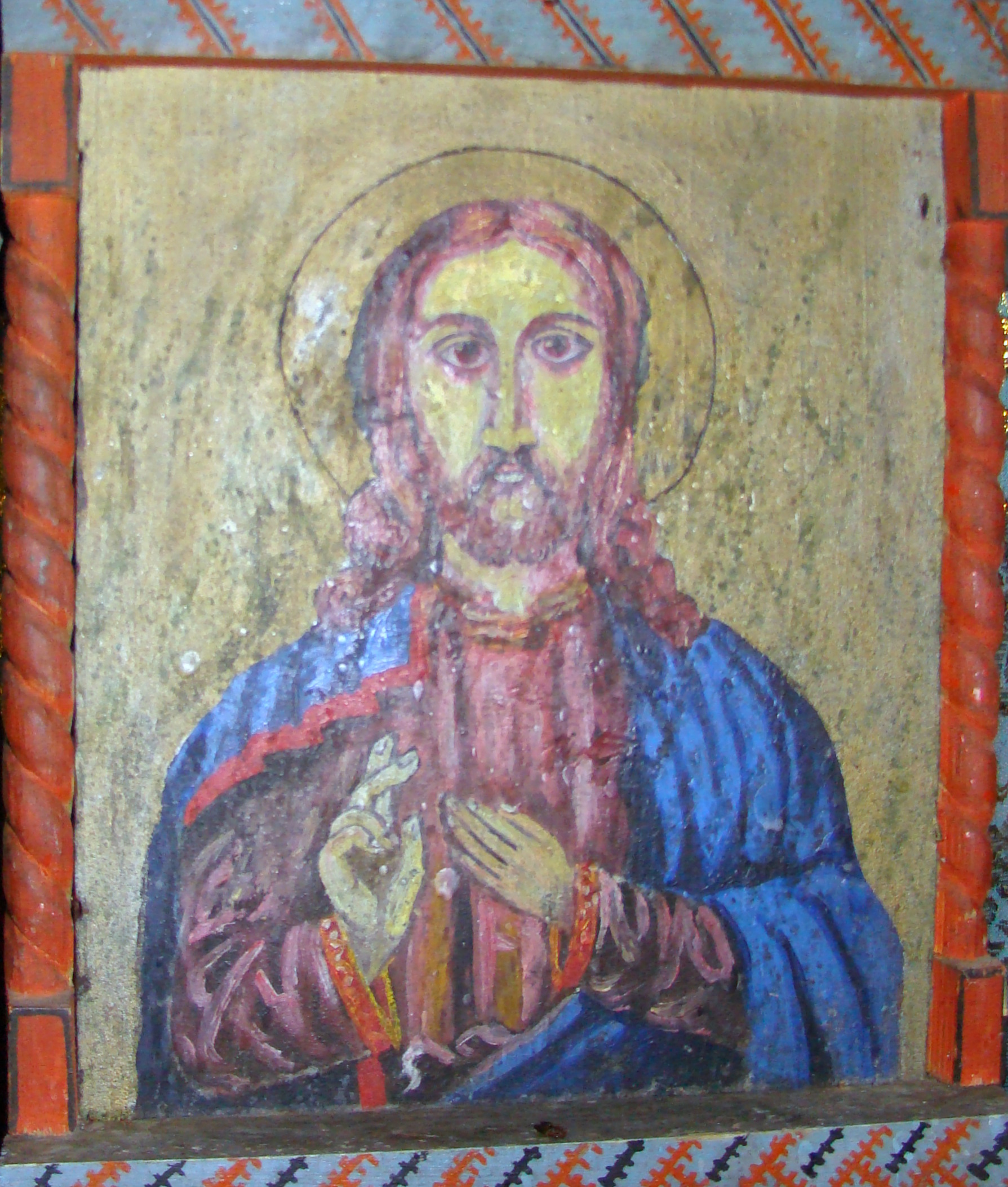
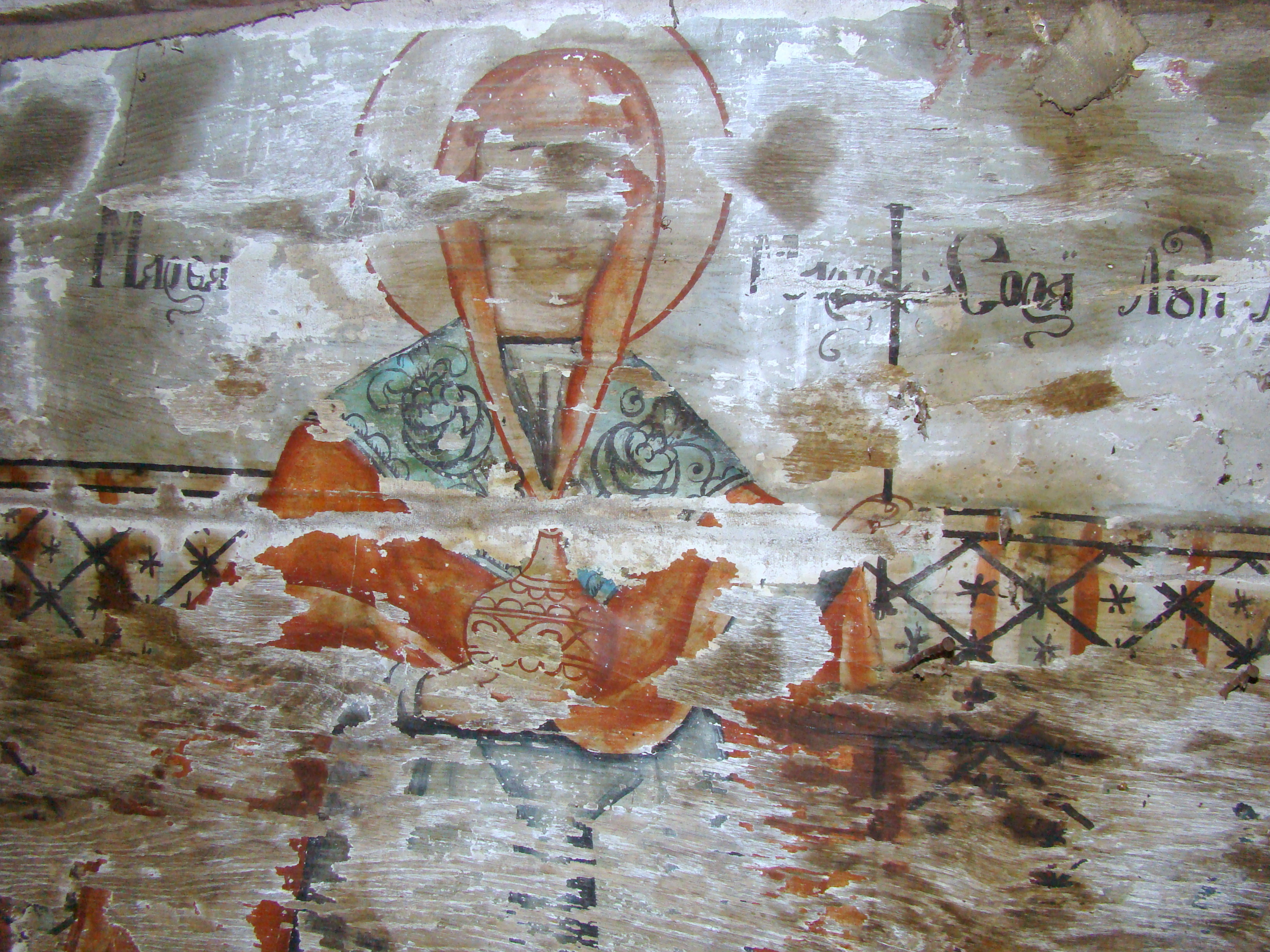
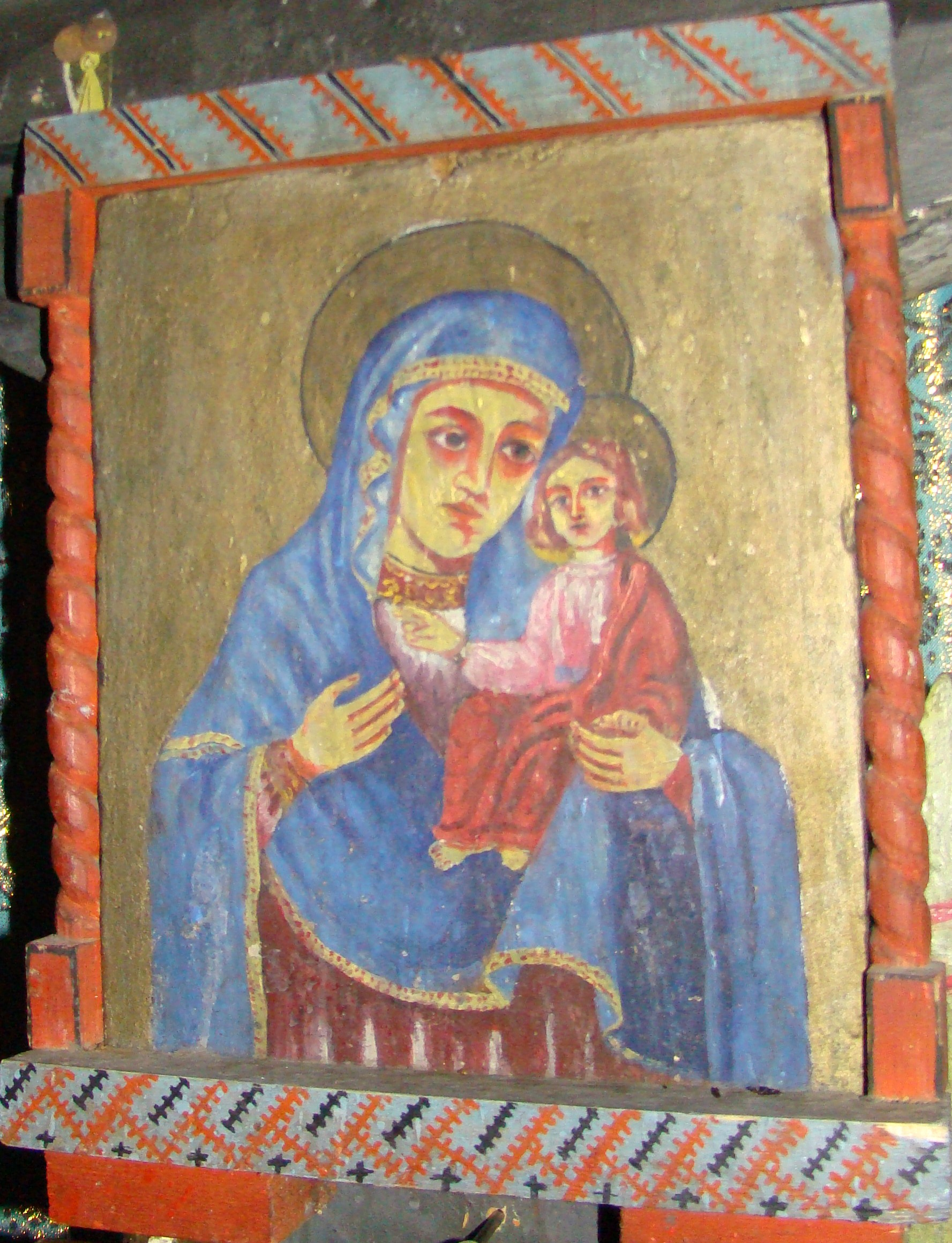
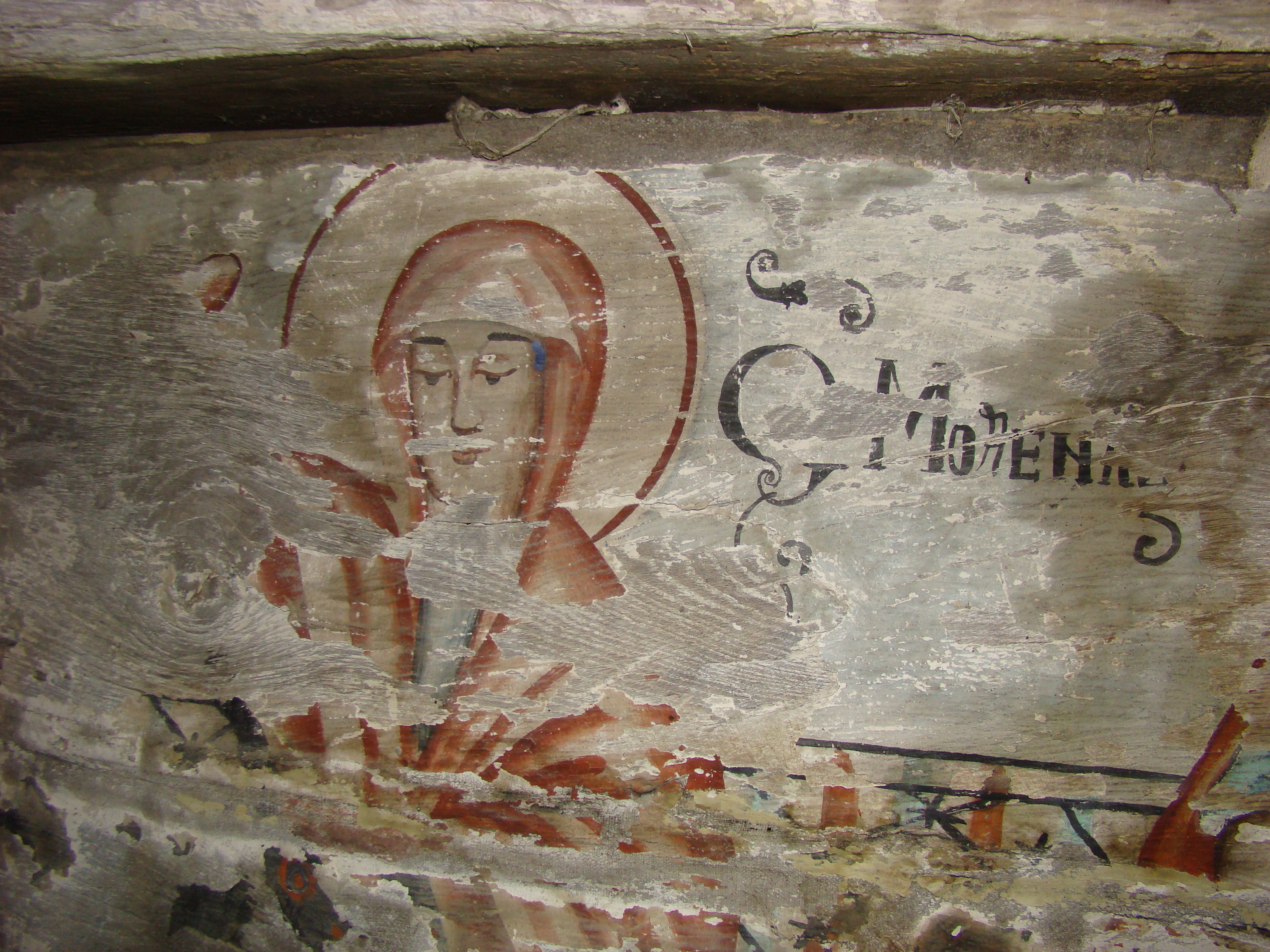
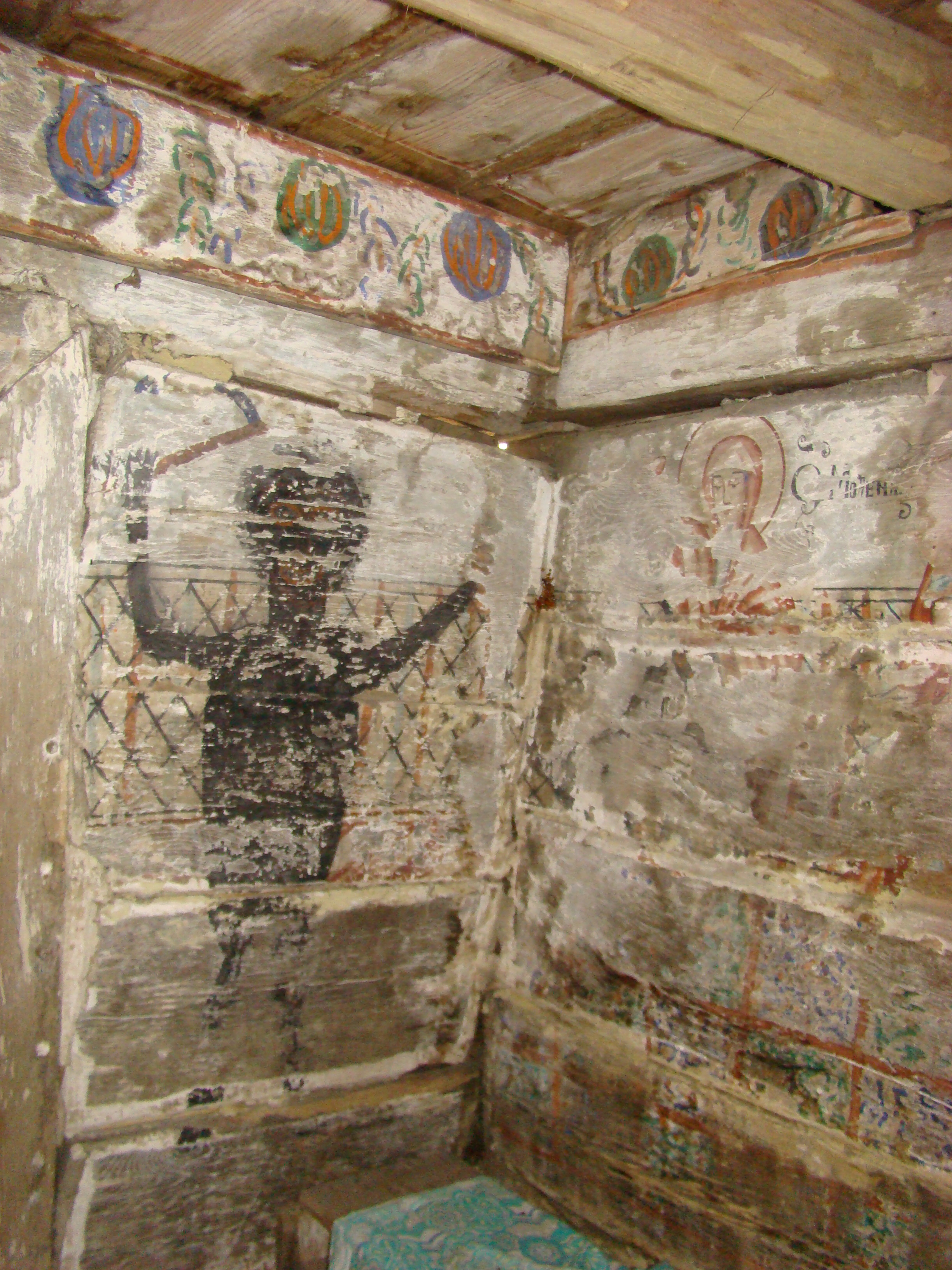
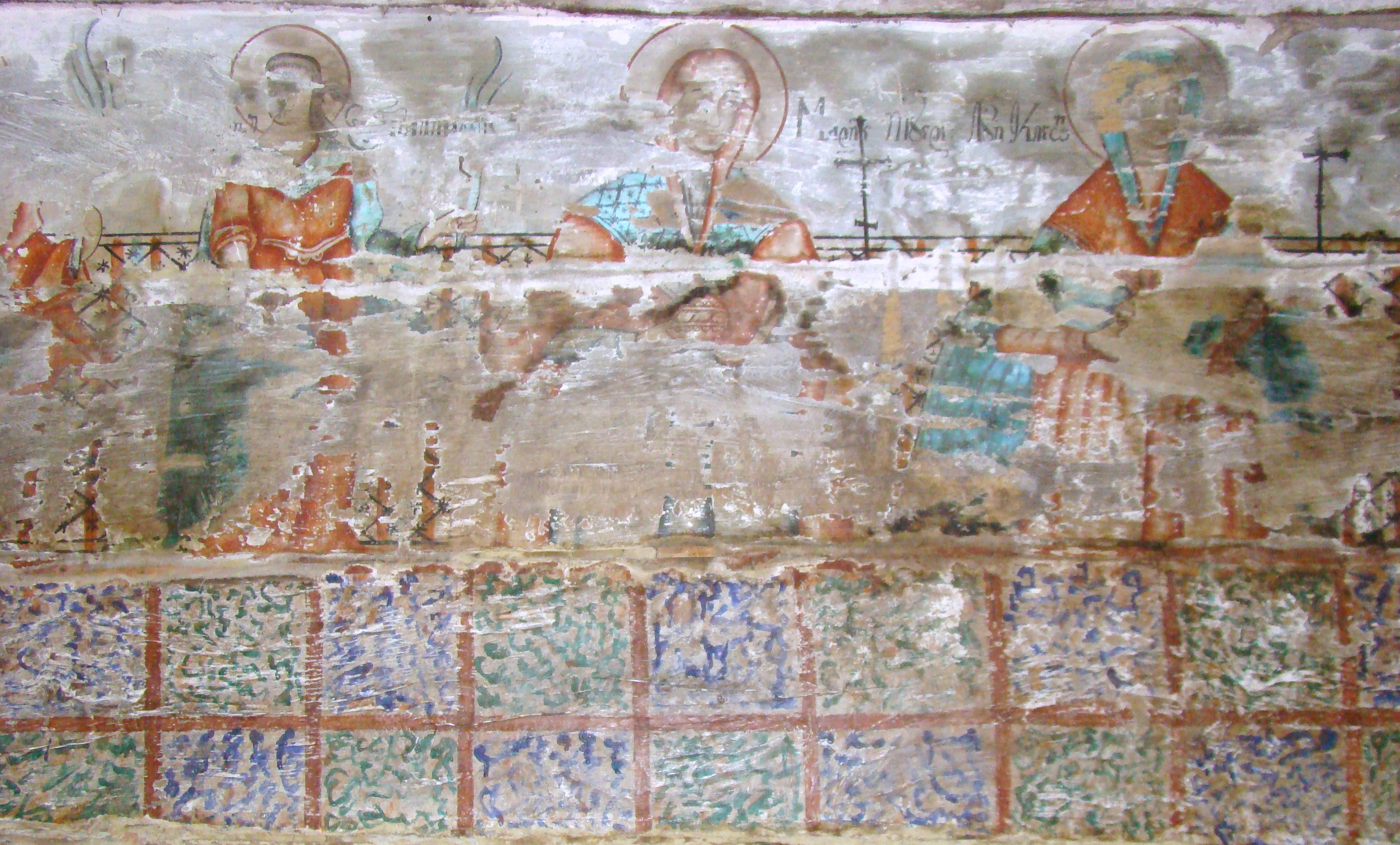
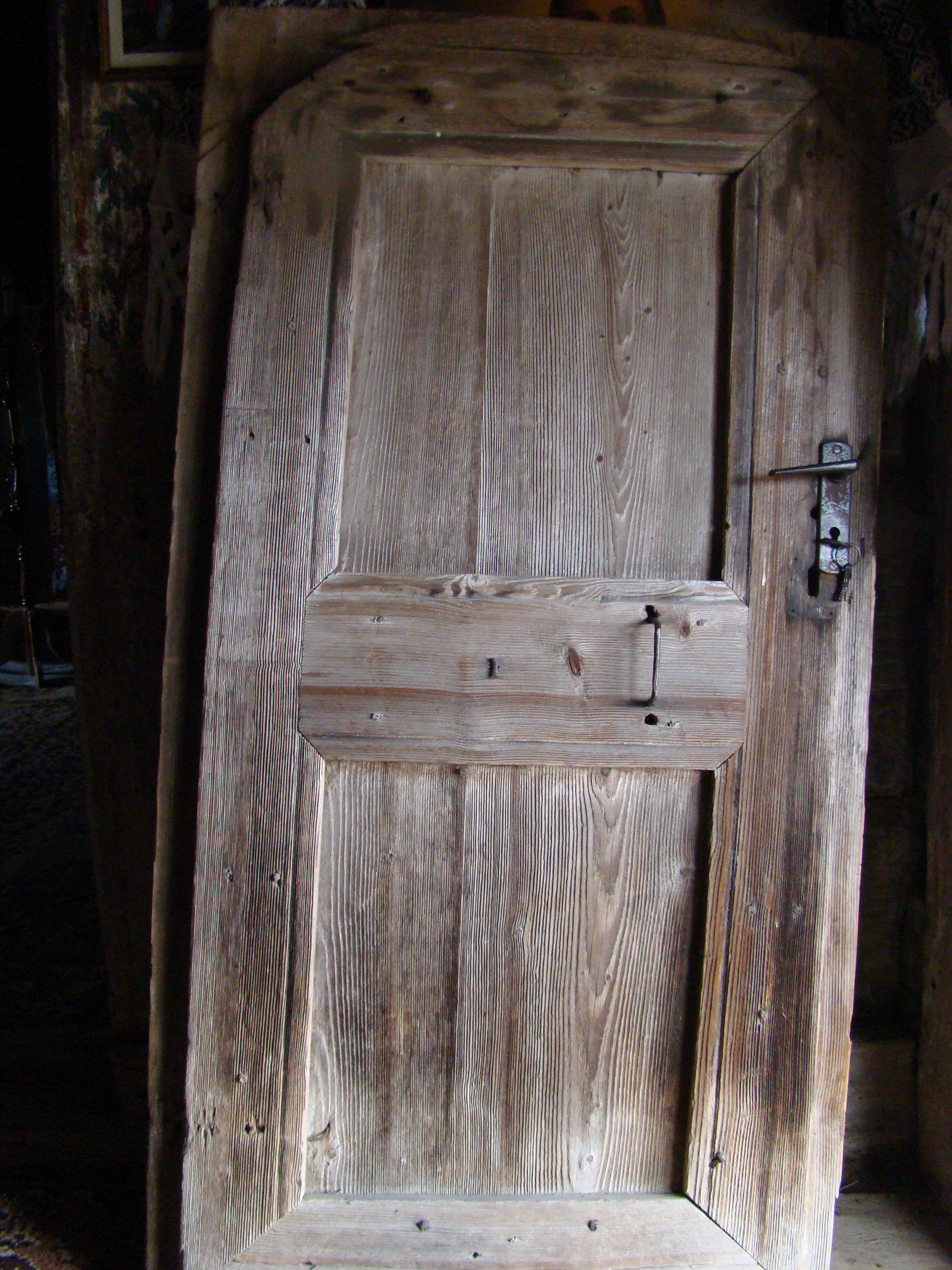